# Burkina Faso
Burkina Faso (deutsche Aussprache: [bʊɐ̯ˌkʰiːnaˈfaːzo]), übersetzt Land des aufrichtigen Menschen, ist ein westafrikanischer Binnenstaat, der südlich des Nigerbogens liegt und an Mali, Niger, Benin, Togo, Ghana und die Elfenbeinküste grenzt. Seine Unabhängigkeit erlangte das Land am 5. August 1960. Bis zum 4. August 1984 wurde der Name Republik Obervolta (französisch République de Haute-Volta), den es in seiner Zeit als französische Kolonie erhielt, verwendet. Der panafrikanistisch-sozialistisch orientierte Präsident Thomas Sankara, der nach einer Phase politischer Instabilität 1983 durch einen Staatsstreich die Macht erlangt hatte, ließ das Land umbenennen.
Administrative und kulturelle Hauptstadt des rund 20,1 Millionen Einwohner zählenden Landes ist die zentral gelegene Millionenstadt Ouagadougou. Der vorwiegend flache Binnenstaat mit Anteilen an der Großlandschaft des Sudan und der Sahelzone ist durch tropisches Klima und verschiedenartige Savannenlandschaften geprägt. Etwa die Hälfte der Burkiner (Burkinabe) zählt zur politisch dominierenden Ethnie der Mossi, die bis zur Kolonisierung durch Frankreich Ende des 19. Jahrhunderts in mehreren streng hierarchisch organisierten Reichen lebten. In Burkina Faso werden etwa 60 einheimische Sprachen gesprochen. Der Islam ist neben den traditionellen Glaubensvorstellungen die meistpraktizierte Religion. Burkina Faso gehört seit langem zu den ärmsten Ländern der Welt, zeichnete sich aber nach der Revolution über längere Zeit durch eine gewisse Stabilität und das friedliche Miteinander der in der Bevölkerung vertretenen Ethnien aus. Regelmäßig wiederkehrende Dürreperioden sorgen oft für große Not der hauptsächlich als Bauern lebenden Bevölkerung.
Nach einem Putsch gegen die amtierende Regierung unter dem gewählten Präsidenten Roch Marc Kaboré am 24. Januar 2022 übernahm das Militär unter Leitung von Paul-Henri Sandaogo Damiba die Macht in Burkina Faso. Am 30. September 2022 wurde Damiba seinerseits von rivalisierenden Militärs unter Hauptmann Ibrahim Traoré gestürzt, die mit Russland sympathisieren. Teile des Landes stehen unter Kontrolle von Dschihadisten, die den Terrororganisationen Islamischer Staat oder al-Qaida angehören.

## Geografie

### Lage
Burkina Faso ist ein Binnenstaat im Inneren Westafrikas mit 267.950 km² Fläche, von denen 400 km² auf die Gewässer entfallen. Es liegt südlich des Nigerbogens und der Sahara und teilt sich seine 3193 km lange Landgrenze mit sechs Nachbarstaaten; im Nordwesten und Norden mit Mali (988 km Länge), im Osten mit Niger (628 km) sowie im Südosten mit Benin (306 km) und Togo (126 km). An Burkina Faso grenzen außerdem Ghana (549 km) im Süden und die Elfenbeinküste (Côte d’Ivoire, 584 km) im Südwesten. Der größte Teil des Landes liegt in der Landschaft Sudan, außerdem hat Burkina Faso im Norden Anteil am Sahel.

### Relief

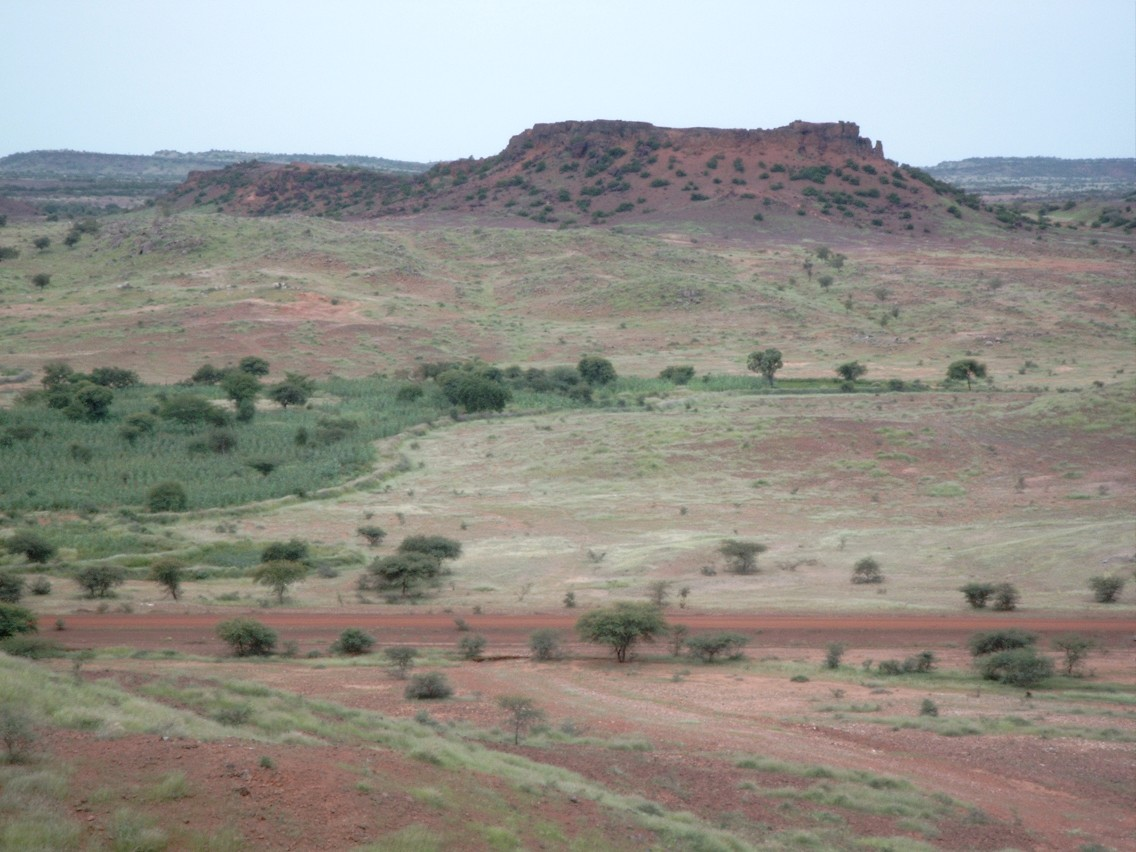
Inselberg im Norden Burkina Fasos, zwischen Yalgo und Dori

Etwa drei Viertel des Landes werden von einer Rumpffläche geprägt, die zum niedrigen Mittelabschnitt der Oberguineaschwelle gehört. Es handelt sich um eine flachwellige Hochebene, deren durchschnittliche Höhe etwa 250–350 Meter über Meer beträgt und die Teil eines vor etwa 2–3 Milliarden Jahren entstandenen präkambrischen Sockels aus Granit und Gneis ist. Etwa 32 % (70.778 km²) der Landesfläche entfallen auf das Zentralplateau (nach seinen Bewohnern auch Mossiplateau genannt). Die Landschaft des Plateaus ist vorwiegend flach mit vereinzelten Hügeln, Senken, Kuppen, Inselbergen und freistehenden Granitfelsen, die der Erosion widerstanden haben. Ein Sandsteintafelland prägt den Südwesten Burkina Fasos, das mit dem Tena Kourou, dem höchsten Berg des Landes, 749 m Höhe erreicht. Dieses Massiv, das überwiegend die Form eines monotonen Hochplateaus aufweist, hat eine durchschnittliche Höhe von 450 bis 500 m, fällt zu den mit Sedimenten bedeckten Sockeln steil ab und bildet dort den Höhenzug Chaîne de Banfora. Diese Kette erstreckt sich bei einer durchschnittlichen Höhe von 150 m in Nordost-Südwest-Richtung. Im Südosten befindet sich die Chaîne de Gobnangou, ein Massiv, das etwa 100 m über das Zentralplateau hinausragt. Quartäre Formationen existieren vor allem in Form von Altdünen im Norden des Landes, die bis zu 20 m Höhe und 10–20 km Länge erreichen. 40 % der Flächen nördlich von Markoye sind von Dünen bedeckt. Der tiefste Punkt des Landes liegt im Flusstal des Oti mit 125 m.

### Klima

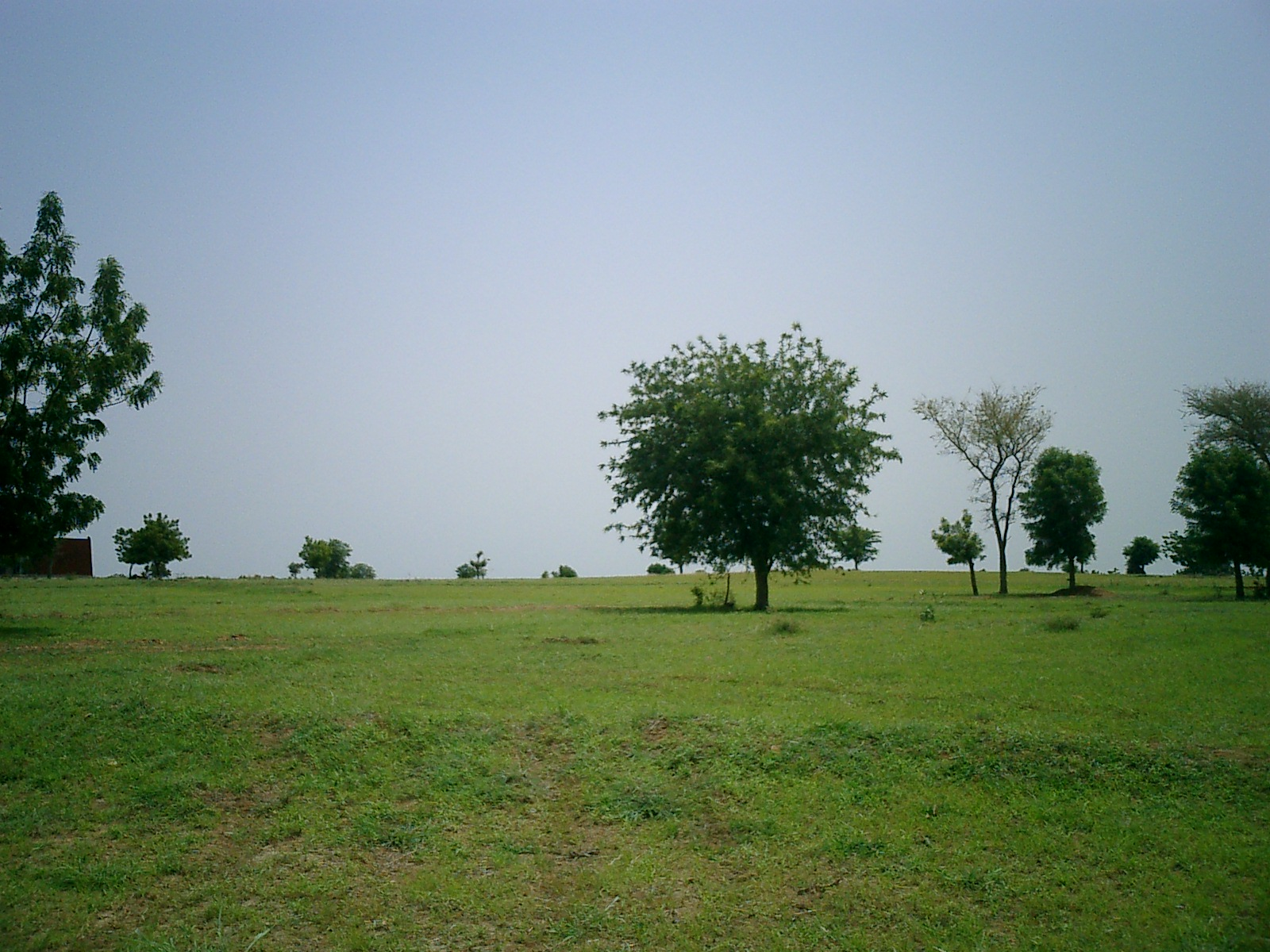
In der Regenzeit ist der sonst karge Boden von grüner Vegetation bedeckt.

In Burkina Faso herrscht tropisches Wechselklima, das wesentlich vom westafrikanischen Monsun und dem Passatwind Harmattan beeinflusst wird. Durch die sich abwechselnden Einflüsse des Monsuns und des Harmattans kommt es im Jahresverlauf zu einer jeweils ausgeprägten Regen- und Trockenzeit.
Von Nord nach Süd hat das Land Anteil an den unterschiedlichen Vegetationszonen des Sahel und des Sudans. Erstere umfasst etwa 25 % der Landesfläche und ist von Trockenheit geprägt; die Niederschläge können auf unter 300 mm pro Jahr fallen, die Regenzeit zum Teil weniger als zwei Monate dauern. Die Hälfte des Landes unterliegt dem Sudan-Sahel-Klima, für das eine Regenzeitdauer von vier bis fünf Monaten charakteristisch ist. Etwa sechs Monate beträgt die Regenzeit in der im Süden gelegenen Sudan-Zone; Niederschläge von bis zu 1300 mm pro Jahr sind hier keine Seltenheit. Insgesamt fallen in dem Land durchschnittlich jährlich 165 km³ Niederschlag, von denen allerdings nur 9 km³ zum Abfluss kommen.
Die Durchschnittstemperaturen bewegen sich zwischen 25 °C und 30 °C. Die niedrigste je gemessene Temperatur war 5 °C, 1971 bei Bobo-Dioulasso und 1975 in Markoye. Dort wurde mit 46 °C auch die höchste je gemessene Temperatur des Landes aufgezeichnet. März und April sind die heißesten Monate, Januar und Dezember die kältesten. In der Regenzeit strömen warmfeuchte Winde aus Südwest über das Land, während im Winter der trockenheiße Harmattan Sand und Staub aus der Sahara in Richtung Südwest weht. In den vergangenen 35 Jahren konnten einige klimatische Veränderungen festgestellt werden, darunter ein Sinken der Niederschlagswerte sowie die Zunahme der Temperaturen. Extreme Klimaerscheinungen wie große Trockenheiten und Überschwemmungen haben in den vergangenen Jahrzehnten ebenfalls zugenommen.

Klimazonen Burkina Fasos
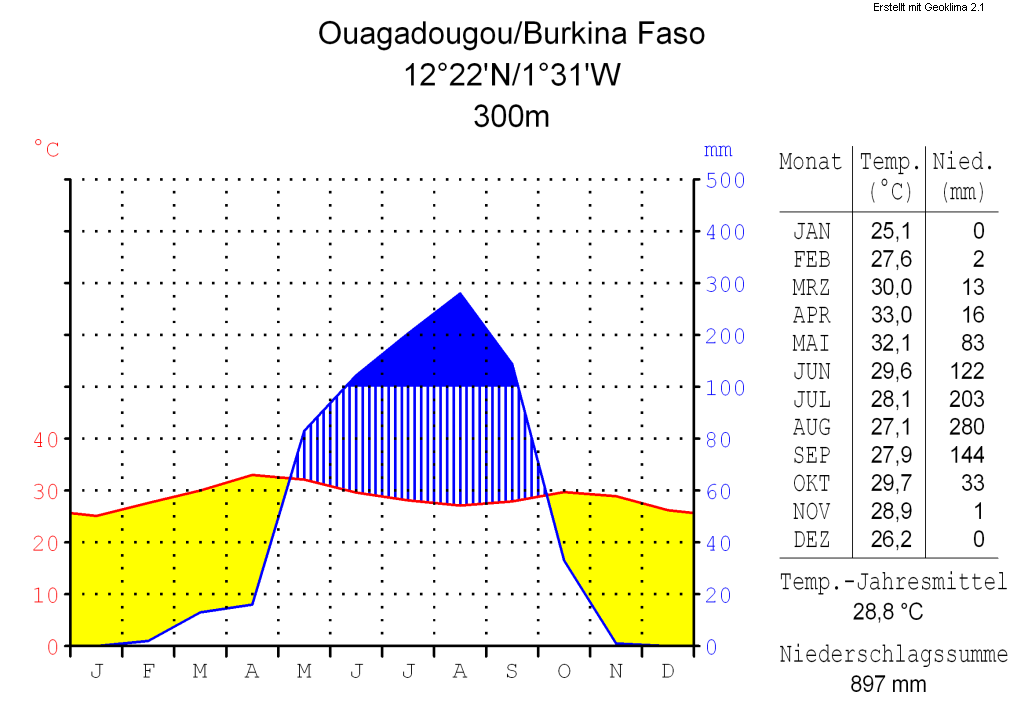
Klimadiagramm Ouagadougou
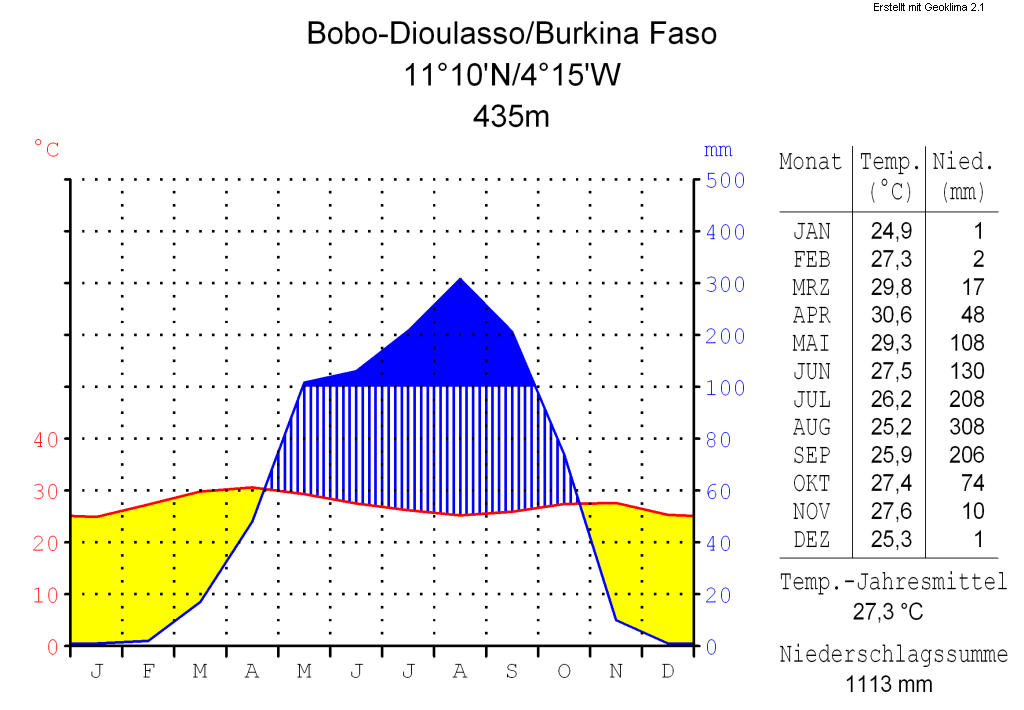
Klimadiagramm Bobo-Dioulasso

### Gewässer
Fließgewässer

Burkina Faso mit seinen Flüssen

Die Wasserläufe in Burkina Faso können drei Becken zugeordnet werden. Davon ist das Voltabecken mit einer Fläche von etwa 180.000 km² das bedeutendste. Es umfasst die Becken des Mouhoun (Schwarzer Volta), des Nakambé (Weißer Volta) und des Pendjari (Oti), und nimmt dabei etwa 2/3 der Landesfläche ein. Im Norden Ghanas nimmt der Mouhoun das Wasser der genannten Nebenflüsse sowie des Nazinon (Roter Volta) auf. Mit 18.000 km² Fläche ist das Becken des Comoé, dessen Lauf durch Stromschnellen und Wasserfälle (zum Beispiel den Cascades de Karfiguéla) unterbrochen wird, deutlich kleiner. Zum 77.000 km² großen Entwässerungssystem des Nigerbeckens zählen die kleinen temporären Wasserläufe, die diesem im Norden Burkina Fasos rechts zufließen (unter anderem Béli, Gorouol und Sirba).
| Fluss | Einzugsgebiet km² | Anteil an Landesfläche [%] |
| ----- | ----------------- | -------------------------- |
| Volta | 178.000           | 063,0                      |
| Niger | 077.314           | 028,0                      |
| Comoé | 018.686           | 009,0                      |
| Summe | 274.000           | 100                        |

Stillgewässer

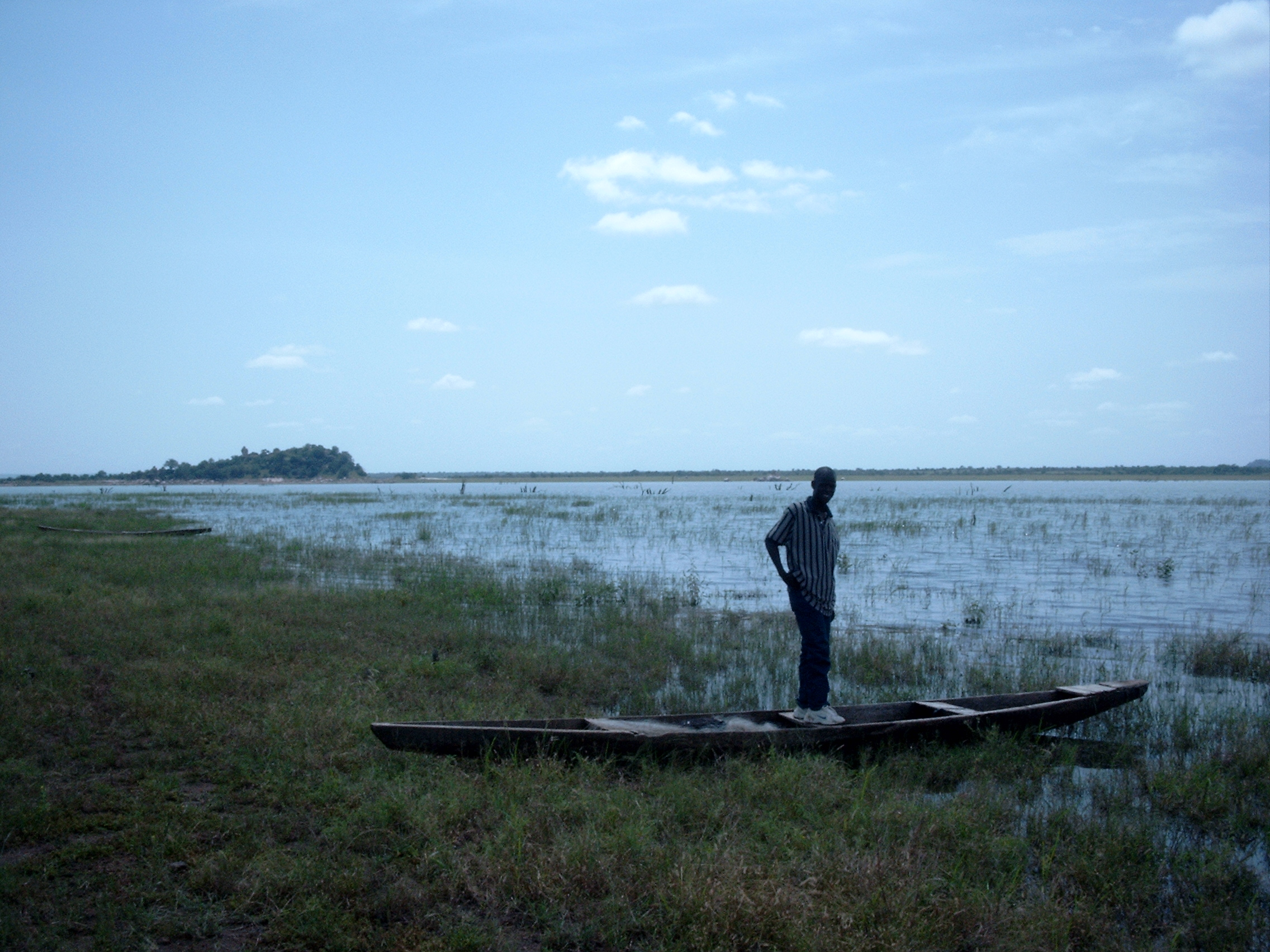
Ufer des Kompienga-Stausees im Südosten, nahe der Grenze zu Togo

Viele der zahlreichen kleinen Seen und abflusslosen Tümpel, darunter das Ramsar-Schutzgebiet Mare d’Oursi, liegen saisonabhängig trocken. Sie stellen wichtige Wasserreservoirs für Mensch und Tier dar. Die beiden größten natürlichen Seen Burkina Fasos, der Bamsee und der Demsee, liegen etwa 100 km nördlich von Ouagadougou. Zahlreiche Flüsse wurden zu Seen gestaut, so liegen im Südosten der Kompienga- und im Süden der Bagré-Stausee, die beide jeweils ein Speicherkraftwerk antreiben. Im Nordwesten wurde der Sourou gestaut, während der Ziga-Stausee seit Juli 2004 die westlich gelegene Hauptstadt mit Wasser versorgt. Insgesamt gibt es in Burkina Faso 2100 Stauseen mit einer Speicherkapazität von 4,6 km³.

### Vegetation

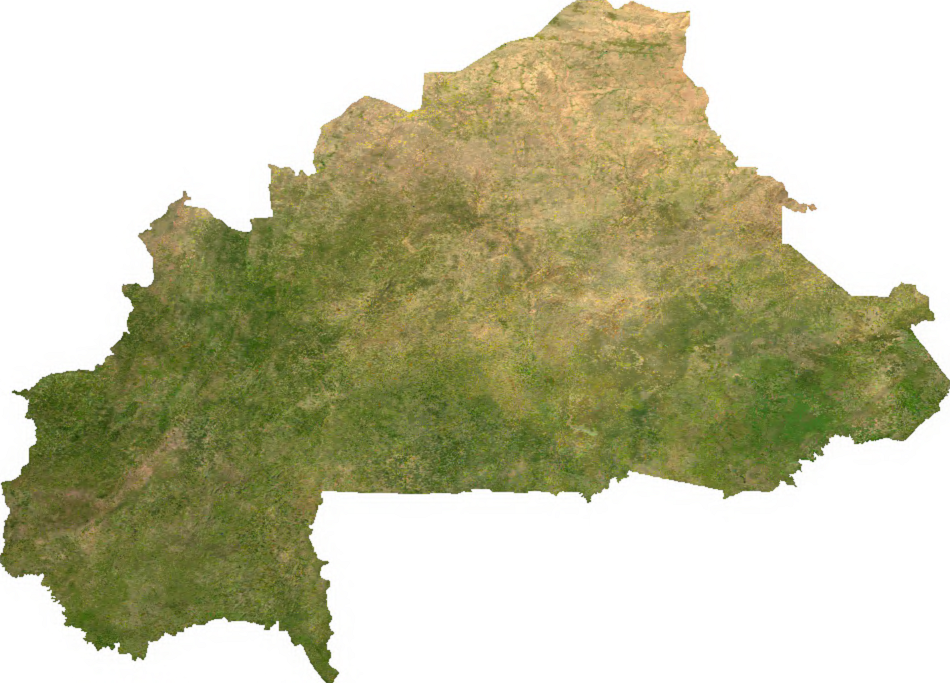
Verteilung der Vegetation in Burkina Faso

In Burkina Faso sind 2067 Arten höherer Pflanzen bekannt, den größten Anteil daran haben die Süßgräser und Schmetterlingsblütler. Zahlreiche Wildpflanzen werden als Rohstoff, Viehfutter, Nahrung oder Medizin genutzt. Besonders wichtige Nutzbäume sind etwa Karitébaum, Afrikanischer Affenbrotbaum (Baobab) und Néré, aber auch Anabaum, Niembaum, Äthiopische Palmyrapalme und Tamarindenbaum. Im Zuge von Nutzungsveränderungen und Klimawandel verschiebt sich das Areal vieler sahelischer Arten gegen Süden.

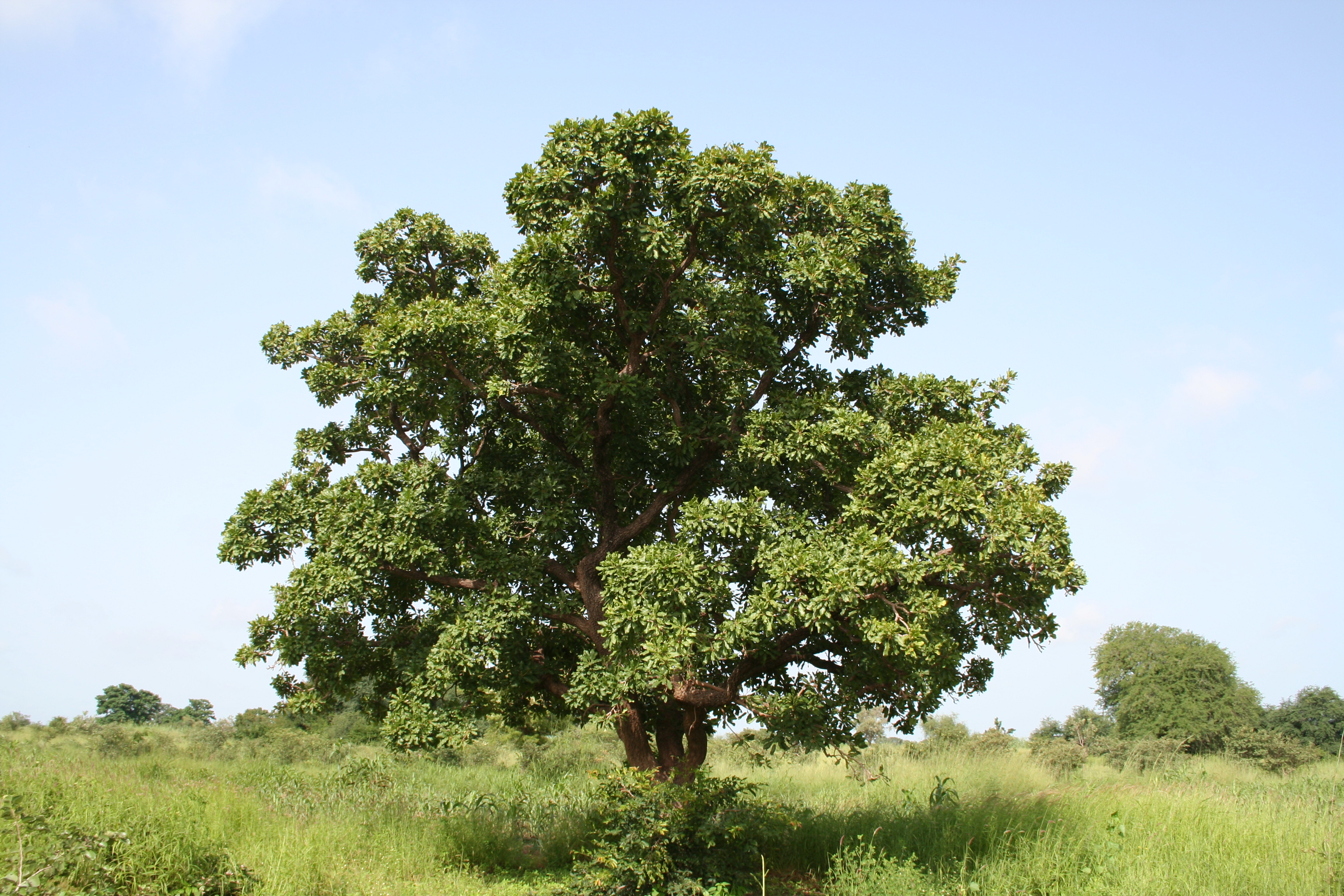
Karitébaum
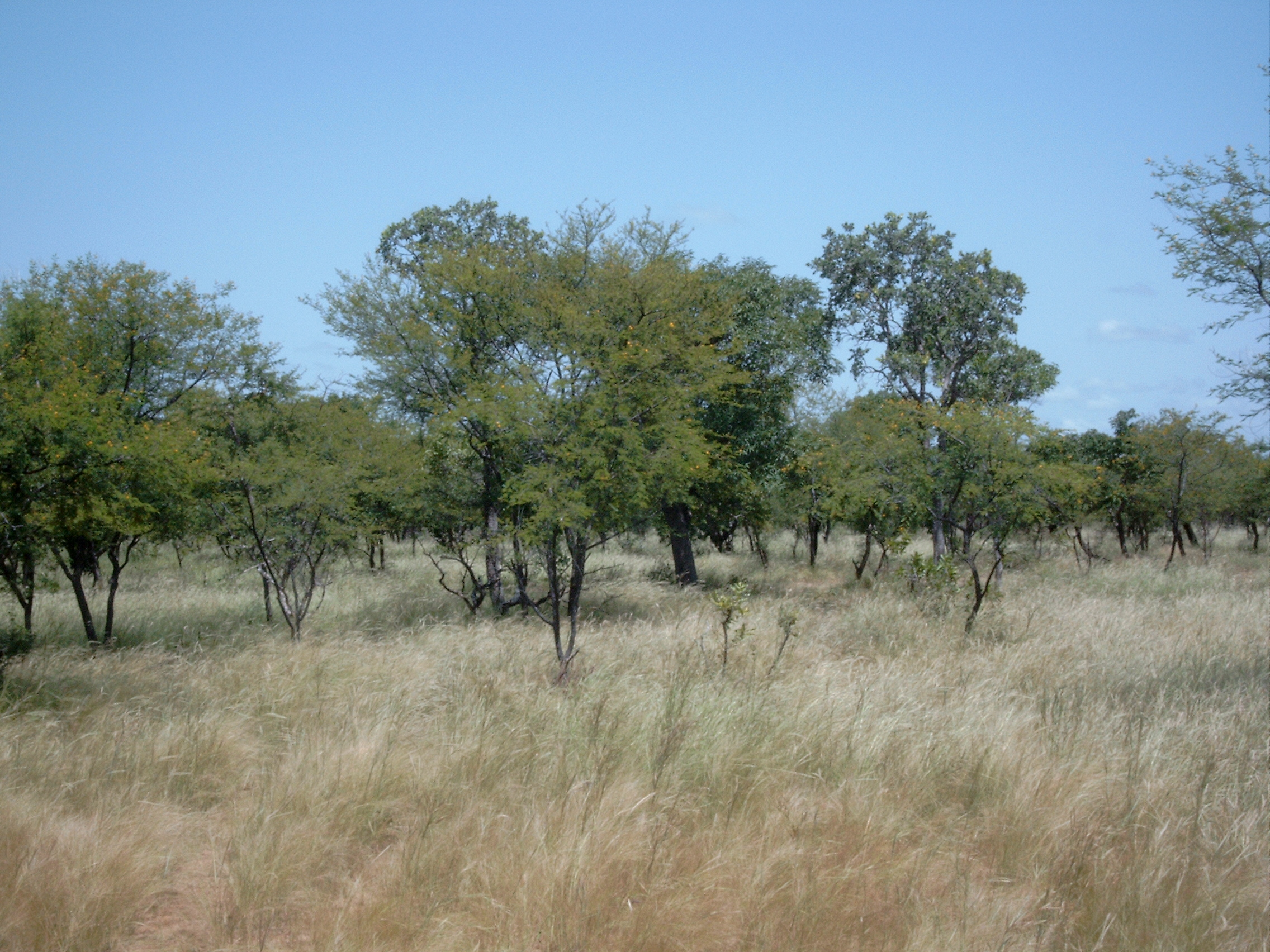
Akaziensavanne im Osten Burkina Fasos
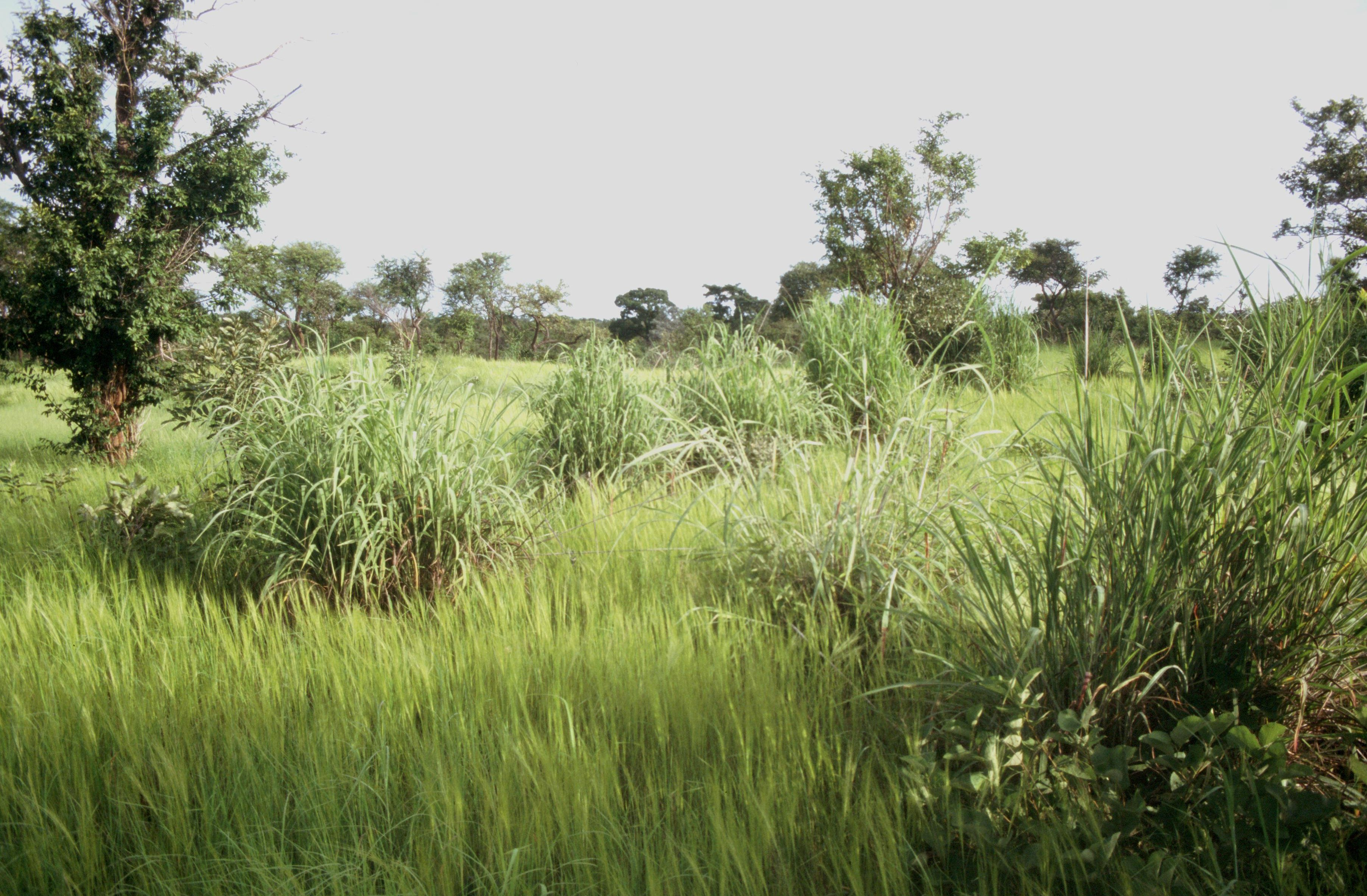
Im Schutzgebiet Réserve partielle de Pama, nahe der Grenze zu Benin
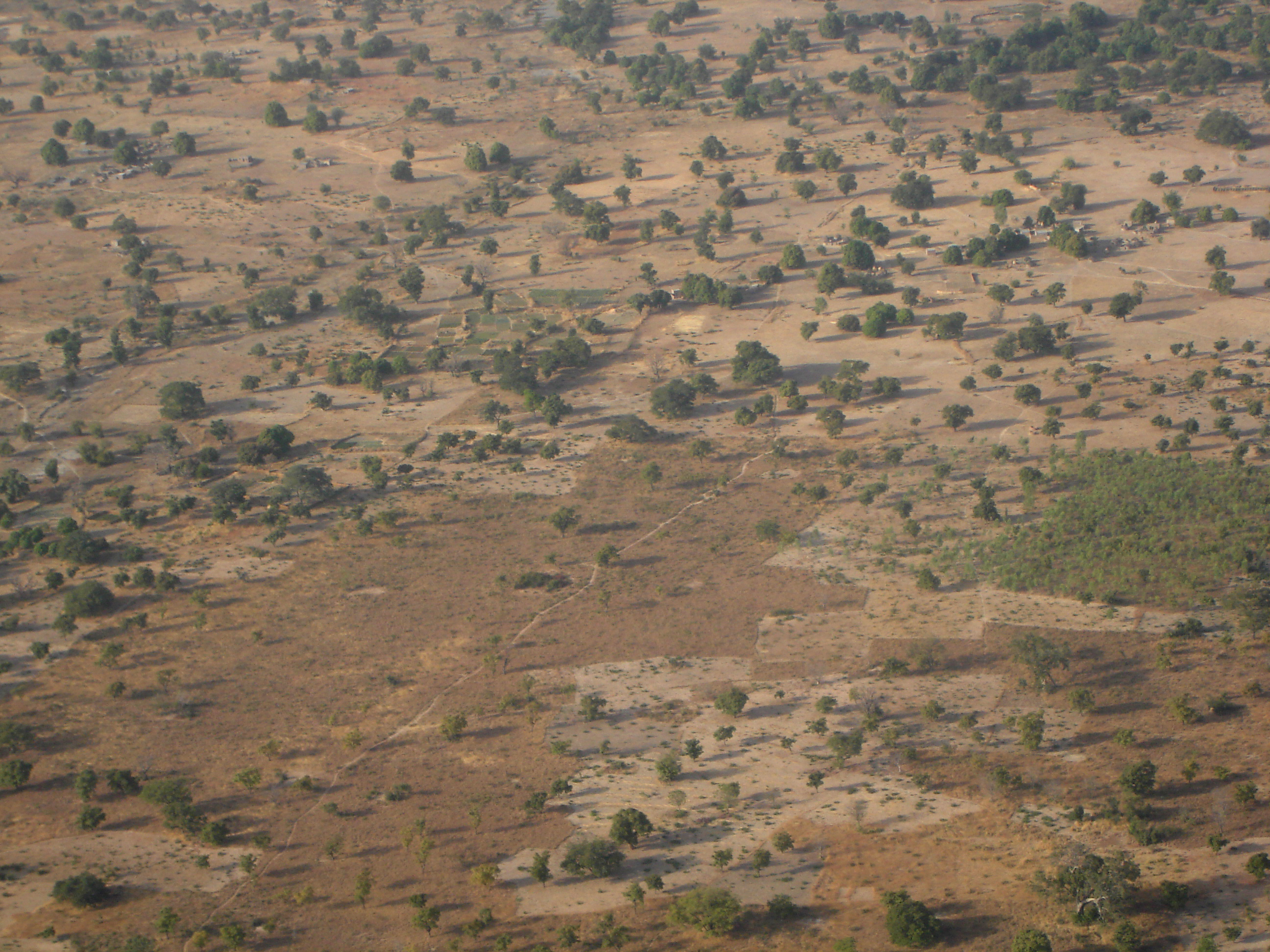
Trockensavannenlandschaft westlich von Ouagadougou

Burkina Faso umfasst drei zum sudanosambesischen Savannengürtel zählende phytogeographische Zonen; Sahel im Norden, Sudan im Zentrum und Sudan-Guinea im Süden. Die Unterscheidung basiert unter anderem auf den niedrigeren Niederschlägen (weniger als 600 mm Niederschlagsmenge pro Jahr) und der längeren Trockenzeit im Norden. In der Sahelzone sind Dornstrauchsavannen vorherrschend – zum Teil mit Tigerbuschvegetation, die eine Form der Anpassung an die Trockenheit darstellt. Bäume wachsen zumeist vereinzelt, teils zu Hainen gruppiert. Vorherrschende Arten sind unter anderem Verek-Akazie, Duftende Akazie, Wüstendattel, Indische Jujube sowie der für den Sahel charakteristische Afrikanische Affenbrotbaum (Baobab).
Die Sudanzone, durch Niederschläge im Bereich zwischen 600 mm und 1000 mm pro Jahr gekennzeichnet, ist wie der Sahel von Akazienbewuchs und Dorngewächsen geprägt, unterscheidet sich aber unter anderem durch das Aufkommen weiterer Arten wie Néré, Karitébaum und vor allem Flügelsamengewächsen als dominierendes Element der sudanesischen Savannen. Die Baumdichte nimmt nach Süden hin zu und bildet vereinzelt Haine, Wälder und entlang der Flüsse Galeriewälder. In den dichtbesiedelten Gegenden des Zentralplateaus dominieren durch menschlichen Einfluss degradierte Savannenlandschaften. Die Krautschicht besteht nach Arten und Abundanz zu einem großen Teil aus Gräsern, wobei der Anteil hoher und ausdauernder Arten zum Süden hin zunimmt.
In der Sudan-Guinea-Zone sind Niederschläge über 1000 mm pro Jahr üblich. Zu den auch in den nördlicheren Zonen beheimateten Arten gesellt sich hier unter anderem die Guineapflaume. In den Galeriewäldern finden sich Arten wie Breitblättrige Feige, Westafrikanischer Butterbaum, Ölpalme oder Juckbohne. In den Galeriewäldern gedeihen vor allem Pflanzen, die feuchtwarmes Klima bevorzugen.

### Fauna

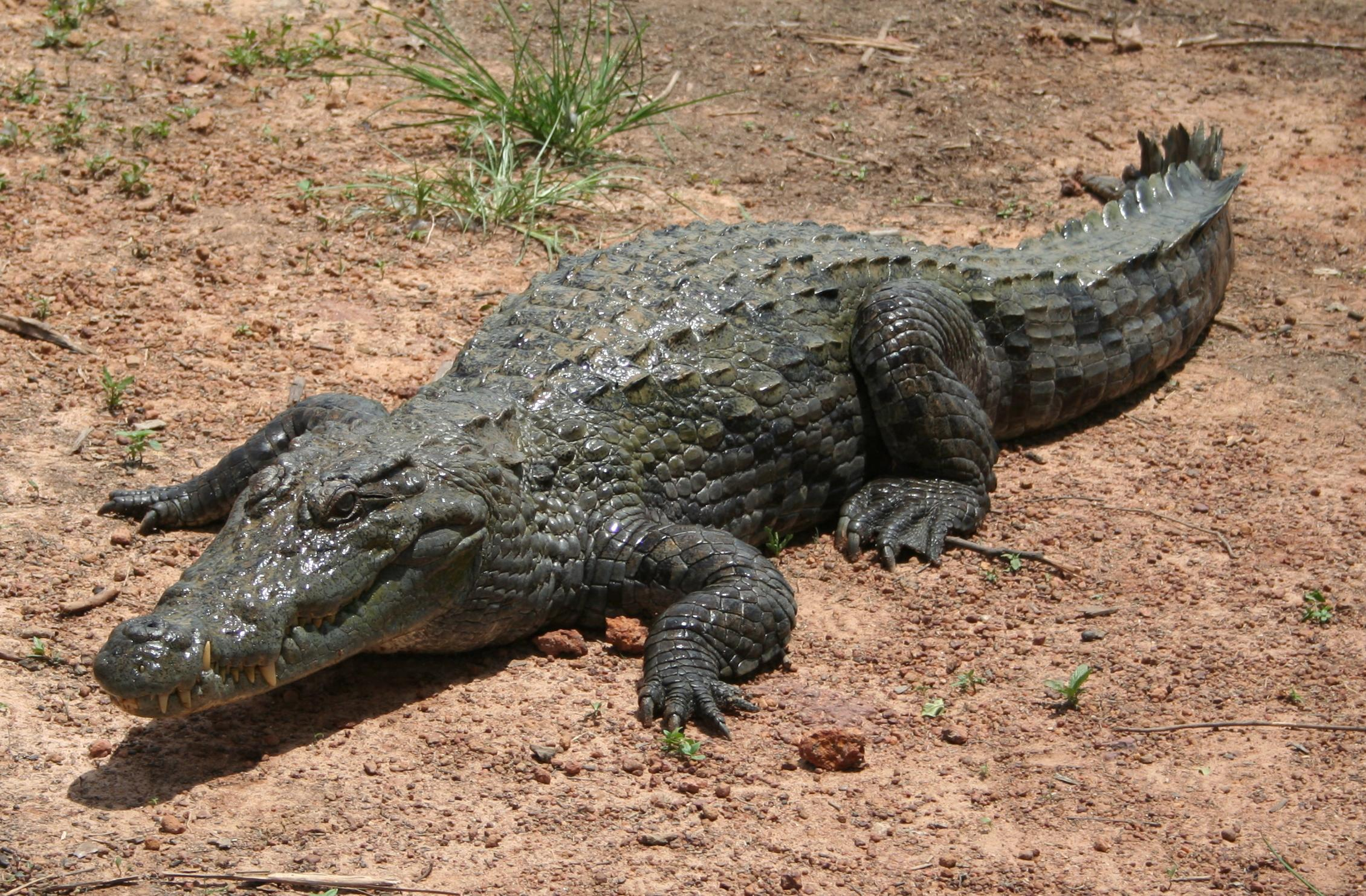
„Heiliges Krokodil“ in Bazoulé (Tanghin-Dassouri)

Die meisten der großen, die Savannen bewohnenden Säugetiere sind auch in Burkina Faso zu finden, wo sie jedoch durch den enormen Bevölkerungsdruck in ihren Lebensräumen bedroht sind. Einige Tierarten, wie zum Beispiel Giraffen und Geparden, sind im Land nicht mehr anzutreffen. In den Schutzgebieten leben Flusspferde, Elefanten, Antilopen, Affen, Gazellen und Leoparden, die durch Jagd dezimiert wurden. Es gibt Afrikanische Buschratten und Schlangen. Im Land wurden 495 Vogelarten nachgewiesen, unter anderem der Afrikanische Strauß, mehrere Storcharten, etwa 50 verschiedene Greifvögel, Nashornvögel, Eisvögel und Bienenfresser. In den Seen und mares leben Krokodile, die von der Bevölkerung als „heilige Krokodile“ besonders verehrt werden. Für bestimmte Tierarten bestehen Jagdverbote.

### Umwelt
Zu den Naturschutzgebieten in Burkina Faso zählen vier Nationalparks. Der Nationalpark Arly liegt wie der burkinische Teil des Nationalpark W im Südosten, der Nationalpark Kaboré-Tambi im Süden und der Nationalpark Deux Balés im Westen des Landes. Es existieren weiterhin ein UNESCO-Biosphärenreservat Mare aux Hippopotames und ein Ramsar-Schutzgebiet Mare d’Oursi sowie zahlreiche, réserves und forêts classés genannte Schutzgebiete.

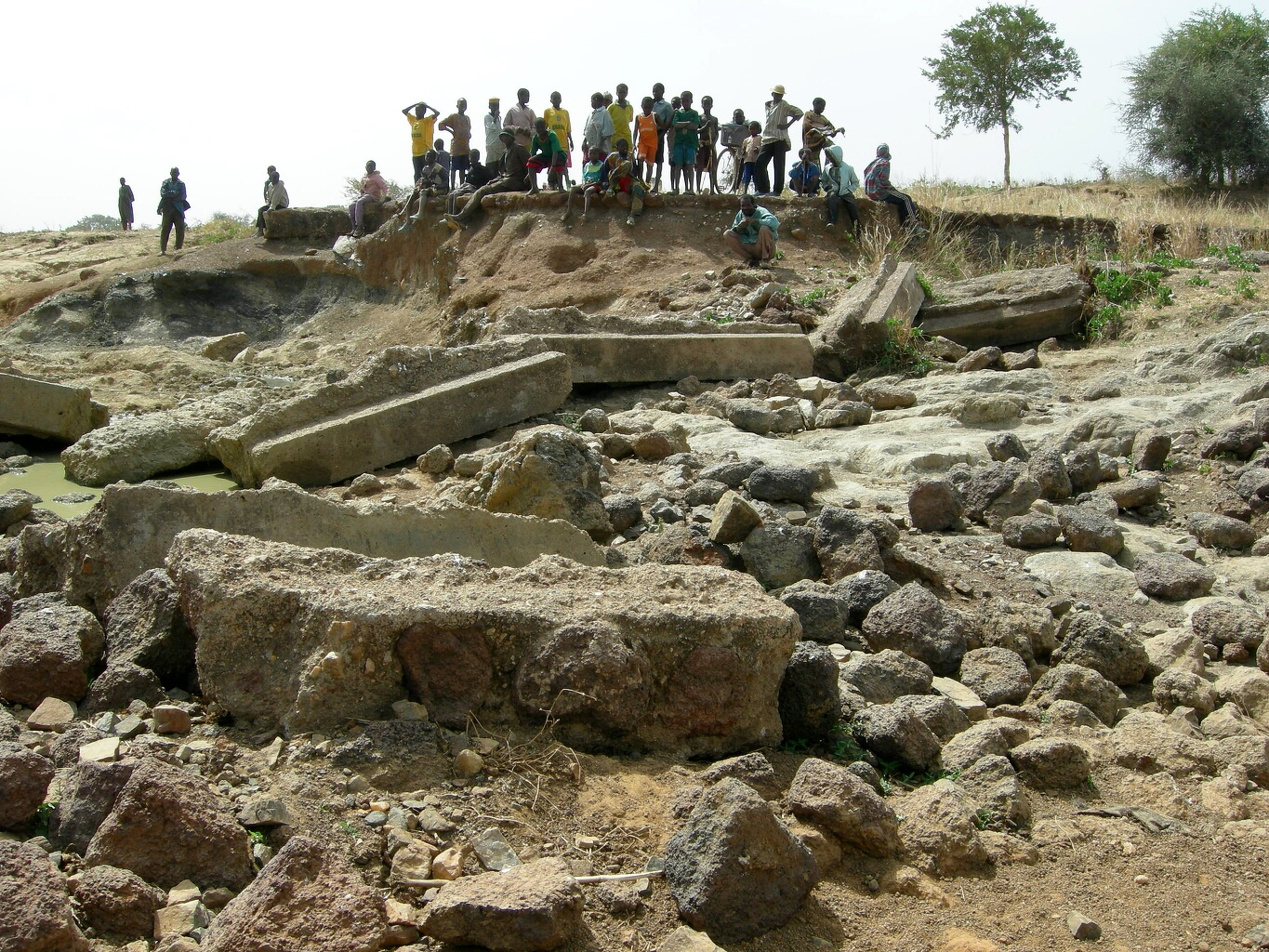
Bei den Unwettern 2007 zerstörtes Regenrückhaltebecken im Südosten des Landes

Der seit etwa 35 Jahren in Burkina Faso zu beobachtende Klimawandel, dessen Folgen sich in sinkenden Niederschlagswerten und höheren Temperaturen ausdrückt, sowie die von Landwirten zur Erschließung von Ackerland entfachten Buschfeuer, Abholzung sowie Erschöpfung der Böden sind Gründe für eine wachsende Desertifikation, ausgehend vom sahelischen Norden des Landes. Im Jahre 1984 wurde der Plan national de lutte contre la désertification (PNLD) erstellt, mit dem die noch intakten Naturräume geschützt, die Praxis der Buschfeuer bekämpft, die Bodenqualität verbessert und Wiederaufforstungsprogramme organisiert werden sollen. Allein in den Jahren 1996 bis 2000 wurden zu diesem Zweck rund 23 Millionen Bäume gepflanzt. Es wurde davon Abstand genommen, reine Eukalyptusplantagen anzulegen, wie in den 1960er-Jahren geschehen, als man relativ schnell Bäume zur Feuerholzgewinnung bekommen wollte. Unterstützt durch die Suchmaschine Ecosia wurden seit 2014 in Zusammenarbeit mit der örtlichen Bevölkerung über 14 Millionen Bäume auf über 14.000 Hektar unfruchtbar gewordenem Boden gepflanzt. Dazu wurden einheimische und ungefährdete Baumarten gewählt, wie Balanitas aegyptica, Ziziphus mauritiana, Acacia nilotica und raddiana, Maerua crassifolia.
Bei den schweren Unwettern, die in der Regenzeit 2007 in zahlreichen Ländern Westafrikas Überflutungen zur Folge hatten, kam es auch in Burkina Faso zu Schäden. Etwa 9000 Häuser wurden zerstört und 28.000 Menschen obdachlos, 51 Menschen starben. Zahlreiche Straßen und Brücken wurden beschädigt sowie die Ernten zerstört; der Ernteausfall wird mit 13.268 Tonnen beziffert.

## Bevölkerung

### Demografie
Das Bevölkerungswachstum beträgt pro Jahr rund drei Prozent. Zum Bevölkerungswachstum trug ein Geburtenüberschuss (Geburtenziffer: 35,0 pro 1000 Einwohner vs. Sterbeziffer: 8,7 pro 1000 Einwohner) bei. Die Anzahl der Geburten pro Frau lag 2022 statistisch bei 4,7, die der Region West- und Zentral-Afrika betrug 4,9. Die Geburtenrate Burkina Fasos ist seit 2010 von 5,9 kontinuierlich um insgesamt 21,4 % gesunken. Die Sterblichkeit bei unter 5-jährigen betrug 2022 78,8 pro 1000 Lebendgeburten. Die Lebenserwartung der Einwohner Burkina Fasos ab der Geburt lag 2022 bei 59,8 Jahren (Frauen: 61,5, Männer: 58).. Bedingt durch die geringe Lebenserwartung und hohe Geburtenraten besteht ein hoher Anteil von jungen Menschen an der Gesamteinwohnerzahl. Der Median des Alters der Bevölkerung lag im Jahr 2021 bei 16,6 Jahren. Im Jahr 2023 waren 43,3 Prozent der Bevölkerung unter 15 Jahre, während der Anteil der über 64-Jährigen 2,5 Prozent der Bevölkerung betrug.

### Bevölkerungsstruktur

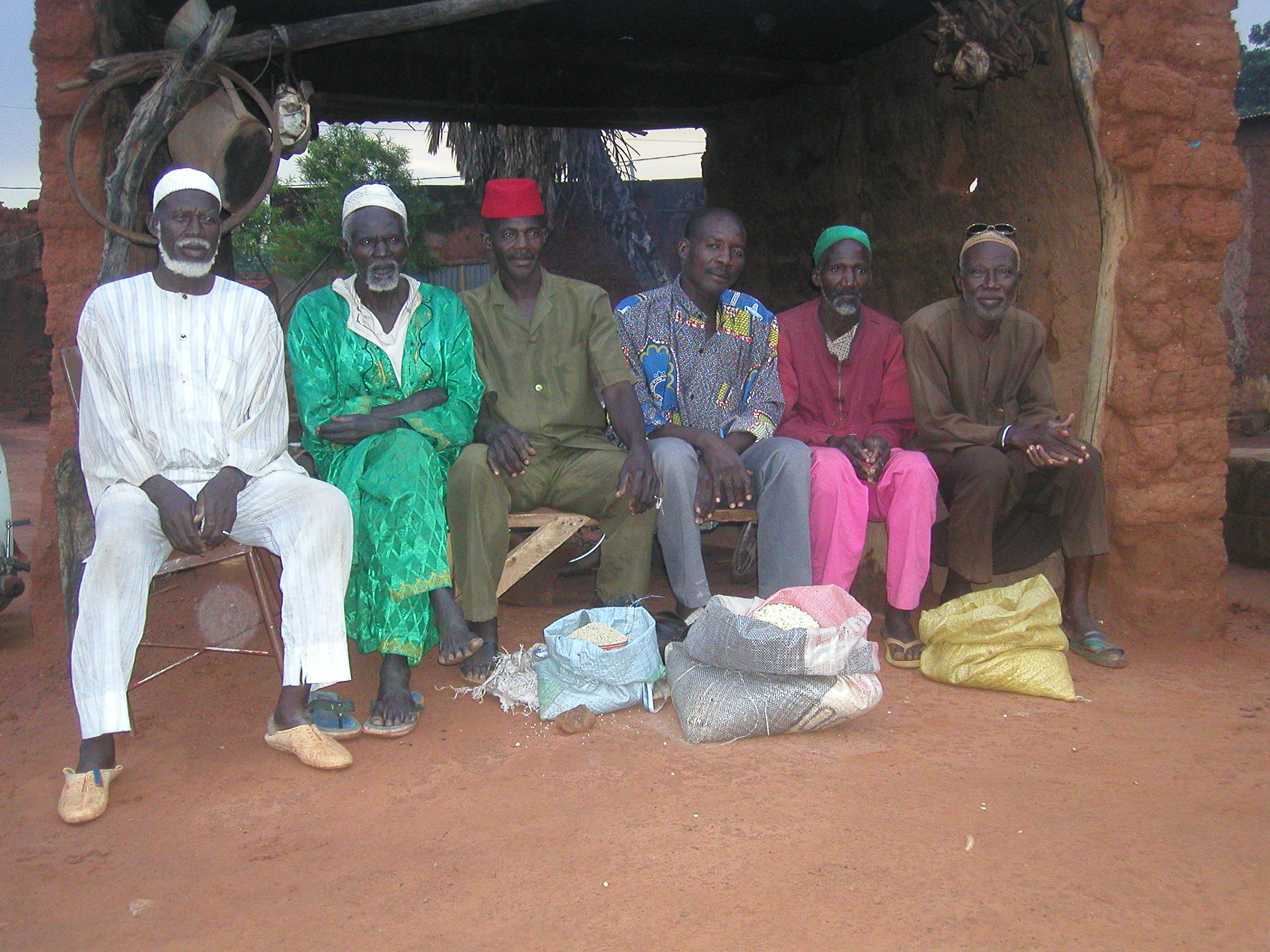
Burkiner (Burkinabè)

Zahlenmäßig stärkste Ethnie sind die Mossi (40 %), deren Vorfahren etwa im 15. Jahrhundert aus dem Süden eingewandert waren und sich im Laufe der Zeit mit den alteingesessenen Bewohnern, darunter den Yonyoose, assimiliert haben. In der Folge entwickelte dieses Gemisch aus autochthonen Gruppen (tẽng-biisi genannt) und Eroberern (nakombse) durch gemeinsame Sprache, Gründungsmythen, Rituale und hierarchisch organisierte Machtstrukturen eine ethnische Identität mit dem Moogo naaba als geistigem Oberhaupt und hat heute eine politisch dominierende Rolle in Burkina Faso inne. Eng verwandt mit ihnen sind die im Osten lebenden Gulmancema (8 % der Bevölkerung). Dem Gründungsmythos beider Völker zufolge stammen die jeweiligen Stammväter – Ouédraogo bei den Mossi und Diaba Lompo bei den Gulmancema – aus derselben Familie. Eine weitere Bevölkerungsgruppe sind die Fulbe (5 %), die hauptsächlich im Norden siedeln, als viehzüchtende Nomaden allerdings im ganzen Land anzutreffen sind. Sie stammen ursprünglich aus dem Fouta Toro im heutigen Senegal. Ebenfalls nomadisch leben hoch im Norden, im Sahel, die Tuareg (7 %). Sprachlich eng miteinander verwandt sind die im Süden lebenden Bissa und die im Nordwesten siedelnden Sanan. Der Südwesten des Landes zeigt sich ethnisch weniger homogen; neben den Bobo (14 %), Senufo (9 %), Lobi (6 %) und Bwaba leben dort zahlreiche kleinere ethnische Gruppen. Zu den früher unter dem Begriff Gurunsi zusammengefassten Ethnien zählen unter anderem die Kassena, Nuna, und Lyéla. Die traditionellen Scherzbeziehungen (parenté à plaisanterie) zwischen den verschiedenen Gruppen leisten einen wichtigen Beitrag zum friedlichen Zusammenleben: Bestimmten Ethnien ist es hierbei erlaubt, sich nach festgelegten Regeln gegenseitig zu verspotten, zum Beispiel Mossi und Sanan oder Fulbe und Bobo.
Etwa 3200 Franzosen leben dauerhaft in Burkina Faso, dazu kommen etwa 20.000, die sich unter anderem im Rahmen von Projekten der Entwicklungszusammenarbeit temporär im Land aufhalten. Die wirtschaftlich bedeutende libanesische Gemeinschaft zählt ungefähr 600 Mitglieder.

### Sprachen

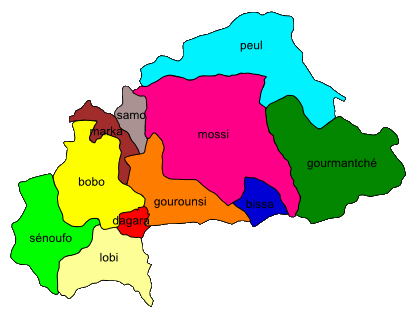
Regionalsprachen Burkina Fasos

In Burkina Faso werden insgesamt 68 verschiedene Sprachen und Idiome gesprochen. Mit der Unabhängigkeit wurde die Sprache der ehemaligen Kolonialherren, Französisch, alleinige Amtssprache. Zwar nimmt ihre Bedeutung weiter zu, sie wird allerdings nur von einer Minderheit beherrscht. Deshalb finden Alphabetisierungskurse für diejenigen statt, die nie eine Grundschule besucht haben, unter anderem in den Nationalsprachen Mòoré (Sprache der Mossi), Dioula, und Fulfulde (Sprache der Fulbe). Dioula besitzt eine große Bedeutung als Verkehrs- und Handelssprache im sprachlich heterogenen Westen des Landes. Auch Arabisch besitzt eine Funktion als Handelssprache und wird unter anderem an Koranschulen gelehrt. Weitere Sprachen sind das Tuareg und die zahlreichen Niger-Kongo-Sprachen, die den Hauptanteil der im Land gesprochenen Sprachen ausmachen: darunter die Mande-Sprachen Bissa, San und Boboda, die Gur-Sprachen Gulmancema, Lobiri, Koromfe und Bwamu sowie die zahlreichen Gurunsi-Sprachen.

### Religion

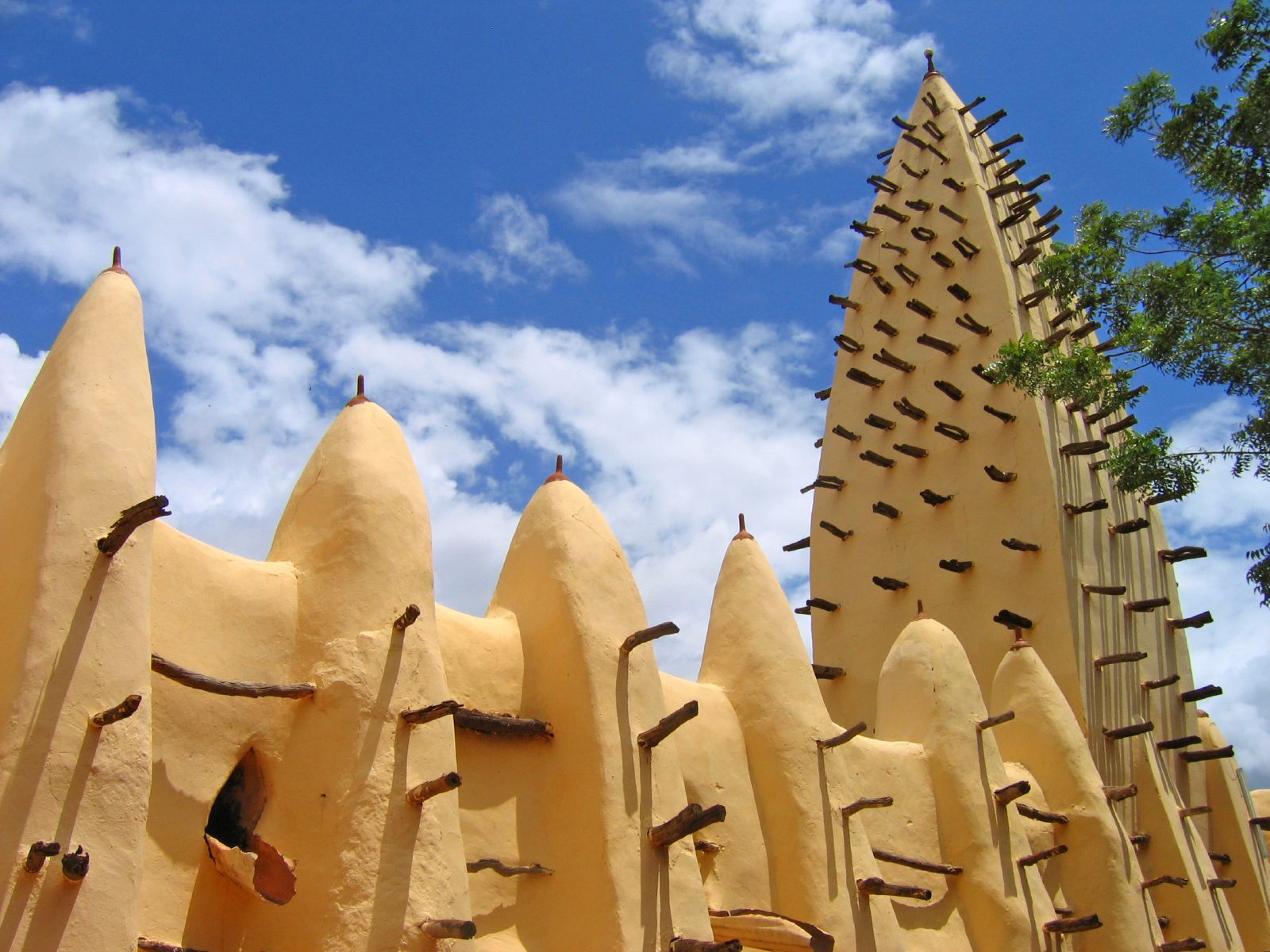
Große Moschee von Bobo-Dioulasso

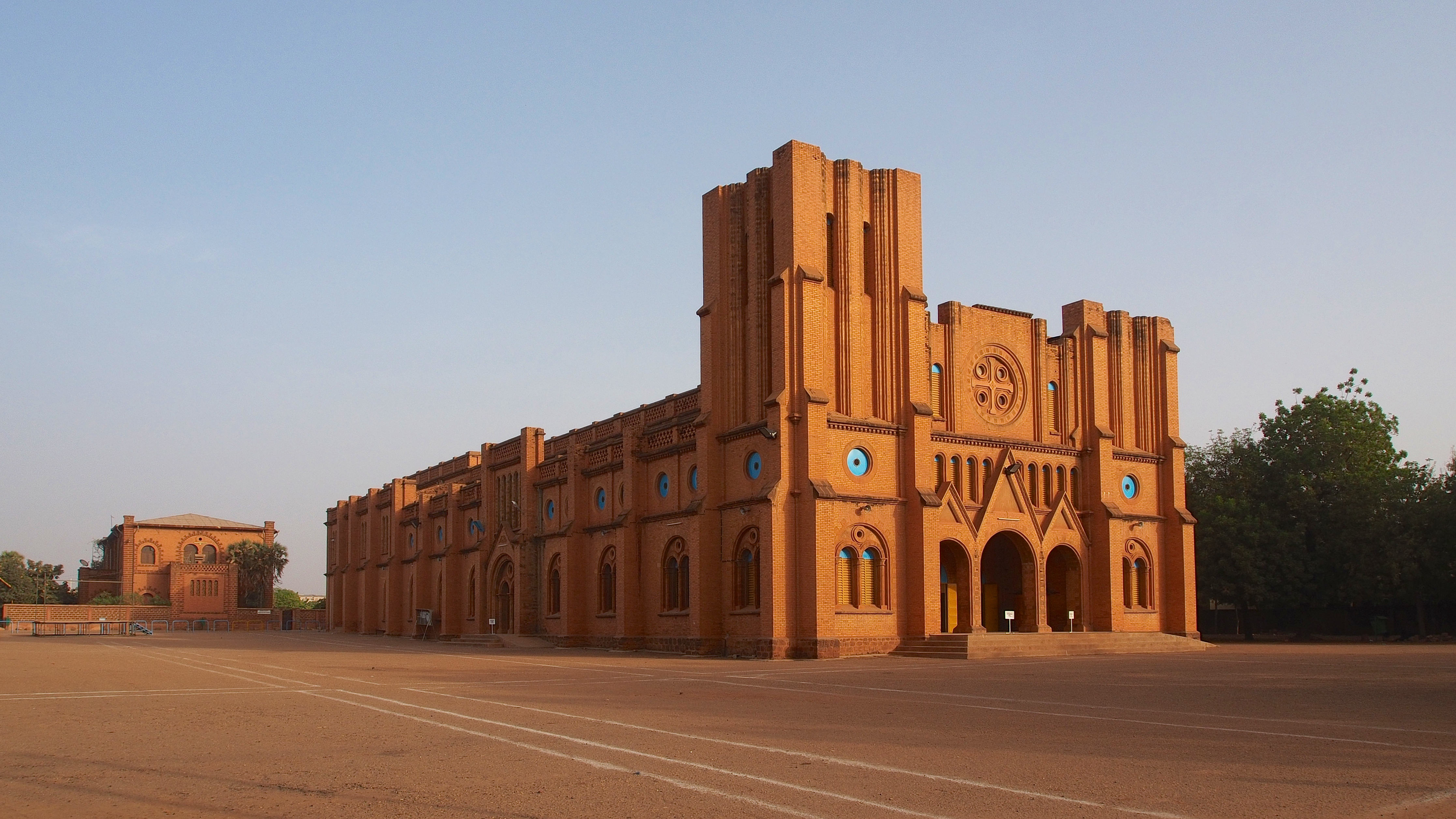
Kathedrale von Ouagadougou

Die Bedeutung der traditionellen Religionen der einzelnen ethnischen Gruppen konnte sich bis heute stärker halten als in anderen Staaten, so sind ungefähr 15,3 % der Burkiner Anhänger einer afrikanischen Religion. Dies hängt vor allem damit zusammen, dass sich die Mossi der Islamisierung aus dem Norden lange widersetzten. Im traditionellen Glauben der Mossi existiert ein Gott Wẽnde, der das Universum erschaffen hat und sich anschließend von den Menschen zurückgezogen hat. Als Vermittler haben sich in der Folge an verschiedenen Plätzen, in Objekten und Tieren verschiedene Geister angesiedelt. Ahnenverehrung hat bei den Mossi große Bedeutung. Erst Ende des 18. Jahrhunderts konvertierte Moogo naaba Doulgou zum Islam.
Mit 60,5 % sind heute über die Hälfte der Burkiner Muslime. Bis heute wird im Land eine undogmatisch-pragmatische Variante des Islam gelebt, der Elemente der traditionellen Religionen einbezieht, darunter ein Dodo genannter, ursprünglich ritueller Maskentanz im muslimischen Fastenmonat Ramadan, der heute von Jungen zur Unterhaltung und vor Zuschauern aufgeführt wird. Infolge intensiver Mission ist der Islam in stetigem Wachstum begriffen. Sammelverband der burkinischen Muslime ist die Communauté musulmane du Burkina Faso (CMBF), gegründet 1962.
Die Zahl der Christen wird mit 23,2 % angegeben, in der Mehrzahl Katholiken (19 %) sowie Angehörige verschiedener protestantischer Glaubensrichtungen (4,2 %). Die kleine libanesische Gemeinschaft ist zu 90 % christlich. Es bestehen 13 katholische Bistümer, davon drei Erzbistümer, die in der Bischofskonferenz von Burkina Faso und Niger organisiert sind. Erzbischof von Ouagadougou ist Prosper Kontiebo.
Mit Ausnahme unter anderem der vorwiegend im Norden siedelnden Fulbe sind die ethnischen Gruppen religiös heterogen. Vor allem die Hauptstadt Ouagadougou ist religiös durchmischt, während die Wirtschaftsmetropole Bobo-Dioulasso mehrheitlich muslimisch ist.

### Besiedlung

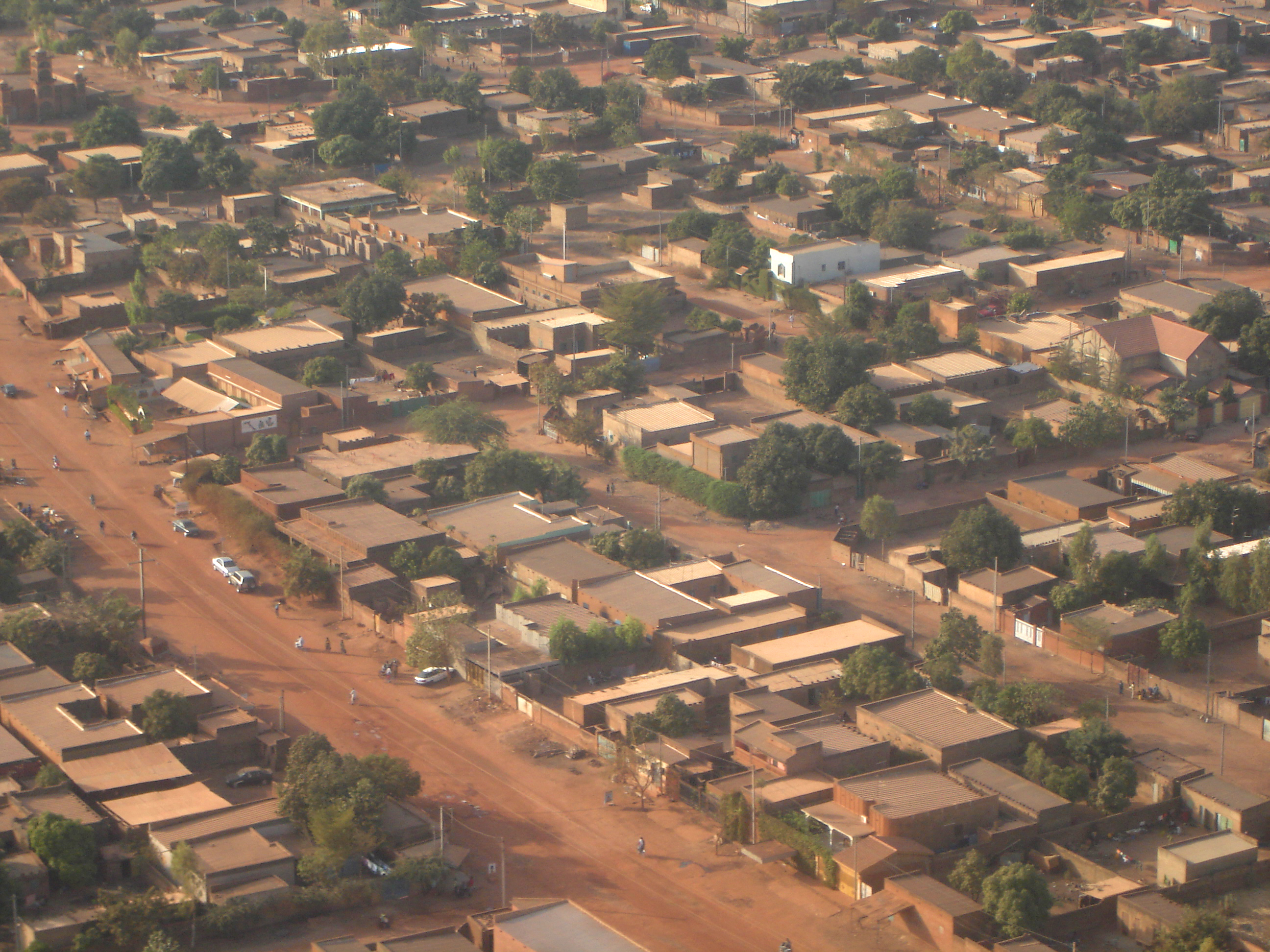
Im Südwesten Ouagadougous gelegener Stadtteil

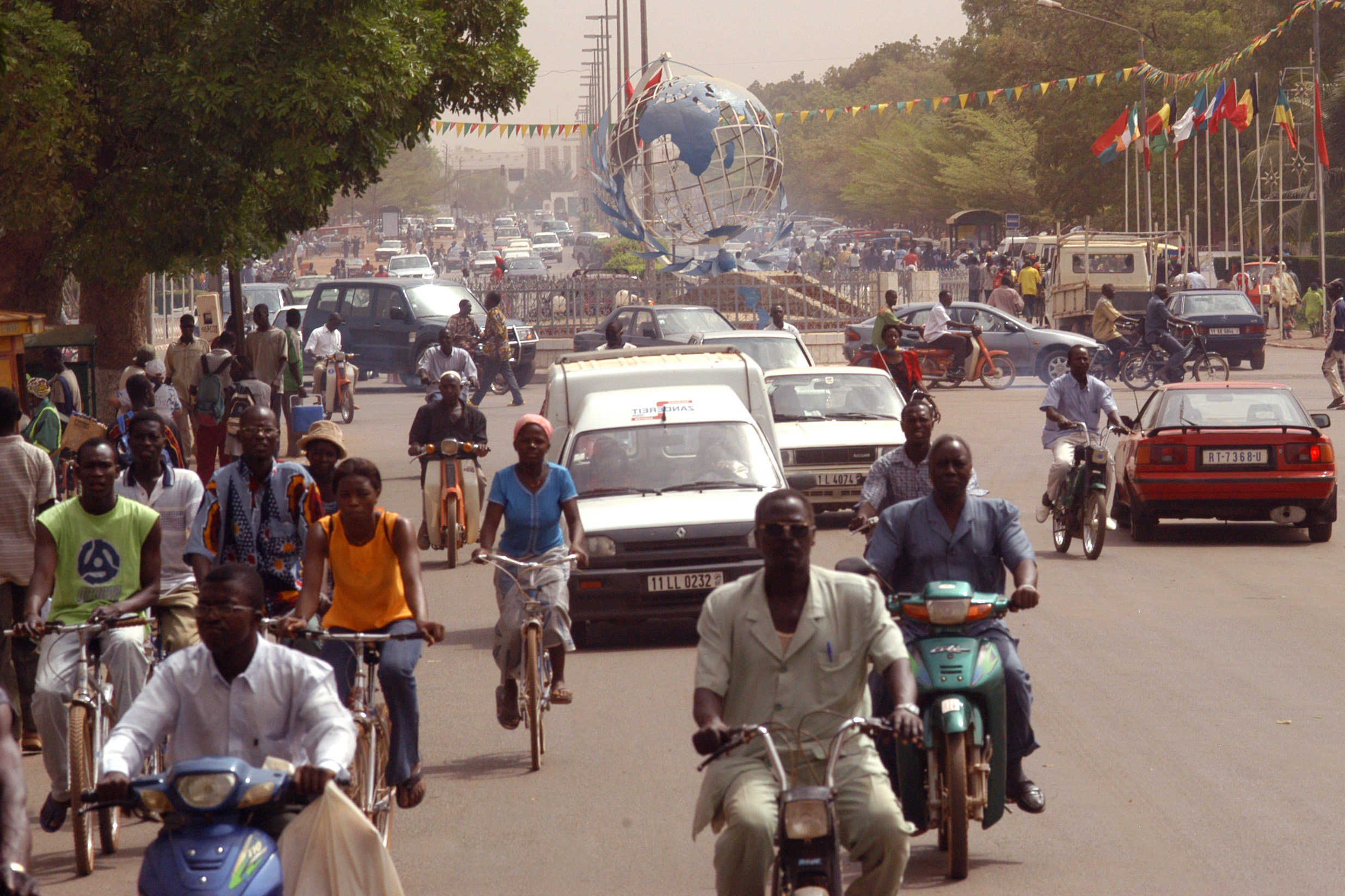
Der Place des Nations-Unies im Zentrum Ouagadougous

Der Volkszählung von 2006 zufolge leben in Burkina Faso 13.730.258 Menschen, davon 20,3 % in städtischen Siedlungen. Von 1975 an kam es zu einer schnell zunehmenden Urbanisierung der Bevölkerung; waren zu diesem Zeitpunkt nur 6,4 % der Burkiner Stadtbewohner, so verdoppelte sich diese Zahl innerhalb von zehn Jahren auf 12,7 %. Trotz dieser Zunahme liegt der Urbanisierungsgrad niedriger als in Ländern wie Senegal oder der Elfenbeinküste (47 %, beziehungsweise 50 %). Vorrangiges Ziel der zum großen Teil jungen Landbevölkerung, die in ihren Dörfern keine Perspektiven sieht, ist die Hauptstadt Ouagadougou, deren Bevölkerungszahl sich in den letzten Jahren mehr als verdoppelt hat und die mit einem Anteil von 50 % unter 20-Jähriger an der Gesamtbevölkerung eine junge Stadt ist. Zweitgrößte Agglomeration ist die im Westen des Landes gelegene Wirtschaftsmetropole Bobo-Dioulasso. Um den Zuzug in diese beiden Städte abzuschwächen, wird seit Ende der 1980er-Jahre versucht, weniger große Städte infrastrukturell aufzuwerten.
| Rang | Name           | Einwohner | Einwohner |
| Rang | Name           | 2006      | 2019      |
| ---- | -------------- | --------- | --------- |
| 1.   | Ouagadougou    | 1.475.000 | 2.455.000 |
| 2.   | Bobo-Dioulasso | 490.000   | 905.000   |
| 3.   | Koudougou      | 88.000    | 160.000   |
| 4.   | Ouahigouya     | 75.000    | 125.000   |
| 5.   | Kaya           | 55.000    | 125.000   |
| 6.   | Banfora        | 75.000    | 120.000   |
| 7.   | Pouytenga      | 60.000    | 100.000   |
| 8.   | Houndé         | 40.000    | 85.000    |
| 9.   | Fada N’Gourma  | 40.000    | 75.000    |
| 10.  | Dédougou       | 40.000    | 65.000    |

### Diaspora
Die zahlenmäßig größte Gruppe der Auslandsburkiner ist diejenige in der Elfenbeinküste, ihre Zahl betrug 1998 ungefähr 2,2 Millionen Menschen. Sie leben dort zum Teil seit mehreren Generationen, da von 1932 bis 1947 ein Teil des heutigen Burkina Faso von den Franzosen der Kolonie Elfenbeinküste zugeschlagen worden war, um die Beschäftigung von Arbeitern auf den dortigen Plantagen zu erleichtern. Im Zuge des Bürgerkriegs in der Elfenbeinküste ab 2002, bei dem unter anderem die burkinische Diaspora Zielscheibe von Verfolgung war, sind mehrere Hunderttausend Burkiner zurück in ihre Heimat oder die ihrer Vorfahren geflohen.
In Italien leben ungefähr 35.000, in Frankreich etwa 4000–5000 Burkiner, dort zum Teil in der dritten Generation. Die Diaspora ist im Conseil supérieur des Burkinabè de l’étranger (CSBE) organisiert.
Zum 31. Dezember 2019 waren in Deutschland 2085, in Österreich zum 1. Januar 2022 120 und in der Schweiz 393 burkinische Staatsangehörige gemeldet.

### Bildung
Die Alphabetisierungsrate in Burkina Faso beträgt 41,2 %, was einer der niedrigsten Werte weltweit ist. Zurückzuführen ist dies auf die weltweit niedrigste durchschnittliche Schulbesuchsdauer der über 25-Jährigen, die bei gerade einmal 1,6 Jahren liegt (Frauen: 1,1 und Männer 2,3). Ein Hoffnungsschimmer ist die erwartete Schulbesuchsdauer der aktuellen Schülergeneration, die bei 9,3 Jahren liegt. Die Grundschulbildung ist jedoch durch vielschichtige Probleme gekennzeichnet. Die Unterrichtssprache ist Französisch; es bestehen Ansätze zu einer bilingualen Ausbildung (Satellitschulen der UNESCO). Viele Kinder im Grundschulalter gehen nicht zur Schule, doch die Schule ist neben traditioneller Bildung, Koranschulen und Einrichtungen von Nichtregierungsorganisationen nicht die einzige Ausbildungsmöglichkeit.
Zu den Universitäten des Landes zählen die Universität Ouagadougou, das Burkina Institute of Technology und die in mehreren westafrikanischen Staaten vertretene Université Catholique de l’Afrique de l’Ouest.
 Grundschule 

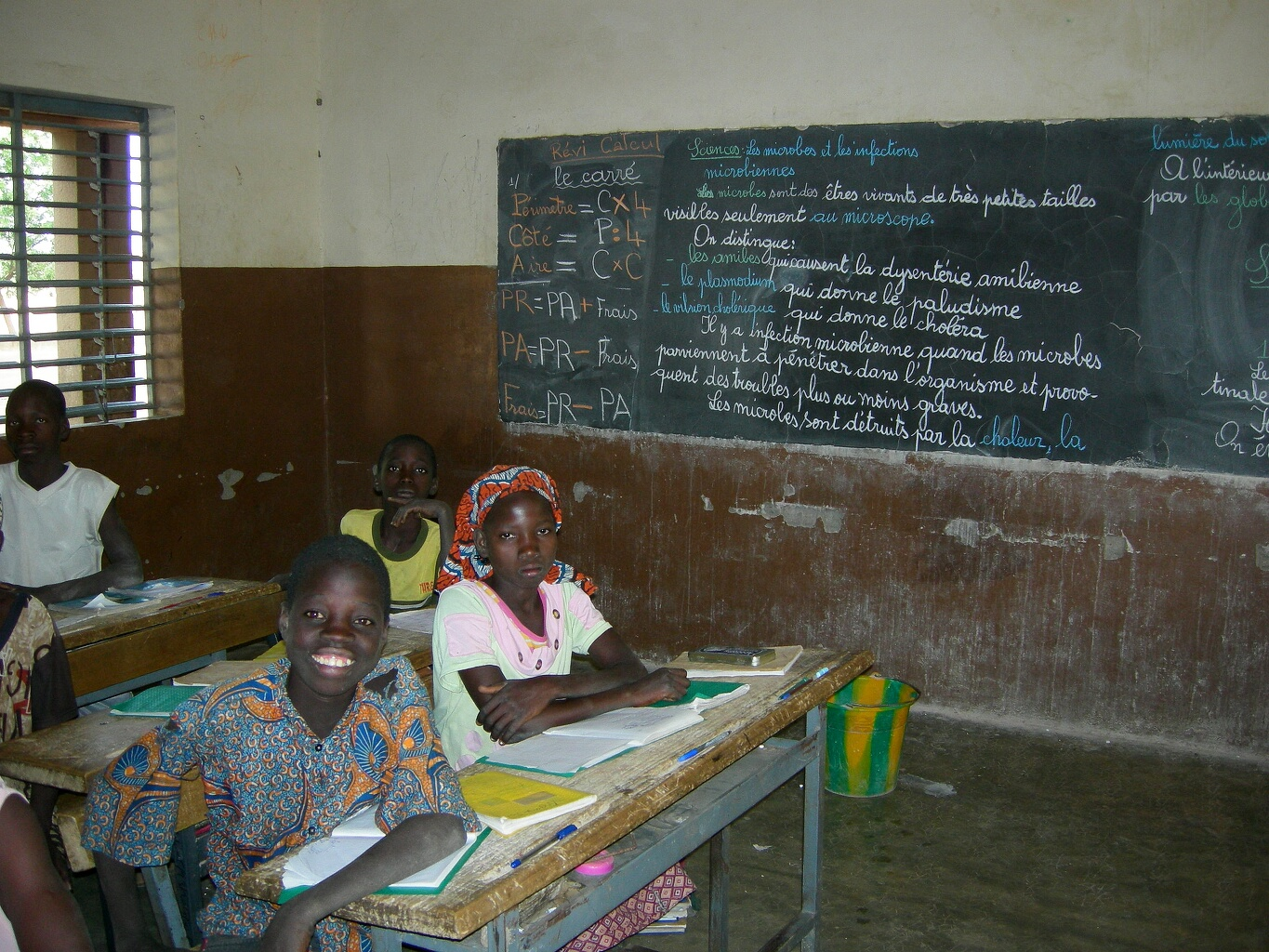
Unterricht in einer Grundschule

Die Grundschulzeit dauert sechs Jahre. Dass die Unterrichtssprache Französisch ist, hält viele Kinder vom Schulbesuch ab, die nur ihre indigene Muttersprache beherrschen. Es gibt staatliche, private und katholische Schulen, in der Regel sind sie kostenlos, verlangen aber Einschreibe- und Verwaltungsgebühren. Dies ist für viele ein weiterer Grund, nicht in die Schule zu gehen, denn nur wenige Eltern können sie bezahlen. Auch Schulhefte und Stifte müssen selbst bezahlt werden, außerdem muss in einigen Landesteilen die örtliche Bevölkerung beim Bau der Schulgebäude mithelfen. In einer Schulklasse sitzen bis zu 120 Kinder. An vielen Schulen fehlen Strom- und Wasseranschlüsse.

### Gesundheit

Entwicklung der Lebenserwartung (in Jahren)

Burkina Faso leidet unter einem schlecht ausgebauten Gesundheitssystem. Im Jahr 2019 praktizierten in Burkina Faso 0,9 Ärzte je 10.000 Einwohner. Die Säuglingssterblichkeit liegt bei 54 auf 1000 Lebendgeburten, die Kindersterblichkeit liegt bei 88 auf 1000 Lebendgeburten. Zu den häufigsten Todesursachen zählen Infektionen der Atemwege (insbesondere Lungenentzündung), Malaria und Durchfallerkrankungen wie Cholera. Eine gefährliche und oft tödlich verlaufende Infektionskrankheit ist auch die Meningokokken-Hirnhautentzündung (Meningitis), von der das Land während der Trockenzeit in den Monaten Februar bis April regelmäßig heimgesucht wird.
Ein weiteres Problem ist die Infektionsrate von HIV / AIDS. Die Prävalenz wurde 2019 mit 0,7 % angegeben, damit gehört Burkina Faso jedoch nicht zu den Hochprävalenzländern.
Burkina Faso ist (neben Malawi) eines der Schwerpunktländer der EinDollarBrille-Aktivitäten: Fehlsichtige erhalten für umgerechnet 5 Euro eine Brille.
2018 beliefen sich die öffentlichen Gesundheitsausgaben auf 5,6 % des Bruttoinlandsprodukts. Das Gesundheitssystem ist in insgesamt fünf Ebenen gegliedert:
- Poste de Santé Primaire (PSP)
- Centre de Santé et de Promotion Sociale (CSPS)
- Centre Médical (CM) bzw. Centre Médical avec Antenne Chirurgicale (CMA)
- Centre Hospitalier Regional (CHR)
- Centre Hospitalier National (CHN)

Auf den untersten Ebenen ist die Ausstattung unzureichend. Dort sind selten Ärzte vor Ort, sondern nur Pfleger. Doch auch auf den oberen Ebenen ist die Versorgung häufig schlecht. Laut dem Länderinformationsportal der Gesellschaft für internationale Zusammenarbeit hat das „CHN Yalgado Ouedraogo“ in Ouagadougou „den Ruf, eine Sterbestation zu sein“. Ärzte seien hier überfordert und schlecht bezahlt und würden nach Feierabend noch in privaten Krankenanstalten arbeiten. Große Probleme stellen zudem die Korruption sowie der Verkauf günstigerer, aber unkontrollierter Medikamente von fliegenden Händlern dar, obwohl ein Sprichwort davor warnt („Les médicaments de la rue, ça tue!“ – Medikamente von der Straße töten).
Neben der Schulmedizin spielt die traditionelle Medizin eine große Rolle. Viele suchen Hilfe bei Heilern mit vermeintlich magischen Fähigkeiten oder „Scharlatanen, die Gris-gris (Amulette/Glücksbringer) verkaufen oder geisterbeschwichtigende Handlungen auferlegen (z. B. ein Ei im Straßenverkehr aus einem Taxi fallen lassen, einem Blinden ein Tuch geben, Brot an bettelnde Koranschüler, einen roten Hahn an einen Schmied...). Nach ihrem Verständnis hat Krankheit seinen Ursprung in einer verborgenen Welt, in der sie auch durch Beruhigung der Geister (Kinkirgha) geheilt werden kann.“

## Landesname
Der Name Burkina Faso, so gewählt im Jahr 1984 vom damaligen Präsidenten Thomas Sankara, ist zweisprachig; burkĩna ist Mòoré und bedeutet etwa „ehrenwerte Person“. Das Wort faso entstammt der Sprache Dioula und heißt „Vaterland“ (von fa „Vater“ und so „Haus, Dorf“). Burkina Faso bedeutet also wörtlich „Vaterland der ehrenwerten Menschen“. Im amtlichen Sprachgebrauch sind in Deutschland die Einwohnerbezeichnungen Burkiner und Burkinerin zu verwenden; das Adjektiv ist burkinisch. Der Duden gibt zudem Burkinabe als maskulines und feminines Substantiv an.

## Geschichte

### Vor- und Frühgeschichte
Etwa 400.000 Jahre alte Hackwerkzeuge (Chopping Tools) wurden im Norden des Landes bei Markoye gefunden. Es konnte nachgewiesen werden, dass vor etwa 14.000 Jahren Jäger und Sammler im Nordwesten des heutigen Burkina Faso lebten. Zwischen 3600 und 2600 v. Chr. wurde von jungsteinzeitlichen Kulturen Landwirtschaft betrieben. Für die Zeit vor etwa 3000–3500 Jahren lassen Grabbeigaben auf ein erwachendes spirituelles Bewusstsein der Menschen schließen. Der Gebrauch von Eisenobjekten und Keramiken konnte nachgewiesen werden.

### Präkoloniale Ära

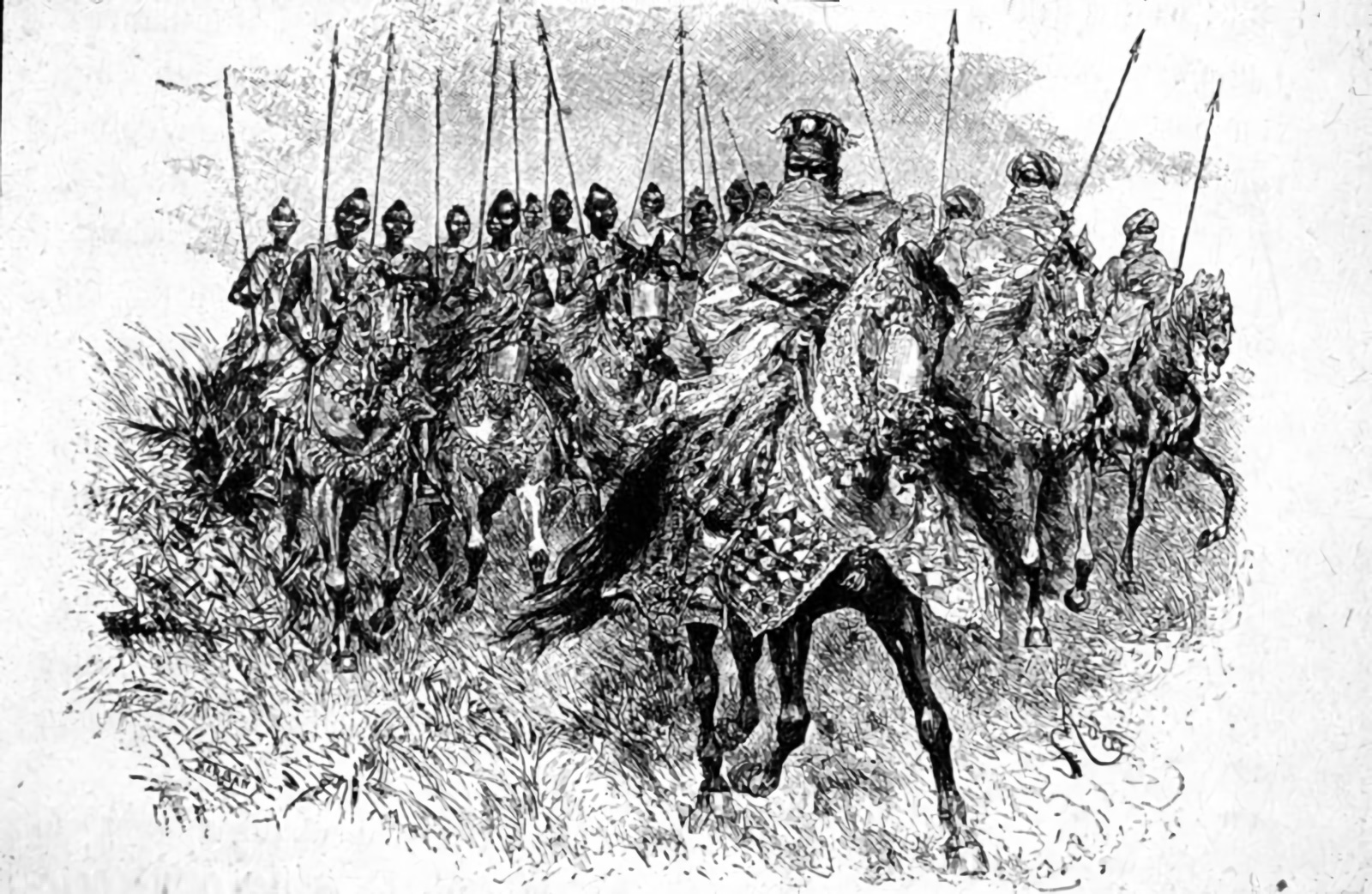
Kavallerie der Mossi um 1890

Einige der heute in Burkina Faso existierenden Ethnien waren schon zum Ende des ersten Jahrtausends nach Christus auf dem heutigen Gebiet des Landes ansässig und in autonomen Dorfgemeinschaften organisiert, so die Dogon, die im 15. Jahrhundert in ihr heutiges Siedlungsgebiet im Grenzbereich von Mali und Burkina Faso weiterzogen, sowie die Bobo und Senufo. Zu den am längsten ansässigen Gruppen gehören die Yonyoose, die sich mit den ab dem 15. Jahrhundert aus dem Süden vordringenden Mossi assimilierten. Diese waren aus dem Norden Ghanas – der Legende nach unter der Führung der Prinzessin Yennenga – nach Norden gezogen. Ihr Sohn Ouédraogo soll das Reich Tenkodogo gegründet haben. Dies war das älteste von insgesamt 20 Reichen, darunter Ouagadougou und Yatenga. Dieses Moogo bezeichnete Gebiet war ein kultureller und linguistischer Raum, dessen administrative Elemente allerdings unabhängige Einheiten bildeten, den Moogo naaba aber als geistiges und spirituelles Oberhaupt ansahen. Im Osten lag Gulmu, das Reich der Gulmancema, das seine Ursprünge ebenfalls im Norden Ghanas hat. Nördlich davon gründeten 1809/1810 Fulbe aus Massina das Emirat Liptako. Es war ein religiöser und kriegerischer Staat, der im Zuge des von Usman dan Fodio inspirierten „Dschihad der Fulbe“ entstand. 1827 wurde ein Teil des Emirats von Tuareg erobert, die dort das Reich Oudalan errichteten. Die westlich dieser Formationen siedelnden Ethnien waren unter anderem in segmentären Gesellschaften organisiert, das heißt ohne zentrale Institutionen in autonomen Dorfgemeinschaften. Im Einzelnen unterschieden sich die Organisationsformen bei den verschiedenen Ethnien. Weiter im Westen kamen die dort lebenden Gruppen im 18. Jahrhundert unter den Einfluss der Herrscherdynastien von Kong in der heutigen Elfenbeinküste. In der Historiografie der frühen Kolonialzeit angenommene Reiche namens Gwiriko und Kénédougou haben vermutlich nie existiert, vielmehr übten die Herrschergruppen zum Teil in Allianz, zum Teil in kriegerischem Konflikt mit den Dorfgemeinschaften zahlreicher Ethnien ihren Einfluss auf die wirtschaftliche Produktion der Region aus. Dies geschah ohne Bemühen um politische Machtausübung.

### Französische Kolonialzeit

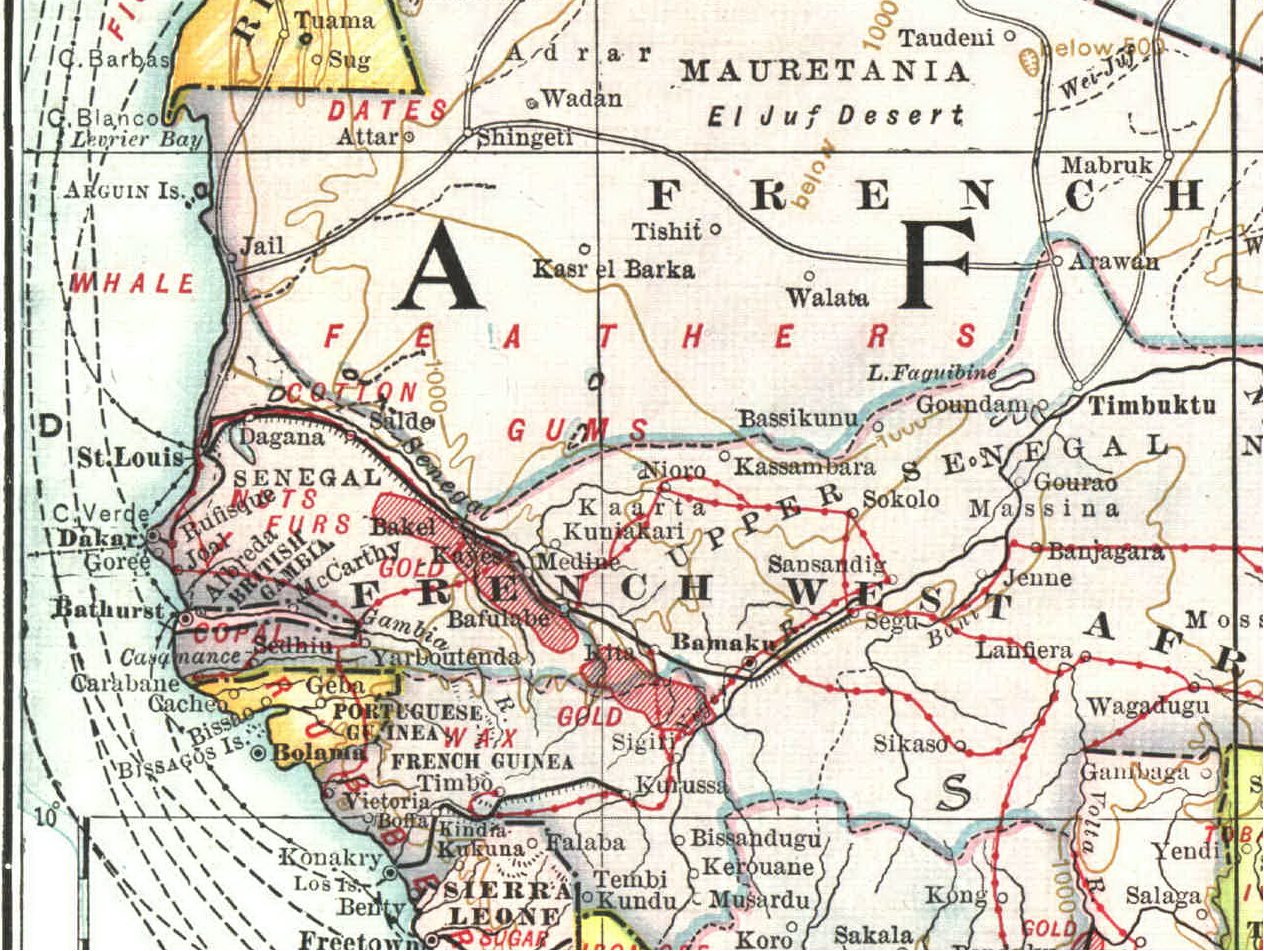
Karte Französisch-Westafrikas (1909)

Der erste Europäer, der das heutige Burkina Faso bereiste, war Heinrich Barth. Er erreichte Liptako von Norden kommend und besuchte auf dem Weg nach Timbuktu die Stadt Dori. Nach der Kongokonferenz 1884/1885 in Berlin äußerte sich der „Wettlauf um Afrika“ im Westsudan im Versuch von Briten, Franzosen und Deutschen, durch Protektoratsverträge mit den Mossiherrschern das Hinterland der Küste unter Kontrolle zu bringen. Es waren schließlich die Franzosen, die 1896 mit militärischer Gewalt Ouagadougou einnehmen konnten und den Moogo naaba zur Flucht zwangen. In der Folge wurde durch zahlreiche Protektoratsverträge das gesamte Gebiet des heutigen Burkina Faso unter Kontrolle gebracht und unter Militärverwaltung gestellt. 1904 wurde es Teil der Kolonie Obersenegal und Niger, und 1919 wurde eine neue Kolonie Obervolta (französisch La Haute Volta, nach dem Fluss Rio Volta) begründet, die zu Französisch-Westafrika gehörte. Der Versuch der wirtschaftlichen Entwicklung unter Gouverneur Édouard Hesling war erfolglos, und wegen mangelnder Rentabilität wurde das Territorium 1932 unter den Nachbarkolonien Französisch-Sudan (heutiges Mali), Niger und Elfenbeinküste aufgeteilt. Damit sollte unter anderem der Einsatz von Zwangsarbeitern auf den Plantagen an der Küste erleichtert werden; Obervolta diente aufgrund seiner relativ hohen Bevölkerungszahl als Reservoir für Arbeitskräfte. Wie im Ersten nahmen auch im Zweiten Weltkrieg Obervoltaer als Soldaten bei den Einheiten der sogenannten Senegalschützen (tirailleurs sénégalais) für Frankreich teil.

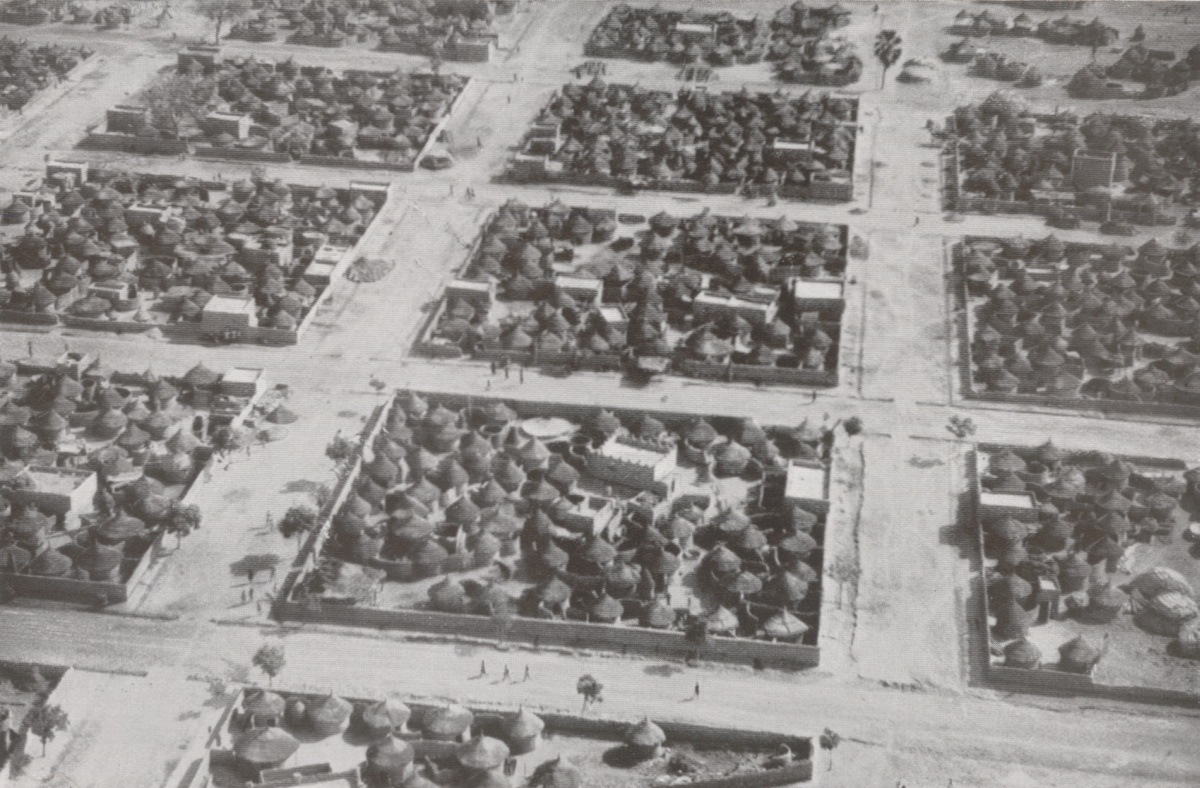
Luftaufnahme von Ouagadougou (1930/31)

Nach dem Krieg wurde die französische Kolonialordnung unter Charles de Gaulle mit der Gründung der Union française neu gestaltet. Vor allem die Mossi unter Führung des Moogo naaba Koom II. drängten auf Wiederherstellung Obervoltas in den Grenzen von 1932, und so wurde Obervolta 1947 Überseeterritorium (territoire d’outre-mer, TOM). In den folgenden Jahren entwickelte sich das politische Leben, und Obervoltaer waren im Parlament des Mutterlandes in Paris vertreten (Nazi Boni, Joseph Conombo, Henri Guissou, Gérard Kango Ouédraogo und Mamadou Ouédraogo). Parteien boten allerdings kaum programmatische Unterschiede und waren vor allem auf die Persönlichkeiten der Parteiführer orientiert. Zur bedeutendsten Partei in einer konfliktreichen und von Spaltungen und Zusammenschlüssen geprägten Parteienlandschaft entwickelte sich die obervoltaische Sektion des interkolonialen Parteienbündnisses Rassemblement démocratique africain (RDA) unter Daniel Ouezzin Coulibaly und nach dessen Tod Maurice Yaméogo. In diesen Jahren wurden die Weichen für die Unabhängigkeit gestellt. Mit der loi-cadre Defferre von 1956 gab die Kolonialverwaltung Macht an neu zu wählende Territorialversammlungen und -regierungen ab. Mit dem Referendum 1958 kam es im Rahmen der Communauté française zu einer Assoziation mit Frankreich als autonome Republik. Doch schließlich erklärte auch Obervolta im „Afrikanischen Jahr 1960“ seine Unabhängigkeit.

### Unabhängigkeit Obervoltas 1960

Flagge des unabhängigen Obervolta

Erster Präsident des unabhängigen Obervolta wurde Maurice Yaméogo, der in der Folge eine Einparteiendiktatur des RDA errichtete. Sein verschwenderischer Regierungsstil, Korruption und wirtschaftliche Fehlentwicklung führten schließlich zu einem Volksaufstand. Yaméogo dankte nach Straßenprotesten unter dem Druck von Gewerkschaften und der Untergrundopposition im Januar 1966 ab. Sein Nachfolger wurde Sangoulé Lamizana, der Oberbefehlshaber der Armee. Unter der Militärregierung des pragmatischeren und bescheidener auftretenden Lamizana wurde eine neue Verfassung ausgearbeitet, die nach einem Referendum 1970 im Januar 1971 die Zweite Republik schuf. Nach den anschließenden Parlamentswahlen, den ersten freien Mehrparteienwahlen in Westafrika, wurde Gérard Kango Ouédraogo (RDA) Premierminister. Innere Streitigkeiten der Partei führten dazu, dass 1974 wieder das Militär die Macht übernahm und die Gouvernement du renouveau national (GRN: „Regierung der nationalen Erneuerung“) schuf. Angesichts der Unzufriedenheit der Bevölkerung wegen der wirtschaftlichen und sozialen Probleme Mitte der 1970er-Jahre ernannte Lamizana eine Regierung der nationalen Einheit, die eine neue Verfassung ausarbeiten sollte. Nach deren Annahme per Referendum wurde Lamizana bei den Wahlen 1978 Präsident der Dritten Republik und ernannte Joseph Conombo zum Premierminister. Auch diese Regierung war aufgrund interner Querelen handlungsunfähig, und nach einem Streik von Lehrern putschte am 25. September 1980 eine Gruppe von Militärs um Saye Zerbo, der daraufhin Präsident wurde. Im Rückblick werden Lamizana seine ausgleichenden Fähigkeiten und die Tatsache, dass es unter ihm keine politischen Gefangenen gab, zugutegehalten. Eher zufällig an die Macht geraten, hatte das Militär unter Lamizana zunehmend Gefallen daran gewonnen.
Mit dem Putsch von 1980 stürzte Obervolta für drei Jahre in ein Chaos, das durch den Machtkampf der alten Garde des Militärs und einer Gruppe junger Offiziere, die den Stillstand des Landes überwinden wollten, verursacht wurde. Zerbo regierte das Land mit einem Comité militaire de redressement pour le progrès national (CMRPN), verlor durch unpopuläre Maßnahmen – darunter das Verbot von Streiks – rasch seine Popularität. Zu dieser Zeit begann der Aufstieg des charismatischen linksgerichteten Thomas Sankara. Schließlich kam es am 7. November 1982 zu einem erneuten Militärputsch. Da der als Drahtzieher angesehene Sankara nicht die Macht anstrebte, wurde der Militärarzt Jean-Baptiste Ouédraogo Präsident. Während in einer Übergangsphase die Rückkehr zu einer verfassungsgemäßen Ordnung angestrebt wurde, intensivierte Sankara – zum Premierminister ernannt – Kontakte zum antiwestlichen Regime Muammar al-Gaddafi in Libyen. Dies tat er zum Missfallen Ouédraogos, der die Untergrabung seiner Macht zu verhindern versuchte und die Bindungen zu Frankreich und den gemäßigten Staaten Afrikas aufrechterhalten wollte. Sankara wurde schließlich festgenommen, was Unruhen in den Reihen des Militärs und Proteste bei der Bevölkerung auslöste. Nachdem der Offizier Blaise Compaoré mit der ihm unterstehenden Fallschirmspringereinheit nach Ouagadougou gezogen war, um seinen Freund Sankara zu befreien, kam es am 4. August 1983 zum Staatsstreich, der Sankara an die Macht brachte und später als Revolution bezeichnet wurde.

### Revolution 1983

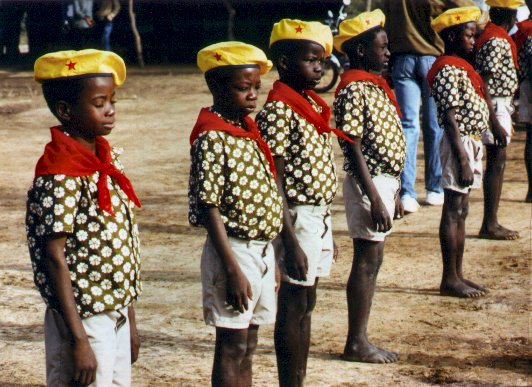
„Pioniere der Revolution“ (1987)

1984 eingeführtes Wappen des in Burkina Faso umbenannten Staates

Sankara errichtete eine linksgerichtete Militärdiktatur mit dem Conseil national de la révolution (CNR: „Nationaler Revolutionsrat“) als Exekutivorgan, betrieb eine energische Sozial- und Entwicklungspolitik, die den ländlichen Raum zu Ungunsten der Stadtbevölkerung und Staatsklasse fördern sollte, und forcierte die Gleichstellung der Frauen. Ziel war eine radikale Umgestaltung der Gesellschaft und das Beenden der Abhängigkeit vom Ausland. Bei einem Gegenputschversuch kamen in der Nacht vom 9. auf den 10. August zwei der Beteiligten ums Leben. Damit war es in Obervolta zum ersten Mal bei einem Umsturzversuch zu Blutvergießen gekommen.
In Folge schuf Sankara Comités de défense de la révolution (CDR: „Komitees zur Verteidigung der Revolution“), die in allen Orten des Landes den Verlauf und den Fortbestand der Revolution gewährleisten und überwachen sollten. Die CDR hatten Anteil am erfolgreichen Verlauf zahlreicher Entwicklungskampagnen, wie eines großangelegten, von WHO und UNICEF unterstützten Programms zur Impfung von Kindern oder des als bataille du rail bezeichneten Ausbaus der Eisenbahnstrecke unter Beteiligung der Bevölkerung. In der Anfangsphase der Revolution kam es zu Verhaftungen und Denunzierung von der Gegenrevolution verdächtigten Personen, darunter Joseph Ki-Zerbo. An der Spitze des Staates stand eine Gruppe, die neben Sankara aus Blaise Compaoré, Henri Zongo und Jean-Baptiste Lingani bestand.
Am 2. Oktober 1983 präsentierte Sankara der Bevölkerung in einer als discours d’orientation politique (DPO) bezeichneten Rede die politischen Ziele der Revolution. Ziel sei es, die mit dem Imperialismus verbundene Bourgeoisie zu Gunsten der arbeitenden Klassen zu neutralisieren und die landwirtschaftliche Selbstversorgung zu ermöglichen. Dazu wurden Grund und Boden verstaatlicht, deren Nutzung zuvor von traditionellen Autoritäten in den Dörfern organisiert wurde. Alphabetisierung und Gleichstellung der Geschlechter waren weitere Schwerpunkte Sankaras. Vor den tribunaux populaires de la révolution (TPR: „Volkstribunale der Revolution“) mussten sich ehemalige Politiker und Beamte wegen Vergehen wie Korruption und Unterschlagung von öffentlichen Geldern verantworten. Ex-Präsident Zerbo bekam mit 15 Jahren Haft, davon sieben auf Bewährung, die höchste Strafe. 1985 wurden die ausgesprochenen Urteile wieder aufgehoben. Um mit der kolonialen Vergangenheit zu brechen, benannte Sankara den Staat 1984 in Burkina Faso („Land der ehrenwerten Menschen“) um, schuf eine neue Flagge in den panafrikanischen Farben und führte eine neue, von ihm selbst verfasste Nationalhymne (Ditanyè) ein.
Sankara „nimmt die Blockfreiheit ernst, verbittet sich jede Einmischung“. Er rief auf, die Schulden afrikanischer Staaten als Ergebnis kolonialer europäischer Ausbeutung zu betrachten und zu ignorieren. Frankreichs Präsident Mitterrand bezeichnete ihn öffentlich als „einen, der einem den Schlaf raubt“.
Im Mai 1984 wurden sieben Personen wegen eines versuchten Putsches verurteilt und hingerichtet. Diese vorher nicht erlebte Gewaltanwendung schockierte die Bevölkerung, ebenso wie die Brandstiftung in den Räumen der unabhängigen Zeitung L’Observateur (heute L’Observateur paalga), die in Folge ihr Erscheinen einstellen musste. Sankara „beschneidet massiv die Privilegien der urbanen Oberschicht … Die Unzufriedenen im In- und Ausland sammeln sich ausgerechnet hinter Blaise Compaoré“.
Der 1985 ausgebrochene Grenzkrieg mit Mali um einen schmalen Grenzstreifen im Sahel endete mit einer militärischen Niederlage der deutlich unterlegenen Burkiner und einem Richterspruch des Internationalen Gerichtshofes. Dem Konflikt vorangegangen waren Beschuldigungen Sankaras zu malischer Subversion und seine Ermunterung zu einer Revolution in Mali, das unter Diktator Moussa Traoré „im Dienste des amerikanischen Imperialismus handele“. Gegen Mali suchte Sankara Burkina Faso in einer Westafrikanischen Union mit Ghana zusammenzuschließen.
In einem Klima von Verdächtigungen, Machtmissbrauch der CDR und politischen Gefangennahmen – bis hin zu Folter und Tod – wuchs die Unzufriedenheit der Bevölkerung. Der repressive Charakter des Regimes entfremdete die Bevölkerung vom Projekt der Revolution. Innerhalb des CNR kam es zu Meinungsverschiedenheiten bezüglich der Geschwindigkeit weiterer Reformen und der Art ihrer Umsetzung. Thomas Sankara wurde ein Abgleiten in einen an Blindheit grenzenden Dogmatismus und Verrat an der Revolution vorgeworfen. Im Laufe eines Putsches am 15. Oktober 1987 wurde er mit etwa 30 weiteren Personen, „nachweislich von [Tätern] aus Compaorés Lager“, erschossen. Das Unionsvorhaben mit Ghana wurde unter seinem Nachfolger Blaise Compaoré verworfen.
Bis heute (2015) sind die Todesumstände Sankaras nicht endgültig geklärt. Compaoré hatte sich einer Exhumierung und einer Aufarbeitung der Todesumstände immer widersetzt. 28 Jahre nach Sankaras Tod wurden dessen Überreste im Mai 2015 ausgegraben. Die Exhumierung, initiiert von seiner Witwe Mariam Sankara, sollte Licht bringen in die ungeklärten Umstände des Todes des früheren Staatschefs. Mithilfe einer DNA-Analyse soll nun festgestellt werden, ob die Knochen im Grab tatsächlich jene Sankaras sind. Just an dem Tag, an dem die ersten Ergebnisse präsentiert werden sollten, fand ein weiterer gewaltsamer Umsturz unter der Führung des Generals Gilbert Diendéré statt.

### Unter Präsident Blaise Compaoré 1987 bis 2014

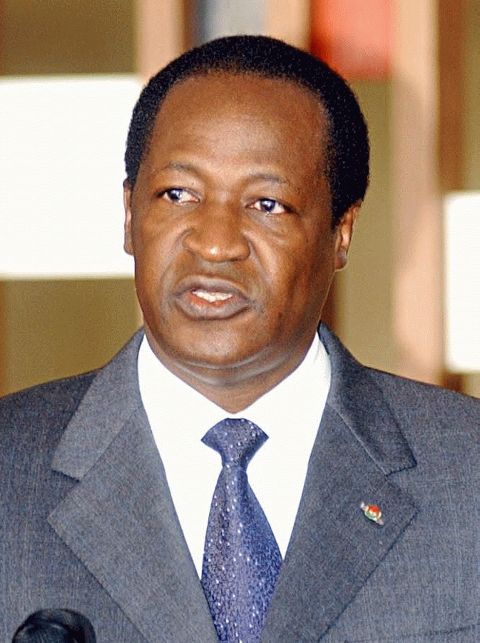
Präsident von 1987 bis 2014: Blaise Compaoré

Compaoré regierte das Land zunächst an der Spitze einer Front populaire (FP: „Volksfront“) an der Seite von Zongo und Lingani. In einer als rectification („Verbesserung“) bezeichneten Entwicklung „machte er das meiste rückgängig, was sein einstiger Freund initiiert hatte. Er wandte sich wieder Frankreich zu, liberalisierte die Wirtschaft und etablierte eine Art Fassadendemokratie.“
Es gab drei missglückte Putschversuche – und ein Klima der Repression; zahlreiche Tote waren zu beklagen, darunter auch Zongo und Lingani, die 1989 erschossen wurden. Diejenigen Parteien und Organisationen, die Compaorés Wandel mittrugen, vereinigten sich in der Organisation pour la démocratie populaire-Mouvement du travail (ODP-MT), der Vorgängerin der heutigen Regierungspartei Congrès pour la démocratie et le progrès (CDP). Unter dem Einfluss der weltpolitischen Ereignisse 1990/91 kam es auch in Burkina Faso zum Prozess einer formalen Demokratisierung; Compaoré ließ eine Verfassung ausarbeiten, die 1991 in einem Referendum von der Bevölkerung angenommen wurde. Die folgenden Präsidentschaftswahlen wurden von der Opposition boykottiert und zu einem Misserfolg für Compaoré, der seine Macht bei einer Wahlbeteiligung von nur 27 % nicht legitimieren konnte. In den folgenden Jahren gelang die gesellschaftliche und wirtschaftliche Stabilisierung, trotz der Entwertung des CFA-Francs im Jahre 1994. Nachdem Compaoré bei den Wahlen von 1998 in seinem Amt bestätigt worden war, kam es nach der Ermordung des kritischen Journalisten Norbert Zongo zu einer großen Krise mit zum Teil gewalttätigen Protesten. Bei den Parlamentswahlen 2002 verlor die Regierungspartei CDP zahlreiche Sitze an die zersplitterte Opposition.
Dank einer umstrittenen Verfassungsänderung konnte Compaoré bei den Präsidentschaftswahlen im November 2005, die zum ersten Mal nicht von der Opposition boykottiert wurden, 80,4 % der Stimmen gewinnen und damit seine dritte Amtszeit antreten. Am 21. November 2010 gewann Compaoré wieder die Präsidentschaftswahlen und trat seine vierte Amtsperiode an.
Schwerwiegende Vorwürfe, in den Bürgerkriegen von Liberia und Sierra Leone beteiligt gewesen zu sein und am Handel von Waffen und sogenannten „Blutdiamanten“ profitiert zu haben, konnten bisher nicht bewiesen werden. Der ehemalige liberianische Präsident Charles Taylor, der als Freund Compaorés gilt, organisierte seinen Angriff von Burkina Faso aus, das ihm Asyl gewährt hatte. Einige Nachbarländer beschuldigten Compaoré, destabilisierenden Einfluss auszuüben, indem er Oppositionelle und Rebellen unterstütze und beherberge. Gleichzeitig bemühte sich Burkina Faso um eine Rolle als Vermittler und Friedensstifter bei zahlreichen Krisen in Afrika, zum Beispiel nach dem Tod des Präsidenten von Togo, Gnassingbé Eyadéma.
Mit dem Bürgerkrieg in der Elfenbeinküste kam es zur wohl schwersten außenpolitischen Krise des Landes. Burkina Faso wurde von der Elfenbeinküste beschuldigt, die Rebellen zu unterstützen, und wollte seinerseits ein militärisches Eingreifen nicht ausschließen, um den etwa zwei Millionen Burkinern oder Burkinischstämmigen beizustehen, die bei den Unruhen Zielscheibe von Gewalt wurden. Die Normalisierung der Beziehung und die Vermittlung des Vertrags von Ouagadougou zur Beendigung des Bürgerkriegs gelten als Erfolg der Diplomatie Burkina Fasos und Compaorés.

### Entwicklung seit 2014
Eine geplante Verfassungsänderung, die Compaoré eine fünfte Amtszeit ermöglichen sollte, wurde von der Opposition stark kritisiert und führte Anfang 2014 zur größten Demonstration seit langem. In der letzten Oktoberwoche weiteten sich die Proteste aus und führten zu Ausschreitungen. Am Vortag der Abstimmung im Parlament über die Verfassungsänderung hatten Gewerkschaften und Opposition zu einem Streik aufgerufen. Am 30. Oktober 2014, dem Tag der geplanten Abstimmung, entmachtete das Militär nach eigenen Angaben die Regierung und löste das Parlament auf. Am folgenden Tag trat Compaoré als Präsident zurück; Armeechef Nabéré Honoré Traoré hatte zuvor erklärt, bis zur Wiederherstellung einer verfassungsmäßigen Ordnung „binnen zwölf Monaten“ werde eine Übergangsregierung die Macht übernehmen. Er habe „gemäß der Verfassung“ das Amt des Staatschefs übernommen; Compaoré kündigte Neuwahlen innerhalb von 90 Tagen an. Auch der Vizechef der Präsidentengarde, Oberst Isaac Yacouba Zida, erhob Anspruch auf den Posten des Übergangspräsidenten und bezeichnete die Erklärung Traorés als „unwirksam“. Am 1. November stellte sich die Militärführung einstimmig hinter Zida, auch Konkurrent Traoré unterzeichnete eine entsprechende Erklärung. Compaoré hatte zwischenzeitlich das Land verlassen und war in den Nachbarstaat Elfenbeinküste geflohen. Am 16. November wurde Michel Kafando als ziviler Übergangspräsident für ein Jahr berufen, Zida übernahm das Amt des Premierministers. Freie Parlaments- und Präsidentschaftswahlen wurden für den 11. Oktober 2015 angesetzt.

#### Militärputsch 2015
Am 16. September 2015 kam es zu einem Militärputsch der Präsidentengarde gegen die amtierende Übergangsregierung und den Übergangspräsidenten. Die Präsidentengarde, die als persönliches Machtinstrument Compaorés aufgebaut worden war, sah nach dessen Abgang ihre Existenz durch die anstehenden freien demokratischen Wahlen gefährdet. Nach der Verkündung des Regierungssturzes im Fernsehen durch die Putschisten am 17. September 2015 kam es zu Protesten in Ouagadougou. Die Vereinigten Staaten, Frankreich und die Afrikanische Union verurteilten den Putsch. Am 18. September entließ der Anführer der Putschisten, General Gilbert Diendéré, Kafando sowie nahezu das gesamte Kabinett. Diendéré bestritt Kontakte zu Compaoré. Im weiteren Verlauf des Putsches zeigte sich, dass die Armee und Polizei sowie die große Mehrheit der Bevölkerung nicht gewillt waren, die Putschisten als neue Regierung anzuerkennen. Armeesprecher erklärten, ein Blutvergießen vermeiden zu wollen, forderten die Putschisten ultimativ zur Aufgabe auf und riefen die in Ouagadougou Protestierenden zu Ruhe auf. Die Westafrikanische Wirtschaftsgemeinschaft (ECOWAS) versuchte zu vermitteln. Die Putschisten verlangten eine vollständige Amnestie der am Putsch Beteiligten und die Möglichkeit, dass Gefolgsleute von Ex-Präsident Compaoré bei der anstehenden Präsidentschaftswahl kandidieren dürften. In der Nacht vom 22. auf den 23. September unterzeichneten die Putschisten und die Armee einen Fünf-Punkte-Plan. Er sah vor, dass sich die RSP aus Ouagadougou in ihren Stützpunkt Naaba Koom II zurückzieht. Ihren Posten in der Hauptstadt musste die Elitetruppe aufgeben. Die reguläre Armee sagte den Putschisten dafür Sicherheit für sie und ihre Familien zu. Unklar war, ob den Putschisten Straffreiheit gewährt werde. Nach der ersten Kabinettssitzung der wieder eingesetzten Übergangsregierung wurde ein Erlass zur Auflösung und Entwaffnung gefasst. Die Entwaffnung verlief ohne größere Zwischenfälle. Eine Kommission sollte die Hintergründe des Staatsstreichs untersuchen. Außerdem wurde vereinbart, dass ein neuer Zeitplan für die Parlaments- und Präsidentschaftswahlen erstellt werden sollte.
Bei den Präsidentschaftswahlen am 29. November 2015 errang der Oppositionspolitiker und ehemalige Ministerpräsident Roch Marc Kaboré 53,49 Prozent der Stimmen. Bei der gleichzeitig durchgeführten Parlamentswahl gewann Kaborés neue Partei Mouvement du peuple pour le progrès (MPP) 55 der 127 Sitze, verfehlte damit aber die absolute Mehrheit. Zweitstärkste Kraft wurde mit 33 Sitzen die Partei von Kaborés Hauptrivalen Zéphirin Diabré. Die Partei Congrès pour la démocratie et le progrès (CDP) des langjährigen Staatschefs Blaise Compaoré erhielt 18 Sitze.
2019 stellte die UNO fest, dass die Regierung die Kontrolle über den Norden und Osten des Landes weitgehend an Dschihadisten verloren habe. Teils seien diese durch französische Truppen aus Mali verdrängt, teils von Ansaroul Islam aus der muslimischen Ethnie der Fulbe rekrutiert worden. Es gäbe eine halbe Million Binnenflüchtlinge und 300.000 Kinder können keine Schule besuchen. Im Februar 2020 meldete das UNHCR rund 865.000 Binnenflüchtlinge und fast 2000 Tote durch islamistische Gruppen.
Am 22. November 2020 fanden turnusmäßig wieder Präsidentschaftswahlen statt, bei denen der amtierende Präsident Roch Marc Kaboré mit absoluter Mehrheit von über 57 % der Stimmen wiedergewählt wurde. Die Spitzenkandidaten der Oppositionsparteien Eddie Komboigo und Zéphirin Diabré erreichten nur 15 % bzw. 12 % der Stimmen. Bereits im Zuge der Vorbereitung der Wahl warf die Opposition der Regierung „massiven Betrug“ vor. Die niedrige Wahlbeteiligung von ungefähr 50 % wurde von Wahlkommission unter anderem auf die schlechte Sicherheitslage zurückgeführt. Über 1000 Wahllokale wurden nicht geöffnet und mehrere hunderttausend Wähler konnten ihre Stimme nicht abgeben.

#### Militärputsche 2022
Am 24. Januar 2022 kam es zu einem Militärputsch gegen den gewählten Präsidenten, bei dem Oberstleutnant Paul-Henri Sandaogo Damiba an der Spitze einer Militärjunta mit der Bezeichnung Mouvement patriotique pour la sauvegarde et la restauration (MPSR, „Patriotische Bewegung für Sicherheit und Wiederherstellung“) die Macht übernahm und sich am 2. März 2022 zum Präsidenten erheben ließ. Bereits im Vorfeld hatte sich innerhalb der Streitkräfte Unruhe ausgebreitet: Das Militär warf Kaboré vor, im Kampf gegen islamistische Terror-Milizen versagt zu haben. Entgegen dem Versprechen Damibas, die Sicherheitslage im Land zu verbessern, breiteten sich die Dschihadisten seit seiner Machtübernahme weiter aus, was zu Unzufriedenheit in der Bevölkerung führte. Außerdem kam es zu einer Spaltung innerhalb der Streitkräfte und der Gesellschaft, wobei eine Fraktion ähnlich wie die Militärregierung im Nachbarland Mali unter Assimi Goïta mit Russland zusammenarbeiten will. Antifranzösische Ressentiments in der Gesellschaft begünstigen diese Haltung.
Am Abend des 30. September 2022 wurde Damiba von rivalisierenden Militärs unter der Führung von Ibrahim Traoré abgesetzt. Die neue Militärjunta setzte die Landesverfassung außer Kraft und ordnete eine Schließung der Grenzen an. Bei Demonstrationen in Ouagadougou, die dem neuerlichen Putsch vorausgingen, waren auch russische Flaggen gezeigt worden. Bei der Machtübernahme warfen die Putschisten Damiba vor, zu wenig für die Verbesserung der Sicherheitslage getan zu haben. Damiba trat am 2. Oktober offiziell zurück. Am 6. Oktober wurde die Verfassung wieder in Kraft gesetzt und Traoré zum Staatsoberhaupt erklärt.
Wie zuvor Mali wendete sich in der Folge auch Burkina Faso außenpolitisch von den westlichen Ländern sowie der ehemaligen Kolonialmacht Frankreich ab, deren militärische Zusammenarbeit im Rahmen der Operation Barkhane ebenfalls aufgekündigt wurde. Machthaber Ibrahim Traoré startete eine Kampagne, um 50.000 Freiwillige zur Unterstützung der burkinischen Streitkräfte anzuwerben. Die Bemühungen der Regierung, die dschihadistischen Gruppen zurückzudrängen, fruchten jedoch nicht: Im Februar 2023 starben rund 70 Soldaten binnen weniger Tage bei Angriffen, im April mindestens 40. Auch Zivilisten werden immer wieder zu Opfern. Die Militärjunta ging massiv gegen die Pressefreiheit vor. 2023 wurde der populäre Radiosender Radio Omega geschlossen, nachdem dieser ein Interview gesendet hatte, das als „beleidigend“ gegenüber der Militärführung im benachbarten Niger angesehen wurde. Ende April und Anfang Mai 2024 wurden zahlreiche internationale Medien, darunter die britische BBC, die Voice of America, die Deutsche Welle (DW), die französischen Medien TV5 Monde und Le Monde sowie der britische Guardian suspendiert.

## Politik

### Politisches System

#### Exekutive
Mit der Annahme der Verfassung 1991 wurde die „Vierte Republik“ errichtet. Nach dieser ist Burkina Faso eine präsidentielle Republik. Staatsoberhaupt ist der Präsident (Président du Faso), der alle fünf Jahre (bis 2000 alle sieben Jahre) direkt vom Volk gewählt wird und einmal wiedergewählt werden kann. Der Präsident besitzt weitgehende Kompetenzen. Er ernennt und entlässt den Premierminister und das Kabinett.
Aktuell ist Ibrahim Traoré der faktische Präsident des Landes. Der burkinische Militäroffizier kam am 30. September 2022 im Zuge eines Militärputsches an die Macht.

#### Legislative

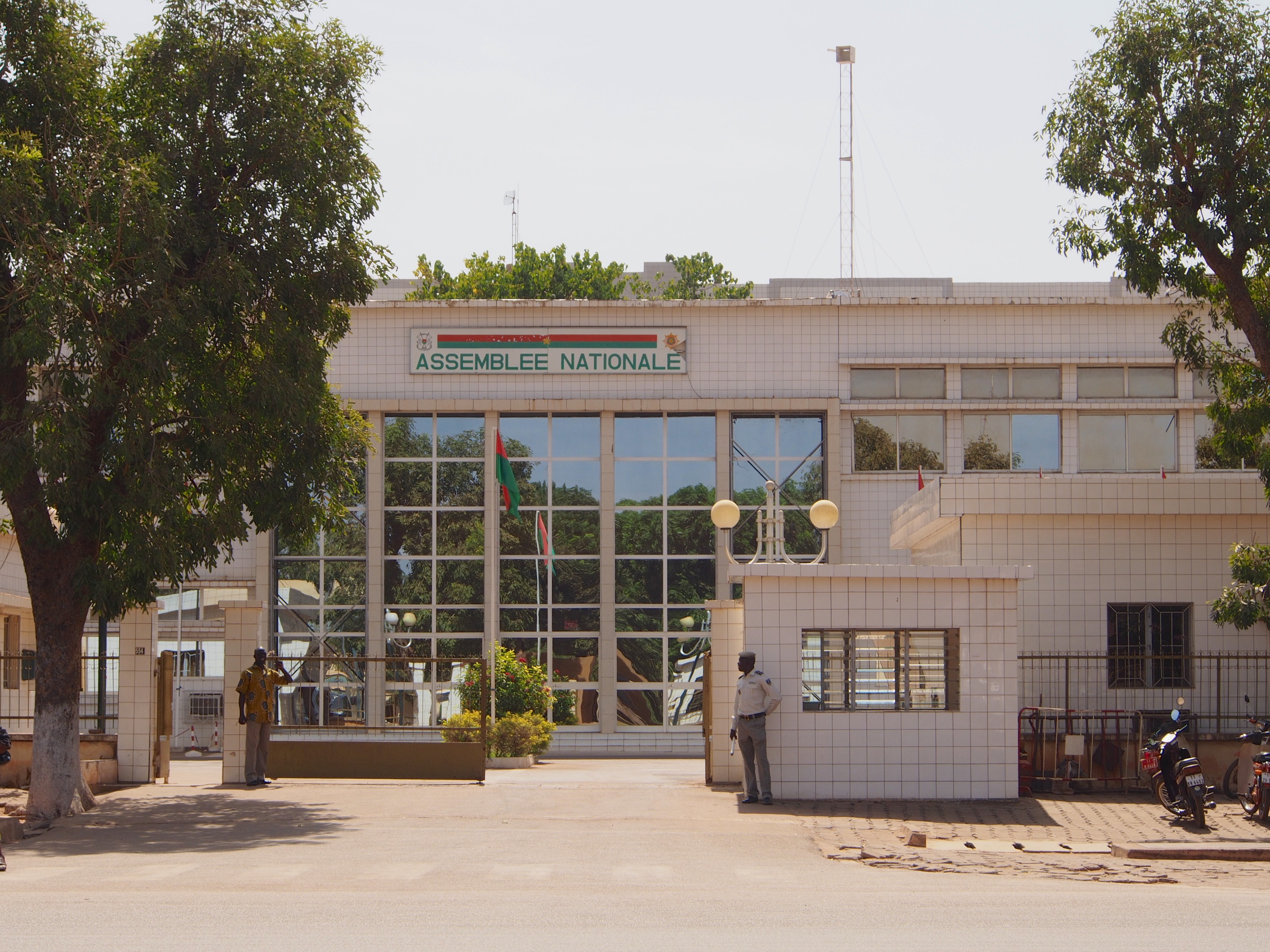
Der frühere Sitz der Nationalversammlung in Ouagadougou

Burkina Faso hat ein Einkammersystem. Alle fünf Jahre wird das Parlament (Assemblée Nationale) gewählt. Dieses zählt 127 Abgeordnete. 111 Abgeordnete werden in 45 Mehrpersonen-Wahlkreisen, die vom Zuschnitt mit den Provinzen Burkina Fasos identisch sind, gewählt. Die Anzahl der Abgeordneten pro Wahlkreis schwankt zwischen zwei und neun. 16 weitere werden über eine landesweite Liste nach Verhältniswahlrecht gewählt.
Bis zum Sturz des Langezeitpräisdenten Compaoré 2014 dominierte die CDP (Congrès pour la démocratie et le progrès) im Parlament, die die Politik des Präsidenten unterstützte. Seit dessen Rücktritt gibt es jedoch starke Verschiebungen zugunsten der Opposition. Neue stärkste Kraft ist die MPP (Mouvement du peuple pour le progrès), der auch der amtierende Präsident angehört.
Die Parteienlandschaft des Landes ist in zahlreiche kleine Parteien zersplittert. Im Parlament sitzen seit den Wahlen 2020 15 Parteien. Zu den größten Oppositionsparteien gehört neben der CDP noch UPC (Union pour le Progrès et le Changement).

### Politische Indizes
| Name des Index                     | Indexwert    | Weltweiter Rang | Interpretationshilfe | Jahr |
| ---------------------------------- | ------------ | --------------- | --- | ---- |
| Fragile States Index               | 94,2 von 120 | 21 von 179      | Stabilität des Landes: Alarm 0 = sehr nachhaltig / 120 = sehr alarmierend Rang: 1 = fragilstes Land / 179 = stabilstes Land | 2024 |
| Demokratieindex                    | 2,55 von 10  | 137 von 167     | Autoritäres Regime 0 = autoritäres Regime / 10 = vollständige Demokratie                                                    | 2024 |
| Freedom in the World Index         | 25 von 100   | —               | Freiheitsstatus: unfrei 0 = unfrei / 100 = frei                                                                             | 2024 |
| Rangliste der Pressefreiheit       | 52,3 von 100 | 105 von 180     | Schwierige Lage für die Pressefreiheit 100 = gute Lage / 0 = sehr ernste Lage                                               | 2025 |
| Korruptionswahrnehmungsindex (CPI) | 41 von 100   | 82 von 181      | 0 = sehr korrupt / 100 = sehr sauber                                                                                        | 2024 |

### Demokratie und Menschenrechte

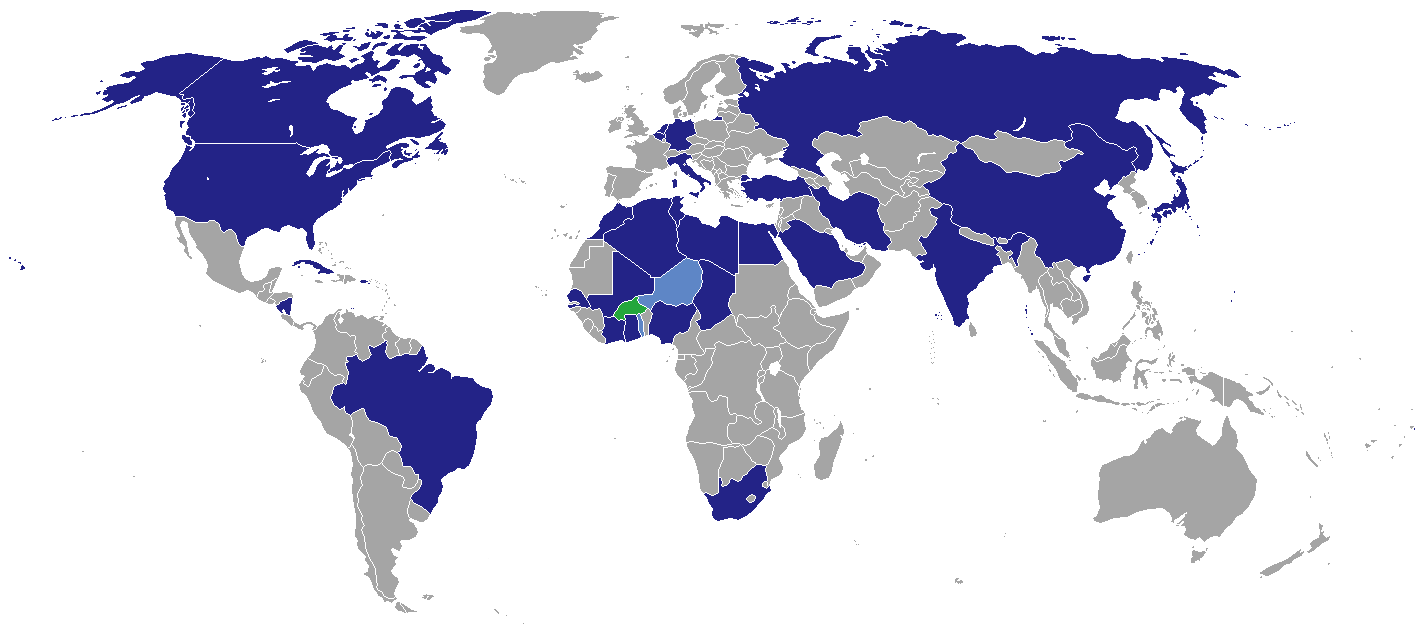
Staaten, die in Burkina Faso eine Botschaft (blau) oder ein Konsulat (hellblau) errichtet haben

Trotz Einrichtung eines „Ministeriums für Menschenrechte“ und eines Fonds für Opfer politischer Gewalt sowie der Einleitung von Reformen im Justizwesen, werden Stand 2022 grundlegende Rechte – besonders die der Frauen – vor allem von der ländlichen Bevölkerung wenig respektiert; so werden jedes Jahr tausende junge Frauen bzw. Mädchen, in Burkina Faso zwangsverheiratet. Per Gesetz ist dies auch in Burkina Faso illegal. Frauen sind Stand 2010 kaum an politischen Entscheidungsprozessen beteiligt. In vielen ländlichen Gebieten wird, obwohl die Regierung mit gravierenden Strafen dagegen vorgeht, immer noch die Genitalverstümmelung von Mädchen praktiziert. Laut UNICEF geht jedoch als Folge einer breiten Bildungsbewegung die Verbreitung dieses Ritus langsam zurück.
Ein Frauenwahlrecht gab es bereits 1946: Entsprechend der Loi Lamine Guèye von 1946 hatten alle Bürgerinnen und Bürger bei Wahlen zum französischen Parlament und auch bei lokalen Wahlen ein Wahlrecht. Das passive Wahlrecht wurde in dem Gesetz nicht ausdrücklich erwähnt, war aber auch nicht ausgeschlossen. Bei den Wahlen zum Pariser Parlament gab es in Französisch-Westafrika, wozu das damalige Obervolta gehörte, kein Zweiklassenwahlrecht wie in anderen französischen Kolonien, für alle örtlichen Wahlen jedoch schon. Vor der Unabhängigkeit, unter französischer Verwaltung, erhielten Frauen am 23. Juni 1956 im Rahmen der Einführung der loi-cadre Defferre das allgemeine aktive und passive Wahlrecht. Dieses Recht wurde in der Verfassung vom 28. September 1958 bestätigt.
Die Kinderrechte sind ausreichend gesetzlich verankert, doch werden sie wegen der enormen Armut im Land im Alltag kaum respektiert und umgesetzt. Viele Kinder werden zu schwerer Arbeit herangezogen und dürfen deshalb die Schule nicht besuchen. Auch gibt es immer noch Kinderhandel, der zu sklavenähnlichen Lebensbedingungen führen kann.
Nach Kenntnis der deutschen Bundesregierung sind auch einvernehmliche homosexuelle Handlungen unter Erwachsenen in Burkina Faso verboten. Homosexualität findet im Strafgesetzbuch als Straftatbestand keine explizite Erwähnung, kann aber als „Störung der öffentlichen Ordnung“ oder „Verstoß gegen die guten Sitten“ strafrechtlich verfolgt und mit bis zu drei Jahren Gefängnis bestraft werden. Gleichgeschlechtliche Lebenspartnerschaften stoßen in Burkina Faso auf heftige gesellschaftliche Ablehnung.
Bei Protesten gegen die steigenden Lebenshaltungskosten wurden im Jahr 2009 laut Amnesty International über 300 Personen festgenommen. Mehr als 80 der Festgenommenen wurden ohne anwaltlichen Beistand zu Freiheitsstrafen verurteilt.

### Außenpolitik

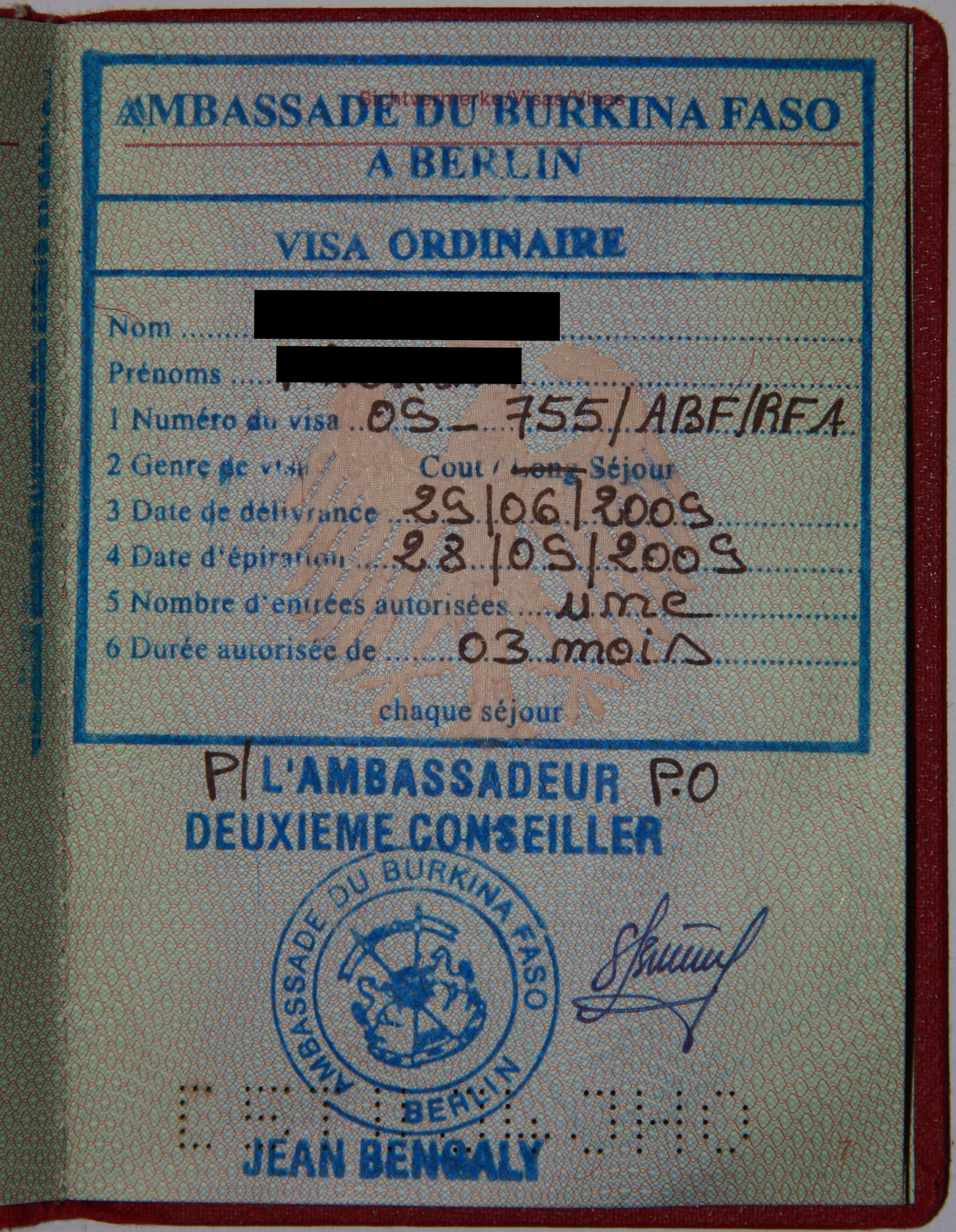
Ein Visum der Republik Burkina Faso

In der Außenpolitik sind die Beziehungen zur ehemaligen Kolonialmacht Frankreich besonders seit dem Konflikt in der Elfenbeinküste wieder intensiver geworden, wichtiger Partner der burkinischen Diplomatie war aber auch Libyen unter Muammar al-Gaddafi. Das Land unterhält ebenfalls gute Beziehungen zur Republik China auf Taiwan. Deutschland ist traditionell sehr in der Entwicklungszusammenarbeit engagiert. Es bestehen viele Kontakte und Partnerschaften auf der Ebene von Nichtregierungsorganisationen (NGOs) zwischen deutschen Vereinen oder Kommunen und Orten in Burkina Faso. Die Deutsch-Burkinische Freundschaftsgesellschaft ist seit 1990 das Netzwerk dieser Partnerschaften in Deutschland.
Burkina Faso bemüht sich in den letzten Jahren intensiv, auf internationaler Ebene wahrgenommen zu werden, und bietet sich immer öfter als Ausrichter von Großereignissen an, wie beispielsweise dem Frankophoniegipfel 2004 und Treffen der Afrikanischen Union. Die Hauptstadt Ouagadougou gilt seit Jahren als sicherer und stabiler internationaler Mittelpunkt Westafrikas.
Im Rahmen der 62. ordentlichen Generalversammlung der Vereinten Nationen wurde Burkina Faso am 16. Oktober 2007 als nichtständiges Mitglied für die Periode 2008–2009 in den UN-Sicherheitsrat gewählt.

### Militär
Die Armee (Forces armées nationales) (FAN) wurde 1960 gegründet und besteht aus 10.800 Mann. 1961 wurde die Befehlsgewalt von den französischen auf die obervoltaischen Behörden übertragen. In der Folge übernahm das Militär mehrmals die Macht durch Staatsstreiche. In den 1980er-Jahren kam es zum Krieg mit Mali um die Kontrolle über den Agacher-Streifen.
Die Beziehungen zum Nachbarland Elfenbeinküste, in dem mehrere Millionen Burkiner oder Burkinischstämmige leben, sind infolge des dort herrschenden Bürgerkrieges sehr angespannt. Abidjan beschuldigt Burkina Faso, die Rebellen im Norden des Landes zu unterstützen. Mehrere Hunderttausend Flüchtlinge sind in den vergangenen Jahren vor der Gewalt gegen die Immigranten aus den Sahelländern zurück nach Burkina Faso geflohen. Die Möglichkeit eines Eingreifens der burkinischen Armee wurde nicht ausgeschlossen.
Infolge eines Putschversuchs aus Reihen des Militärs wurde im Jahre 2004 Verteidigungsminister Kouamé Lougé entlassen.
Burkina Faso beteiligt sich an verschiedenen Friedenseinsätzen der UN-Blauhelme.

### Verwaltungsgliederung
Burkina Faso ist in 13 Regionen (régions) unterteilt, die jeweils von einem Gouverneur verwaltet werden. Diese Regionen gliedern sich in 45 Provinzen (provinces), denen Hochkommissare vorstehen. Darunter folgen 351 von Präfekten verwaltete Departements/Gemeinden (départements), die deckungsgleich mit den im Rahmen der Dezentralisierungsmaßnahmen geschaffenen Gemeinden (communes urbaines und communes rurales) sind. Nach den Kommunalwahlen im Jahre 2006 bestehen auf dem gesamten Territorium des Landes nun basisdemokratisch organisierte Verwaltungseinheiten mit Gemeinderäten und Bürgermeistern.
|    | Region            | Hauptstadt     |
| -- | ----------------- | -------------- |
| 1  | Boucle du Mouhoun | Dédougou       |
| 2  | Cascades          | Banfora        |
| 3  | Centre            | Ouagadougou    |
| 4  | Centre-Est        | Tenkodogo      |
| 5  | Centre-Nord       | Kaya           |
| 6  | Centre-Ouest      | Koudougou      |
| 7  | Centre-Sud        | Manga          |
| 8  | Est               | Fada N’Gourma  |
| 9  | Hauts-Bassins     | Bobo-Dioulasso |
| 10 | Nord              | Ouahigouya     |
| 11 | Plateau Central   | Ziniaré        |
| 12 | Sahel             | Dori           |
| 13 | Sud-Ouest         | Gaoua          |

## Wirtschaft

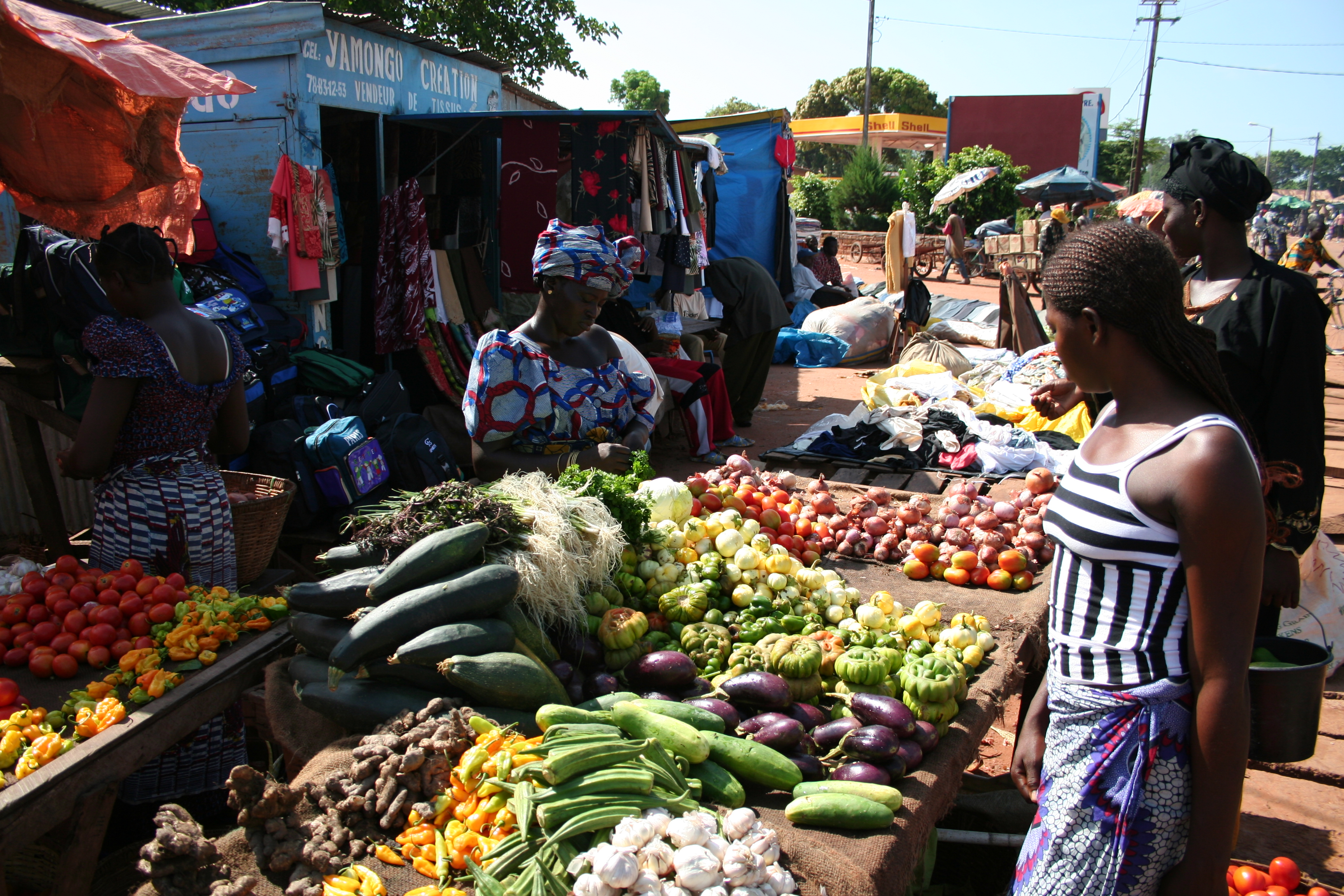
Reichhaltiges Angebot auf dem Markt von Banfora

Entwicklung des realen BIP pro Kopf ab 1950

Burkina Faso ist einer der ärmsten und am wenigsten entwickelten Staaten der Erde und wird zur Gruppe der Hochverschuldeten Entwicklungsländer (englisch Heavily Indebted Poor Countries, abgekürzt HIPC) gezählt. 2005 wurde im Rahmen der HIPC-Entschuldungsinitiative von Weltbank und IWF die Streichung seiner Auslandsschulden vereinbart. Das Entwicklungsprogramm der Vereinten Nationen zählt Burkina Faso zu den Ländern mit geringer menschlicher Entwicklung.
Das Wirtschaftswachstum kommt nur einer kleinen, von Mossi dominierten Schicht in den städtischen Zentren zugute. Ungefähr 61 % der Bevölkerung müssen mit weniger als einem US-Dollar pro Tag auskommen.
| Jahr                                    | 2010   | 2015  | 2016  | 2017  | 2018  | 2019   | 2020  | 2021  | 2022   | 2023  |
| --------------------------------------- | ------ | ----- | ----- | ----- | ----- | ------ | ----- | ----- | ------ | ----- |
| BIP in Mrd. USD (Kaufkraftparität)      | 24,8   | 35,1  | 37,6  | 40,6  | 42,4  | 46,8   | 51,1  | 54,5  | 59,5   | 63,5  |
| BIP pro Kopf in USD (Kaufkraftparität)  | 1.542  | 1.876 | 1.949 | 2.047 | 2.080 | 2.233  | 2.374 | 2.463 | 2.612  | 2.713 |
| BIP-Wachstum (real)                     | 8,4 %  | 3,9 % | 6,0 % | 6,2 % | 6,6 % | 5,5 %  | 1,9 % | 6,9 % | 1,8 %  | 3,1 % |
| Inflation (in Prozent)                  | −0,6 % | 1,7 % | 0,4 % | 1,5 % | 2,0 % | −3,2 % | 1,9 % | 3,9 % | 14,1 % | 0,7 % |
| Staatsverschuldung (in Prozent des BIP) | 23 %   | 31 %  | 33 %  | 34 %  | 38 %  | 42 %   | 44 %  | 56 %  | 58 %   | 56 %  |

Burkina Faso nimmt an der Westafrikanischen Wirtschafts- und Währungsunion UEMOA teil; Währung ist der CFA-Franc BCEAO.
Der befürchtete Einbruch der Wirtschaft infolge der Konflikte in der Elfenbeinküste ist weitgehend ausgeblieben; Burkina Faso hat rechtzeitig die Bindungen zu anderen Nachbarländern gestärkt, vor allem zu Ghana.
Das Land führt eine gemeinsame Wertpapierbörse mit weiteren westafrikanischen Ländern. Sie ist als Bourse Régionale des Valeurs Mobilières (BRVM) bekannt. 

### Landwirtschaft und Bodenschätze

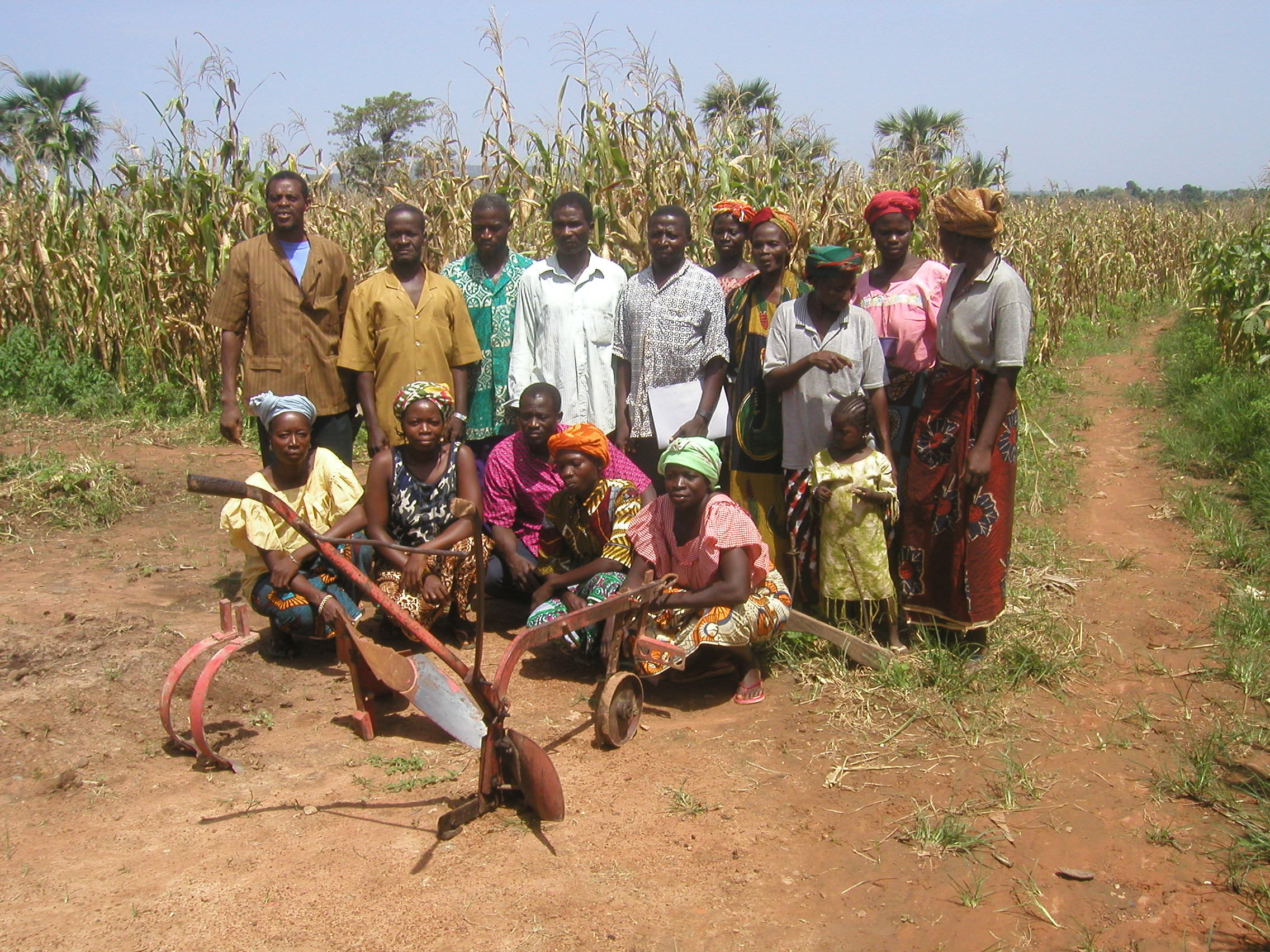
Burkinische Bauern

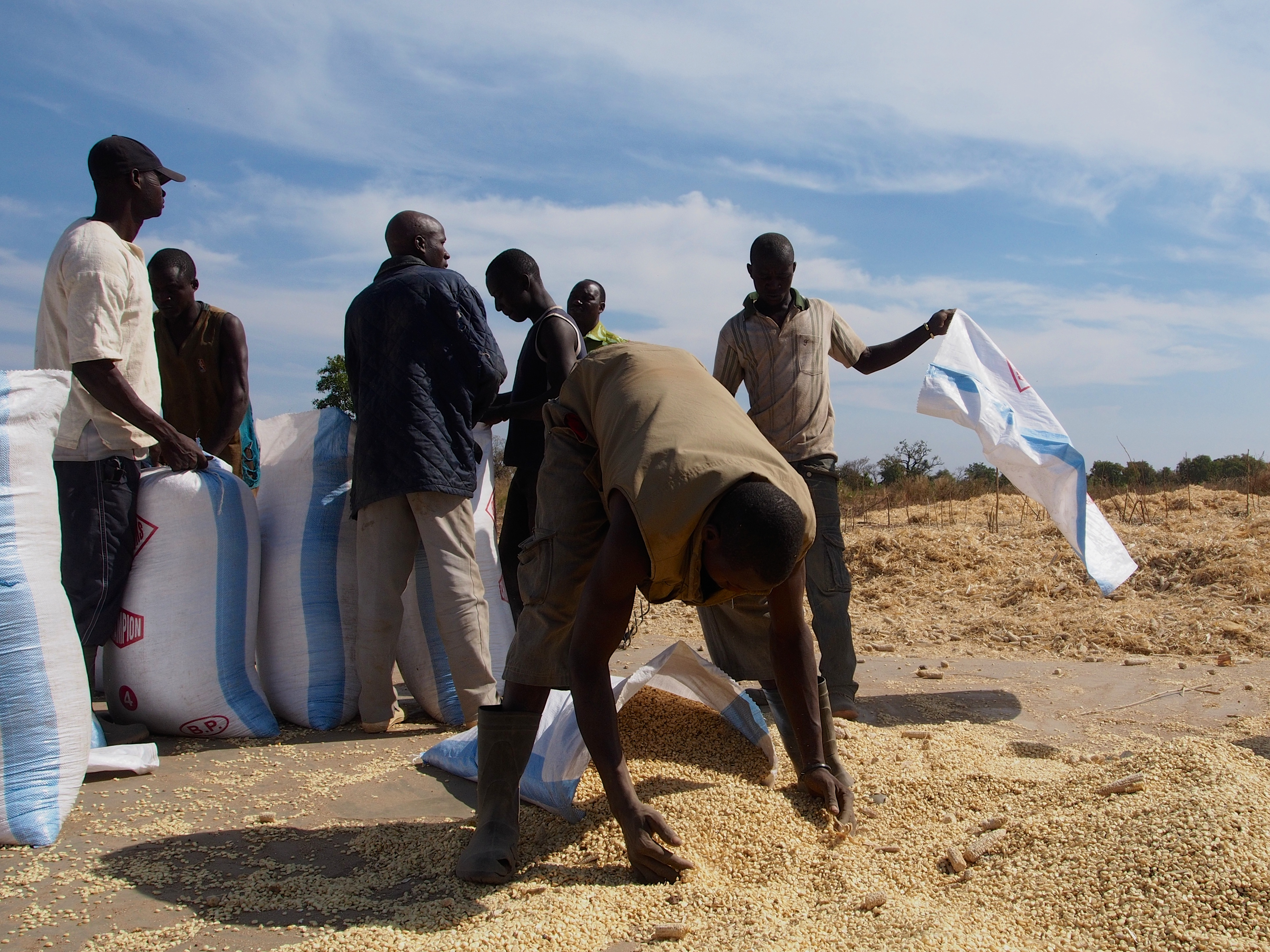
Abfüllen der Maisernte auf einer Farm in Sapouy

Etwa 80 % der Bevölkerung betreiben Subsistenzwirtschaft, also den Anbau von Obst, Gemüse und Getreide für den Eigenbedarf. Den Grundbedarf der Nahrungsversorgung deckt der Anbau von Hirse, Mais, Sorghum, Fonio und Reis, der etwa 85 % der 110.000 km² landwirtschaftlich nutzbaren Fläche des Landes in Anspruch nimmt. Im Süden des Landes werden außerdem Jamswurzel, Maniok und Zuckerrohr angebaut. Für den Export wichtig sind Erdnüsse und vor allem Baumwolle, das Hauptexportgut des Landes. Die ungünstigen klimatischen Bedingungen erschweren die Ausübung der Landwirtschaft; jährliche Schwankungen der Niederschläge können Dürren und damit lokale Hungersnöte (besonders im Norden des Landes) verursachen.
Trotz der guten Qualität der burkinischen Baumwolle hat das Land aufgrund hoher Agrarsubventionen in westlichen Industrieländern große Probleme, seine Ernteerträge auf dem Weltmarkt zu verkaufen. So wird ihre Baumwollwirtschaft zum einen Teil durch die Vereinigten Staaten mit drei bis vier Milliarden US-Dollar pro Jahr subventioniert; den restlichen Teil bilden die Subventionszahlungen der EU von zirka 700 Millionen Euro. Staatspräsident Blaise Compaoré setzte sich zusammen mit anderen betroffenen afrikanischen Staaten für die Aufhebung dieser Subventionen und freien Zugang afrikanischer Baumwolle auf den Weltmarkt ein. Die Wirtschaft Burkina Fasos, die maßgeblich vom Export der Baumwolle abhängt (50 % der Exporte), hat unter schwankenden Weltmarktpreisen zu leiden. Das halbstaatliche Unternehmen Sofitex ist das drittgrößte Textilunternehmen Afrikas. Seit der Schließung der Fabrik Faso Fani im Jahre 2000 ist in Burkina Faso keine Weiterverarbeitung der Baumwolle in größerem Stil mehr möglich.
Mit einem Projekt zum Anbau von Weizen sollte das Land von Importen unabhängig werden; die erste Ernte konnte 2006 eingefahren werden.
Burkina Faso ist Exporteur von Vieh (vor allem Rindern) in die Nachbarländer. Traditionell wird die Viehzucht von den nomadisch lebenden Fulbe ausgeübt. Wegen der geringen Produktivität und der fehlenden Weiterverarbeitungsmöglichkeit liegt der Anteil des Landwirtschaftssektors am Bruttoinlandsprodukt (BIP) nur bei 35 % (2012; zum Vergleich Dienstleistungen: 38 %).
Nur wenige der zahlreichen natürlichen Ressourcen sind abbauwürdig; Gold wird seit Jahrhunderten zu Tage gefördert und ist eine der wichtigsten Einnahmequellen des Landes. Das kanadische Unternehmen Orezone sieht großes Potenzial in den Goldvorkommen Burkina Fasos. Der Manganabbau soll in Zukunft ausgebaut werden. Problematisch ist vor allem der Transport; die Vorkommen befinden sich hauptsächlich im verkehrstechnisch schlecht erschlossenen Norden. Der geplante Ausbau der einzigen Bahnlinie Burkina Fasos zu den Minen von Tambao wurde nie zu Ende geführt.
Seit 2009 war Gold der wichtigste Exportartikel; 2013 wurden 72 % der Exporteinnahmen durch Goldausfuhr gewonnen, wobei die Erlöse überwiegend ins Ausland (vor allem nach Kanada) fließen. Sein Abbau entwickelte sich zur treibenden Kraft des Wirtschaftswachstums, das jedoch 2014/15 infolge des Preisverfalls von Gold und Baumwolle einbrach.

### Industrie und Dienstleistungen
Mit dem Anschluss an die Eisenbahnlinie nach Abidjan 1933 konnte in Bobo-Dioulasso die industrielle Entwicklung beginnen; es wurden eine Brauerei, eine Ölmühle und eine Fabrik für motorisierte Fahrräder gegründet. Die Nähe zu den Baumwollanbaugebieten im Nordwesten des Landes spielte eine große Rolle beim wirtschaftlichen Aufschwung der Stadt. Erst 30 Jahre später wurde die Eisenbahn bis Ouagadougou fertiggestellt, die Voraussetzung für das Entstehen industrieller Betriebe. Heute befinden sich 64 % davon in der Hauptstadt, vor allem im Bereich der Lebensmittelindustrie. Nach der Unabhängigkeit entstand in Koudougou eine Baumwollspinnerei, die aber bald ihre Arbeit einstellen musste. Ein Wiederbelebungsversuch von Faso Fani scheiterte im Jahre 2000. In Banfora befinden sich eine große Zuckerfabrik (SOSUCO) und die Grands Moulins du Burkina, die vorwiegend Mehl produzieren. Seit 2004 werden in Ouagadougou von Mégamonde Autos aus chinesischer Fertigung unter dem Markennamen Tenga montiert.
Staatliche Unternehmen wurden in den letzten Jahren privatisiert, so das Telekommunikationsunternehmen ONATEL; 51 % der Besitzanteile hält seit 2006 die marokkanische Maroc Telecom.
Im Handels-, Bau- und Dienstleistungssektor ist die libanesische Gemeinschaft stark vertreten, die seit etwa 1900 im Lande anzutreffen ist.
Viele Menschen sind im informellen Sektor beschäftigt; sie verdienen sich mit dem Handel auf der Straße oder kleinen Dienstleistungen ihren Lebensunterhalt. Dem Staat entgehen dadurch Steuereinnahmen; Arbeitslosenzahlen werden durch dieses Phänomen erheblich verzerrt. Etwa 45 % der Einwohner leben unter der Armutsgrenze.

### Staatshaushalt
Der Staatshaushalt umfasste 2016 Ausgaben von umgerechnet 2,77 Mrd. US-Dollar, dem standen Einnahmen von umgerechnet 2,44 Mrd. US-Dollar gegenüber. Daraus ergibt sich ein Haushaltsdefizit in Höhe von 2,8 % des BIP.
Die Staatsverschuldung erreichte 2014 mit 28,3 % des Bruttoinlandprodukts einen neuen Rekordwert (gegenüber 2007: 20,9 %).

## Infrastruktur

### Verkehr

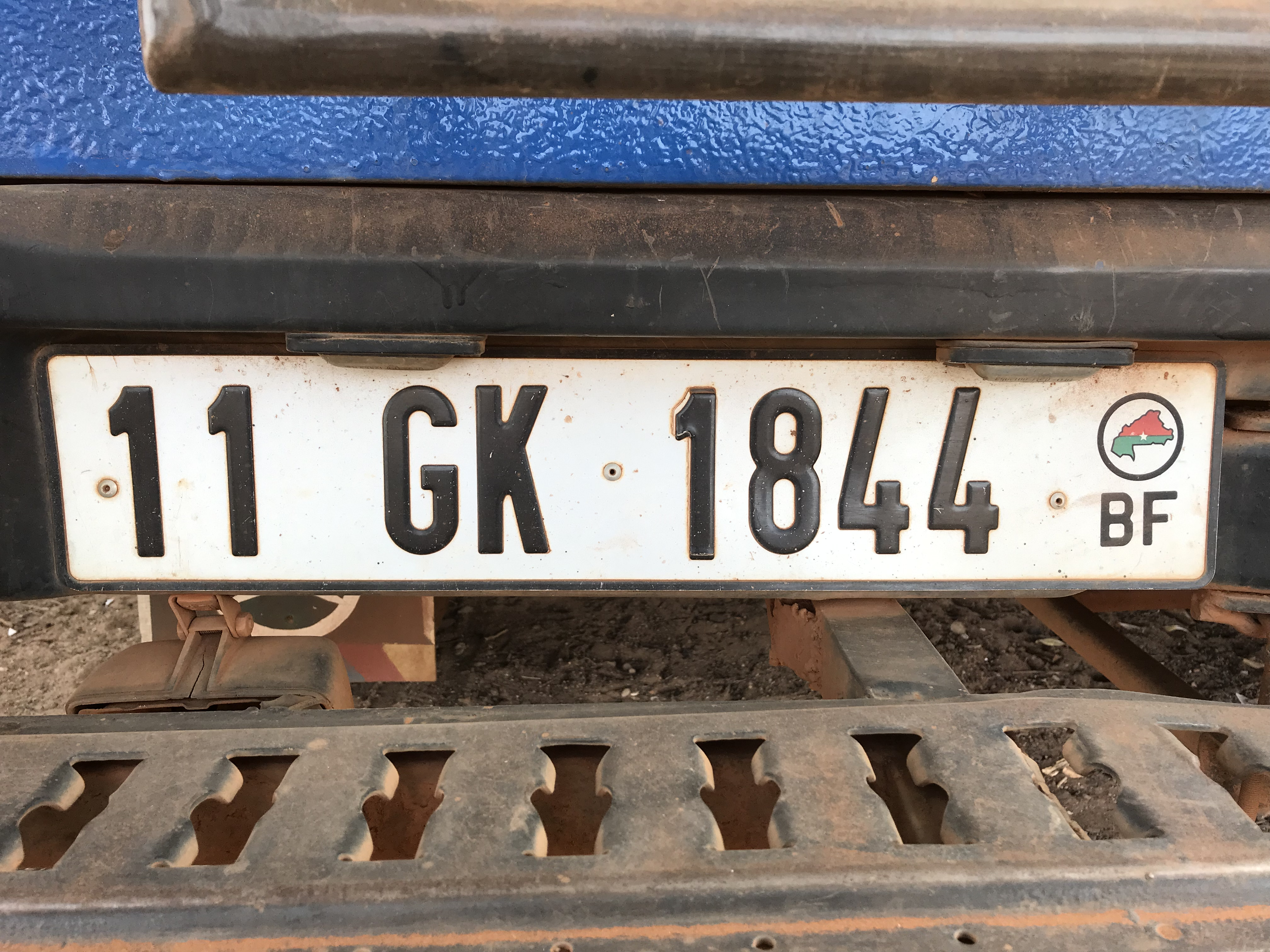
Burkinisches Nummernschild

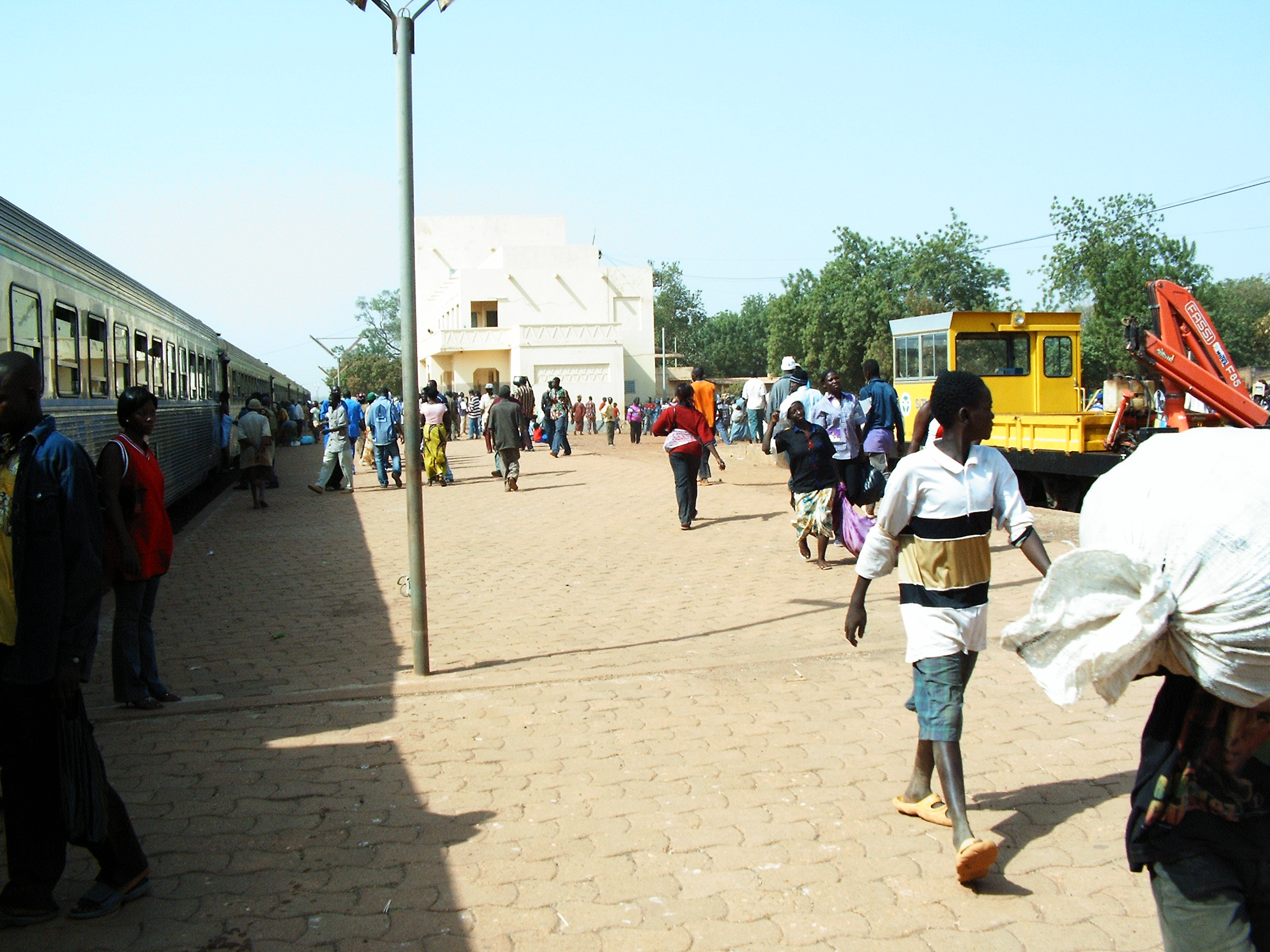
Bahnhof in Koudougou

Das Straßennetz verbindet Burkina Faso mit allen Nachbarländern über Asphaltstrecken, deren Ausbau zum Teil von der Europäischen Union finanziert wird. Der Großteil des Netzes besteht aus Lateritstraßen; Asphaltierungsarbeiten sind auf der West-Ost-Achse abgeschlossen, auf den diversen Nordstrecken dagegen noch im Bau.
Burkina Faso besitzt eine Eisenbahnstrecke (Abidjan-Niger-Bahn), die in die ivorische Wirtschaftsmetropole Abidjan führt und bis zu den Unruhen dort eine der wichtigsten Lebensadern des Binnenstaates war. Es verkehren täglich Güter- und Personenzüge nach Abidjan. Die Linie wurde während der Herrschaft Sankaras bis Kaya ausgebaut (bataille du rail), um die Bodenschätze aus dem Sahel leichter abtransportieren zu können. Nach seinem Sturz wurde der Ausbau eingestellt, die Strecke ist heute nur bis Ouagadougou befahrbar.
Das Land ist über zwei internationale Flughäfen zu erreichen; europäische Fluggesellschaften, die die Hauptstadt bedienen, sind Air France, Brussels Airlines und die Chartergesellschaft Point-Afrique Voyages. Nationale Fluggesellschaft ist Air Burkina.

### Versorgung

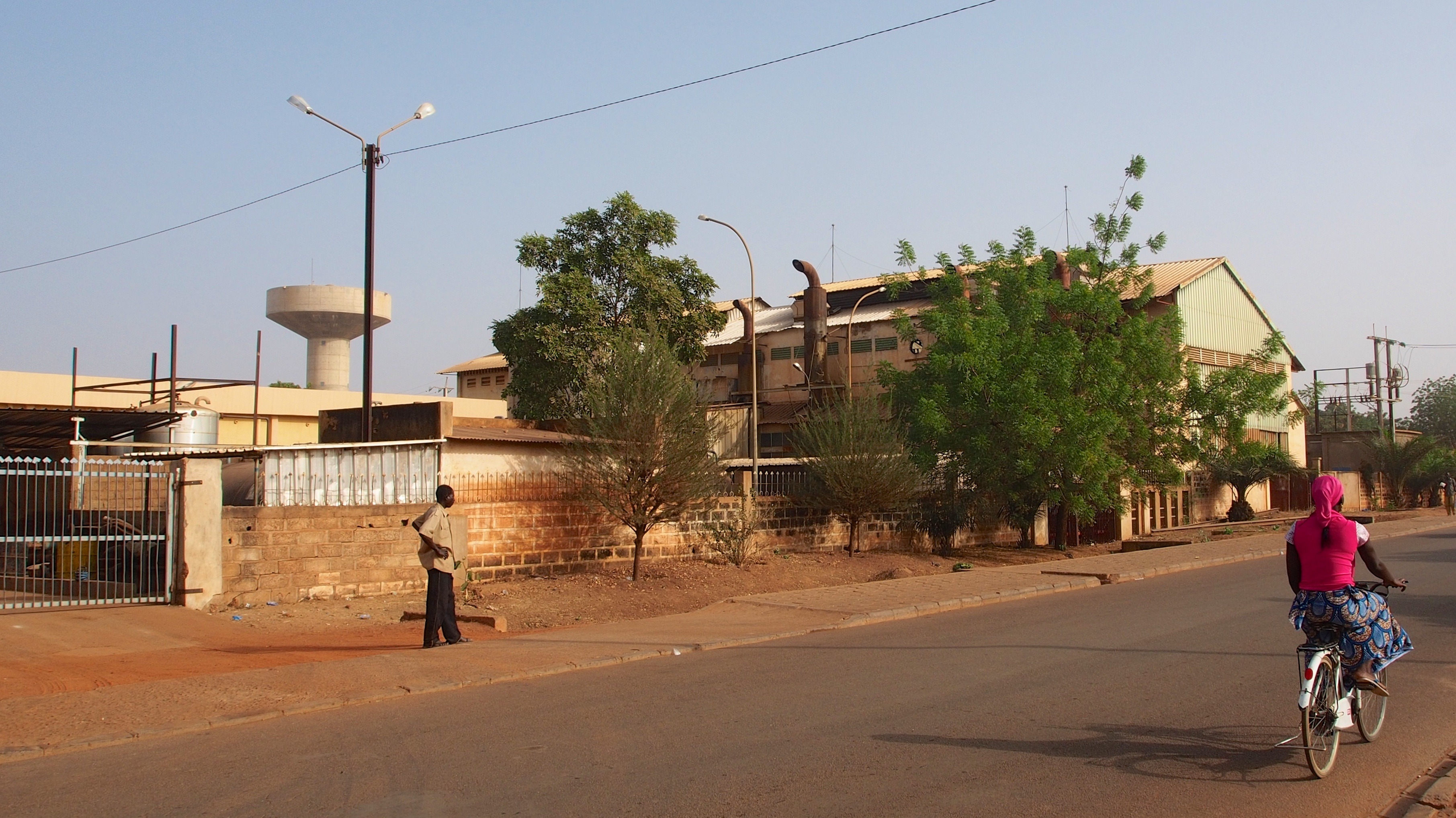
Das SONABEL-Kraftwerk Ouaga I, im Hintergrund ein neuer Wasserturm

Der Versorgungsgrad mit Strom und Wasser ist im ganzen Land sehr niedrig. Durch den Bau des neuen Stausees in Ziga in der Nähe von Ouagadougou hat sich zumindest für die Hauptstadt die Situation etwas entspannt. Staatliche Elektrizitätsgesellschaft ist die SONABEL, für das Wasser zuständig ist ONEA. Strom wird zum größten Teil aus der Verbrennung von importierten fossilen Brennstoffen (Erdöl, Erdgas) gewonnen. Ein weiterer Teil des Strombedarfs wird durch Importe aus Ghana und der Elfenbeinküste gedeckt; außerdem liefert ein Wasserkraftwerk am Kompienga-Stausee Elektrizität. Solarenergie dient der punktuellen Stromversorgung von Krankenhäusern oder Schulen vor allem in ländlichen Gebieten.

### Telekommunikation
Das Verlegen von Telefonleitungen war bisher kaum finanzierbar. Entsprechend blüht das Gewerbe privater „Telecenter“, in denen Privatleute eine kleine Anzahl Telefonapparate zur öffentlichen Nutzung bereitstellen. Neue Möglichkeiten bietet die Mobiltelefonie; drei Anbieter sorgen auch in kleineren Städten für die nötige Netzabdeckung. Internetzugänge existieren für Privatleute und kleine Organisationen entweder als Wählleitung („dial-in“) über die Telefonleitungen der ONATEL oder über die in den größeren Städten boomenden Internet-Cafés. Seit 2006 ist im ganzen Land Zugang über ADSL möglich. Größere Organisationen verfügen auch über Standleitungen zu den Internetanbietern. Im Jahr 2021 nutzten 21,6 Prozent der Einwohner Burkina Fasos das Internet. Studien zufolge nutzen die Burkiner das Internet weniger zur Recherche von Informationen als zur Kommunikation per E-Mail oder Instant Messaging.

## Kultur

### Traditionen

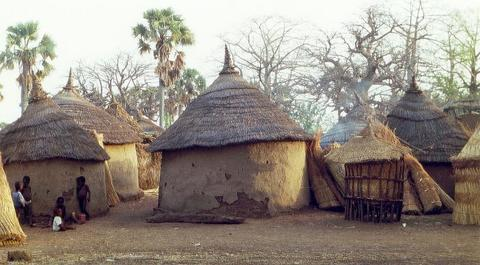
Traditionelle Hütten im Südosten des Landes

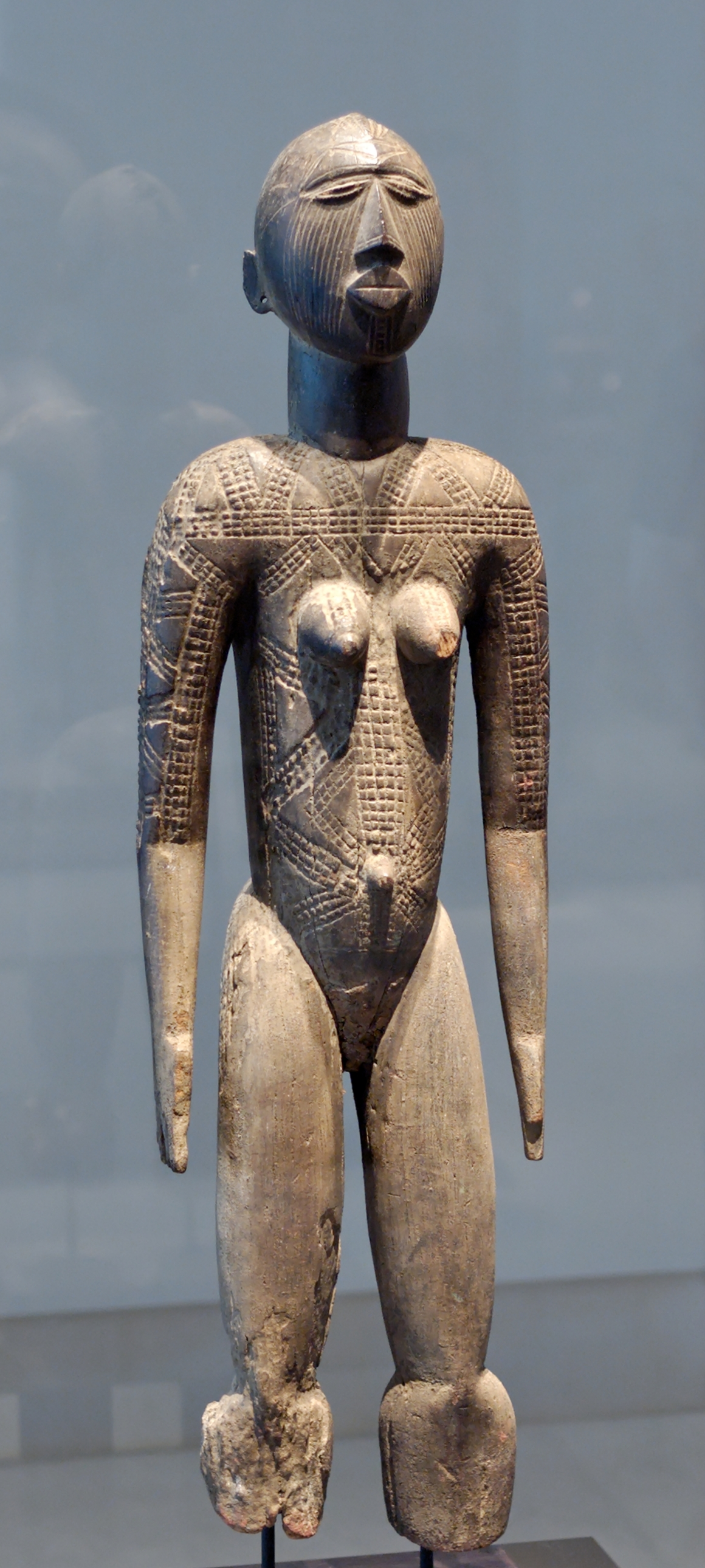
Skulptur aus dem Gebiet von Léo

Die etwa 60 Ethnien in Burkina Faso sorgen für eine große Vielfalt an kulturellen Traditionen; Tanz, Musik und die Verwendung von Masken sind prägend für die sudanischen Savannenvölker. Zu vielen Anlässen des Gemeinschaftslebens finden Feste und Zeremonien statt, bei denen das kulturelle Repertoire präsentiert wird. Bedeutend sind die Griots, die für die Wahrung und Weitergabe der Geschichte und Traditionen zuständig sind. Dies geschieht durch mündliche Überlieferung von einer Generation auf die nächste.
Bedeutend ist das Kunsthandwerk, das etwa 960.000 Personen beschäftigt und dem die alle zwei Jahre stattfindende Messe SIAO gewidmet ist. Neben Arbeiten aus Leder und Holz, Korbflechterei und Töpferei sind Bronzegussskulpturen, die im Verfahren der Verlorenen Form hergestellt wurden, charakteristisch für Burkina Fasos Kunsthandwerk.
Jean-Luc Bambara ist ein Bildhauer, der auch in Europa ausstellt. Die Sculptures de Laongo sind ein 1989 geschaffener Skulpturenpark, in dem unter anderem Granitsteine von nationalen und internationalen Künstlern bearbeitet werden.
Zwei kulturelle Veranstaltungen, die regelmäßig stattfinden sind die Semaine Nationale de la Culture (SNC) in Bobo-Dioulasso und die Nuits Atypiques de Koudougou (NAK) in Koudougou. Im Osten gibt es seit 2004 jährlich das Festival Dilembu au Gulmu (FESDIG).

### Musik

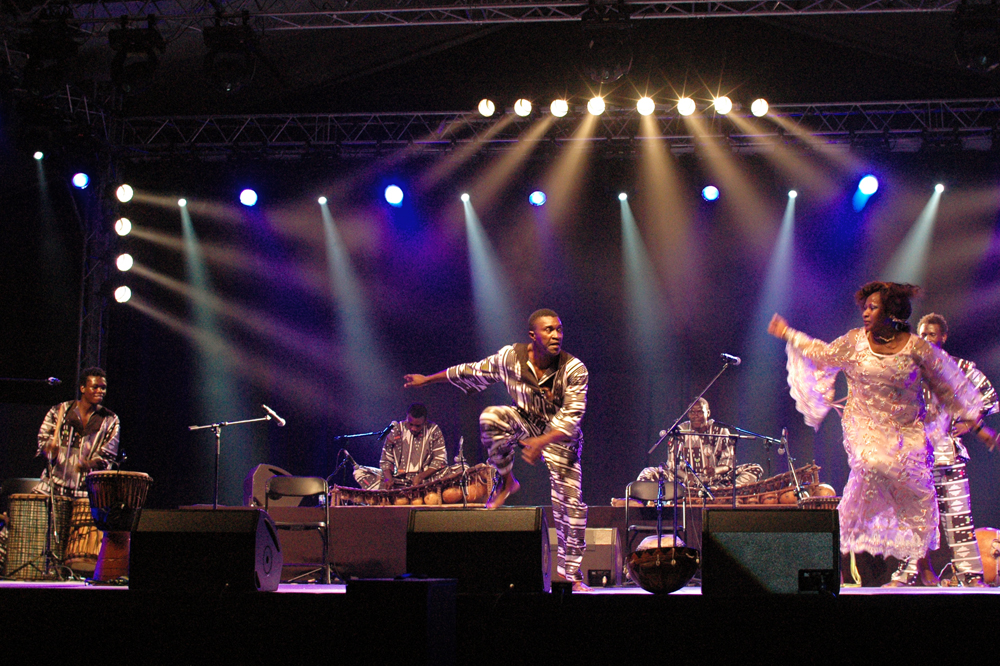
Die Gruppe Farafina

Traditionelle afrikanische Musik begleitet in Burkina Faso den Alltag der Menschen und ist in diesen eng eingebunden. Die traditionelle Musik der Ethnien Burkina Faso ist geprägt von verschiedenen Arten von Trommeln und dem Balafon. Die Balafongruppe Farafina aus Bobo-Dioulasso, die in wechselnder Besetzung seit 1978 existiert, hat unter anderem mit den Rolling Stones zusammengearbeitet und konnte wie auch Gabin Dabiré eher in Europa Erfolge feiern. Äußerst populär war Black So Man, der für seine kritischen Texte bekannt war und 2002 an den Folgen eines Autounfalls von 1997 starb. Viel Beachtung im In- und Ausland findet auch Victor Démé, der nach zahlreichen Gastauftritten 2008 sein erstes Soloalbum veröffentlicht hat.
Als bedeutender Musikpreis wird seit 2001 der Kundé d’Or verliehen. Bisher zweimal konnte Bil Aka Kora den Preis für seine auf den traditionellen Rhythmen der Kassena basierenden Musik gewinnen. Weitere Sieger waren Solo Dja Kabaco, Georges Ouédraogo, der seit 1973 bis zu seinem Tod 2012 aktiv war, die Sängerin Amity Méria sowie Yoni, der wie Ouédraogo moderne und traditionelle Melodien und Rhythmen zu musique tradi-moderne zusammenbringt. Sieger 2009 wurde Hamed Smani. Als Vertreter des burkinischen Hip-Hop wurden Produzent, Rapper und politischer Aktivist Smockey, Faso Kombat und die Gruppe Yeleen ausgezeichnet. Ausgezeichnete Künstler der letzten Jahre sind Eugène Kounker, Dez Altino, Floby und Alif Naaba. Jährlich findet das Festival Waga Hip Hop mit Künstlern aus Afrika und Europa statt.
Bekannte Reggaekünstler sind Zêdess und Sams'K Le Jah, der wie Smockey Aktivist in der Bürgerbewegung Le Balai Citoyen ist. Jazz à Ouaga ist ein regelmäßig stattfindendes Jazzfestival.
Im Oktober 2011 wurde das Operndorf Afrika nach den Plänen des Architekten Diébédo Francis Kéré in Laongo in der Nähe von Ouagadougou eröffnet. Nach dem Tod des Initiators Christoph Schlingensief führt seine Witwe Aino Laberenz die Arbeit weiter.

### Film

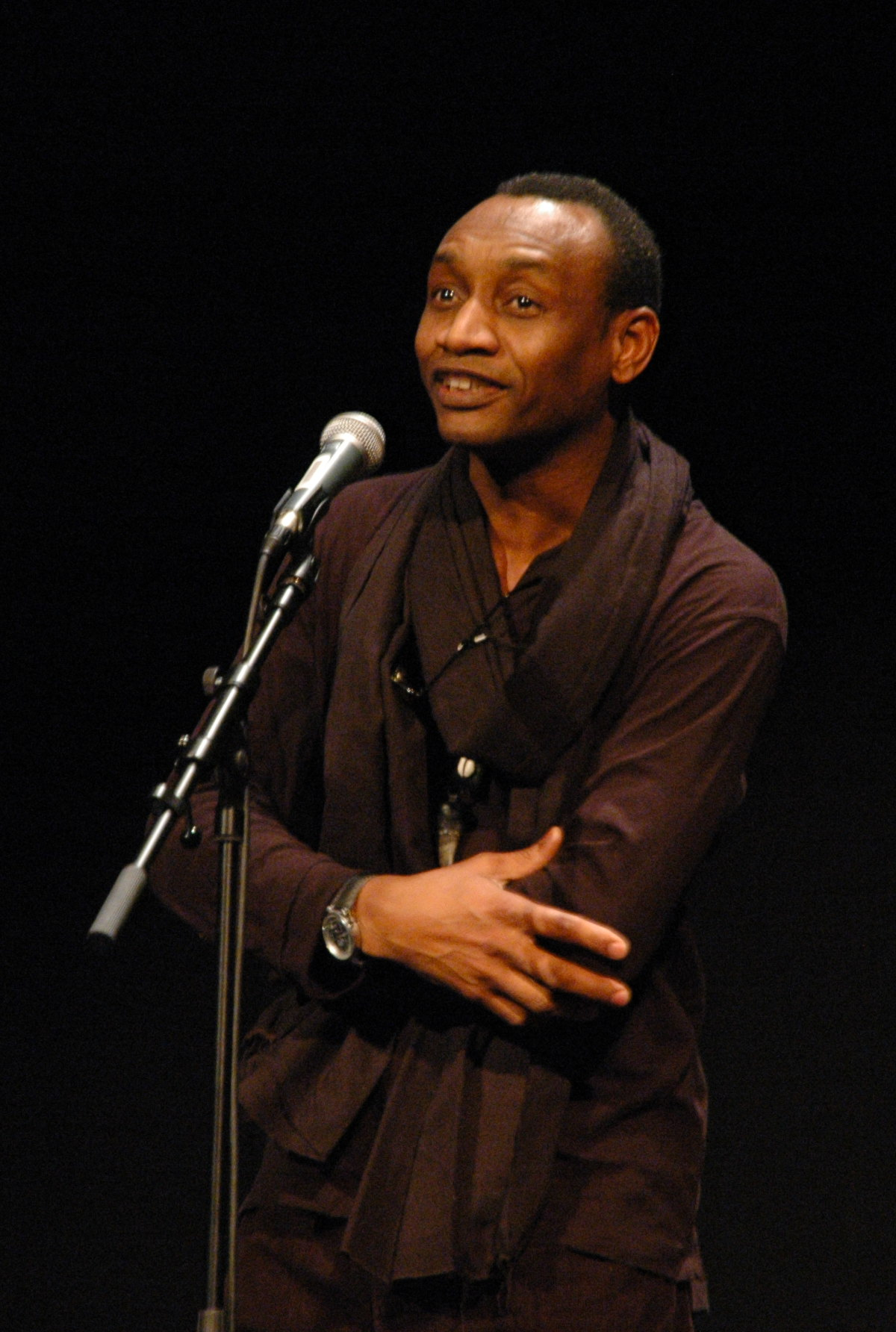
Filmemacher Dani Kouyaté

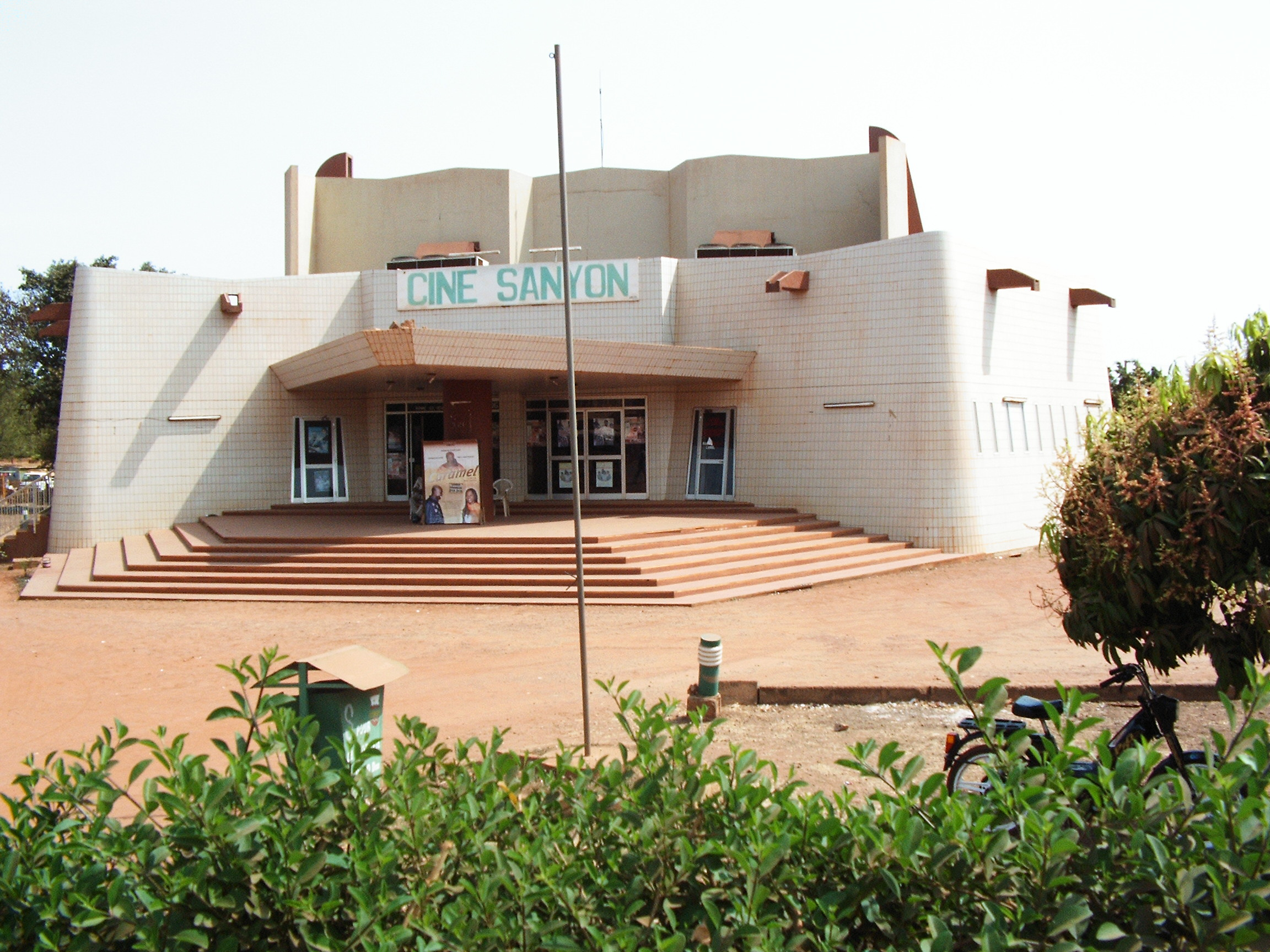
Kino Ciné Sanyon in Bobo-Dioulasso

Burkina Faso gilt als bedeutendes Zentrum des Afrikanischen Kinos und richtet seit 1972 das panafrikanische Filmfestival FESPACO aus, das seit 1979 alle zwei Jahre stattfindet und Cineasten aus der ganzen Welt anzieht. Der burkinische Film erfährt Unterstützung durch die Regierung, ist aber auf ausländische Finanzierung angewiesen.
Zum ersten Mal wurden in Obervolta in den 1920er-Jahren Filme durch katholische Missionare vorgeführt. 1947 wurde der erste Film in Obervolta gedreht; Paysan noir ou Famoro le tyran von Georges Régnier, der im Dienste der Kolonialpropaganda produziert wurde. Nach der Unabhängigkeit schufen Franzosen zahlreiche ethnografische Filme, während sich obervoltaische Eigenproduktionen zumeist einem Bildungsauftrag für die Bevölkerung widmeten. Ab 1980 begann vermehrt die Produktion von Spielfilmen. Wend Kuuni, der erste Langspielfilm von Gaston Kaboré, brachte eine neue Ästhetik und Qualität in das Kino Afrikas und erlangte internationale Anerkennung. 1990 wurde Tilaï von Idrissa Ouédraogo mit dem Großen Preis der Jury bei den Internationalen Filmfestspielen von Cannes ausgezeichnet, sein Film Kini and Adams wurde beim Festival 1997 für die Goldene Palme nominiert. Seit den 1990er-Jahren erlangten Filmemacher wie Pierre Yaméogo, Dani Kouyaté oder Fanta Régina Nacro internationale Beachtung.
Bekanntester Schauspieler ist Sotigui Kouyaté – Vater von Dani Kouyaté – der unter anderem in Filmen von Peter Brook mitspielte.

### Literatur

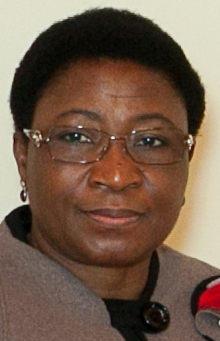
Die Schriftstellerin Monique Ilboudo

### Theater
Zwei bedeutende Theatergruppen sind das Théâtre de la Fraternité des Wissenschaftlers, Autors und Regisseurs Jean-Pierre Guingané sowie das Atelier-Théâtre Burkinabè (ATB) von Prosper Kompaoré.

### Sport

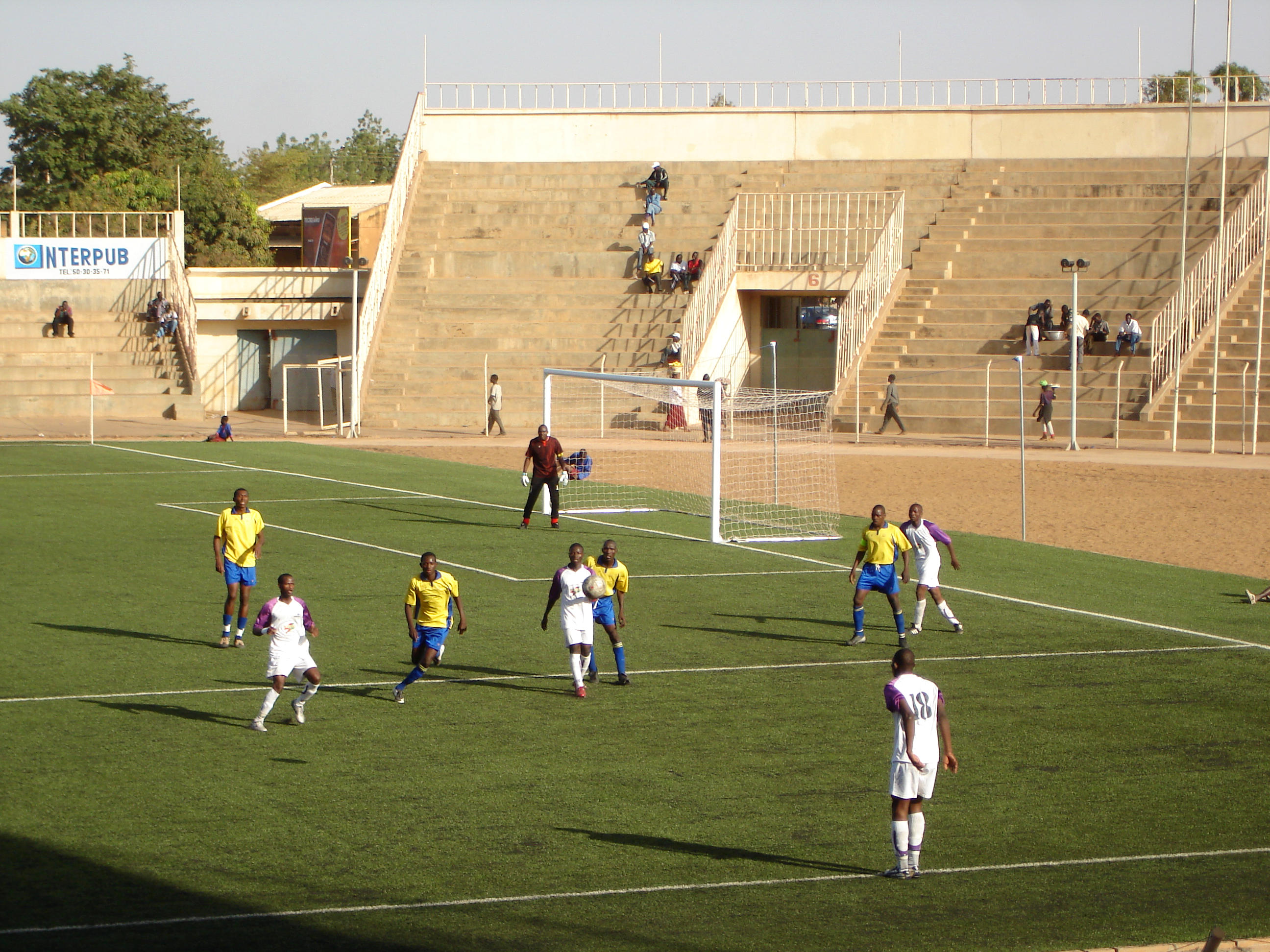
Erstligaspiel im Stade municipal von Ouagadougou

Das Nationale Olympische Komitee Comité National Olympique et des Sports Burkinabè (CNOSB), das 1972 vom IOC anerkannt wurde, entsandte fünf Sportler zu den Olympischen Spielen 2012 in London; zwei Leichtathleten, zwei Schwimmer und eine Judoka.
Special Olympics Burkina Faso wurde 1991 gegründet und nahm mehrmals an Special Olympics Weltspielen teil. Der Verband hatte seine Teilnahme an den Special Olympics World Summer Games 2023 in Berlin angemeldet. Die Delegation wird vor den Spielen im Rahmen des Host Town Programs vom Landkreis Günzburg betreut.
Beliebter Sport in Burkina Faso ist Fußball, der nationale Verband ist die Fédération Burkinabè de Football (FBF), die mit der Unabhängigkeit 1960 gegründet und 1964 Mitglied des Weltverbandes FIFA wurde. Die größten Erfolge der Nationalmannschaft waren der zweite Platz der Afrikameisterschaft 2013 und der vierte Platz bei der Afrikameisterschaft 1998 im eigenen Land. Um die burkinische Meisterschaft kämpfen jedes Jahr 16 Vereine, von denen der größte Teil aus Ouagadougou stammt. Bekannte Auslandsprofis sind Charles Kaboré, Moumouni Dagano oder Bertrand Traoré. Die U-17-Nationalmannschaft erreichte bei der U-17-WM 2001 den dritten Platz.
Radsport gilt in Burkina Faso als Nationalsport. Jedes Jahr finden die Radrennen Tour du Faso und Boucle du Coton statt. Ersteres ist Bestandteil der UCI Africa Tour. Zu den erfolgreichen Radfahrern der letzten Jahre zählen Jérémie Ouédraogo und Abdoul Wahab Sawadogo.
Der als lutte traditionnelle bekannte Kampfsport ist eine Art Ringen und wird besonders von den Sanan praktiziert. In Toma findet jährlich ein Wettbewerb statt.

### Medien

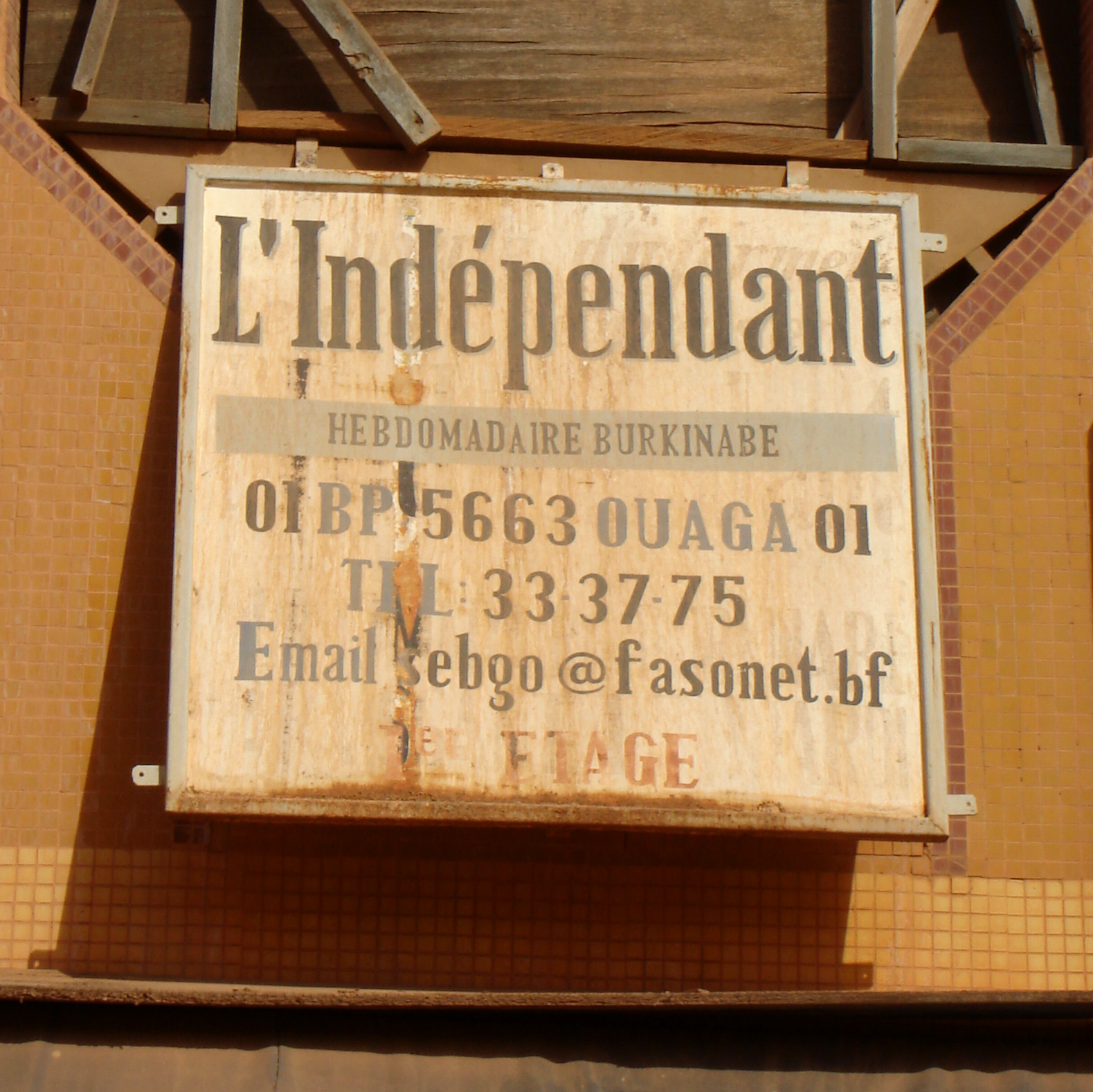
Die Wochenzeitung L’Indépendant wurde von Norbert Zongo gegründet

Die Nichtregierungsorganisation Reporter ohne Grenzen sieht in Burkina Faso eine schwierige Lage für die Pressefreiheit.
Seit dem Beginn der formalen Demokratisierung 1990/91 hat sich ein vielfältiger Pressemarkt herausgebildet. Die von der Verfassung garantierte Pressefreiheit ist bei bestimmten Themen allerdings eingeschränkt; so wurde 1999 der Journalist Norbert Zongo unter bisher nicht geklärten Umständen ermordet, als er mit Recherchen über einen Mordfall in der Präsidentengarde beschäftigt war. Zu den Problemen der defizitären Presse zählen niedrige Verkaufs- und Anzeigenerlöse, mangelnde technische Ausstattung und Ausbildung der Journalisten. Die drei in Ouagadougou erscheinenden Tageszeitungen sind der dem Informationsministerium unterstehende Sidwaya, der 1973 gegründete L’Observateur paalga, der während Sankaras Revolution sein Erscheinen einstellen musste, sowie Le Pays. In Bobo-Dioulasso erscheint seit 1998 L’Express du Faso, dessen Schwerpunkt die Berichterstattung aus Burkina Fasos Westen ist. Regierungskritische Zeitungen, die wöchentlich oder zweiwöchentlich erscheinen, sind unter anderem L’Événement, L’Indépendant, Bendré, San Finna und das satirische Wochenblatt Journal du Jeudi. Weitere Wochenzeitungen sind L’Opinion und L’Hebdomadaire du Burkina.
Das staatliche Fernsehen der RTB sendet seit 1963 und stellt bisher das einzige Vollprogramm dar. Mit CANAL 3 der Groupe Fadoul und BF1 bestehen private Fernsehsender. Satellitenfernsehen, darunter die Programme der französischen Sender TV5MONDE und Canal+ Horizons, kann empfangen werden, ist allerdings nur für wenige erschwinglich.
Das Radio ist das wichtigste Informationsmedium in Burkina Faso. Seit 1959 sendet das staatliche Radio der RTB, die außerdem den Sender Canal arc-en-ciel unterhält. Zahlreiche private Radiostationen entstanden in den vergangenen Jahren, Horizon FM war bei seiner Gründung einer der ersten privaten Sender Westafrikas, es folgten unter anderem Ouaga FM, Radio Pulsar oder Savane FM. Zahlreiche konfessionelle Sender wie Radio Évangile Développement oder Radio Ave Maria bieten neben religiösen Themen auch Informationen für die Landbevölkerung.
Zu den burkinischen Internetangeboten zählen LeFaso.net, das eine Zusammenstellung von Zeitungsartikeln bietet, Burkina 24 sowie Fasozine.com, das als die erste Internettageszeitung Westafrikas gilt. Die Zahl der regelmäßigen Internetnutzer wird auf 30.000 geschätzt (2006). Studien zufolge nutzen die Burkiner das Internet weniger zur Recherche von Informationen als zur Kommunikation per E-Mail oder Instant Messaging.

### Küche

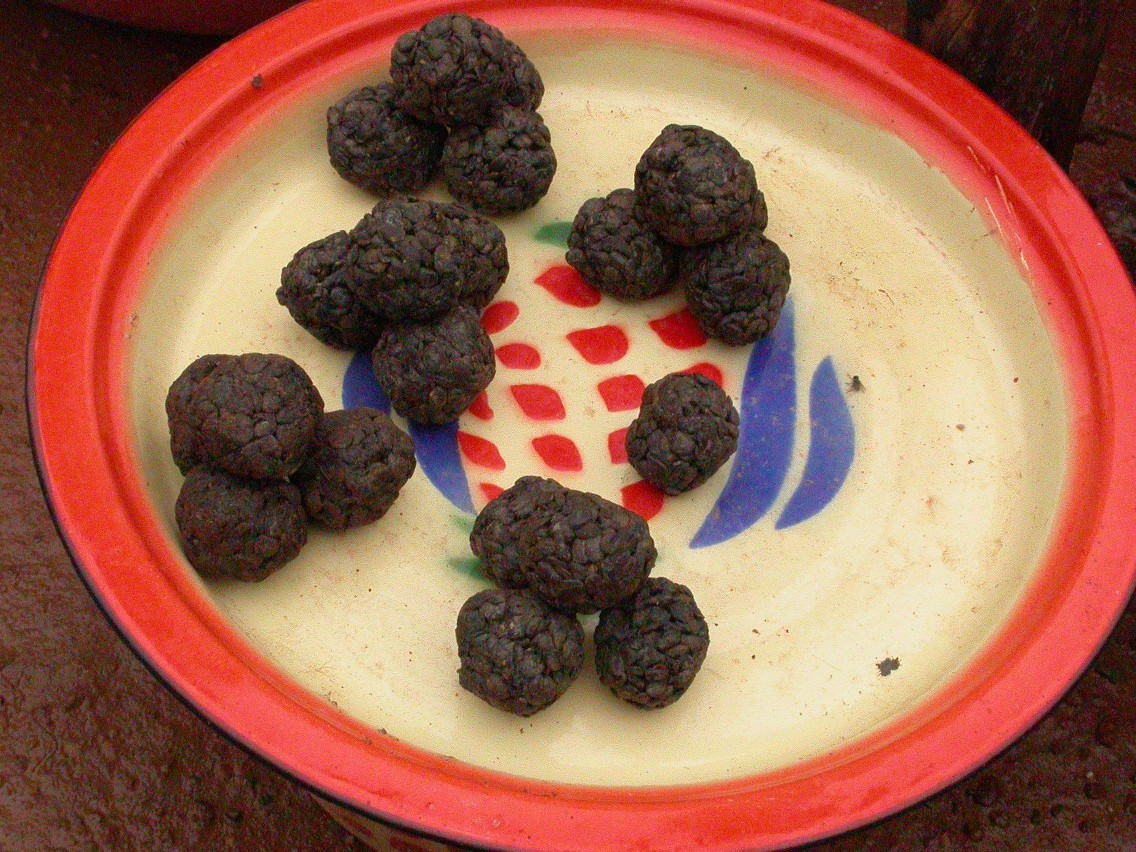
Soumbala ist ein typisches Gewürz

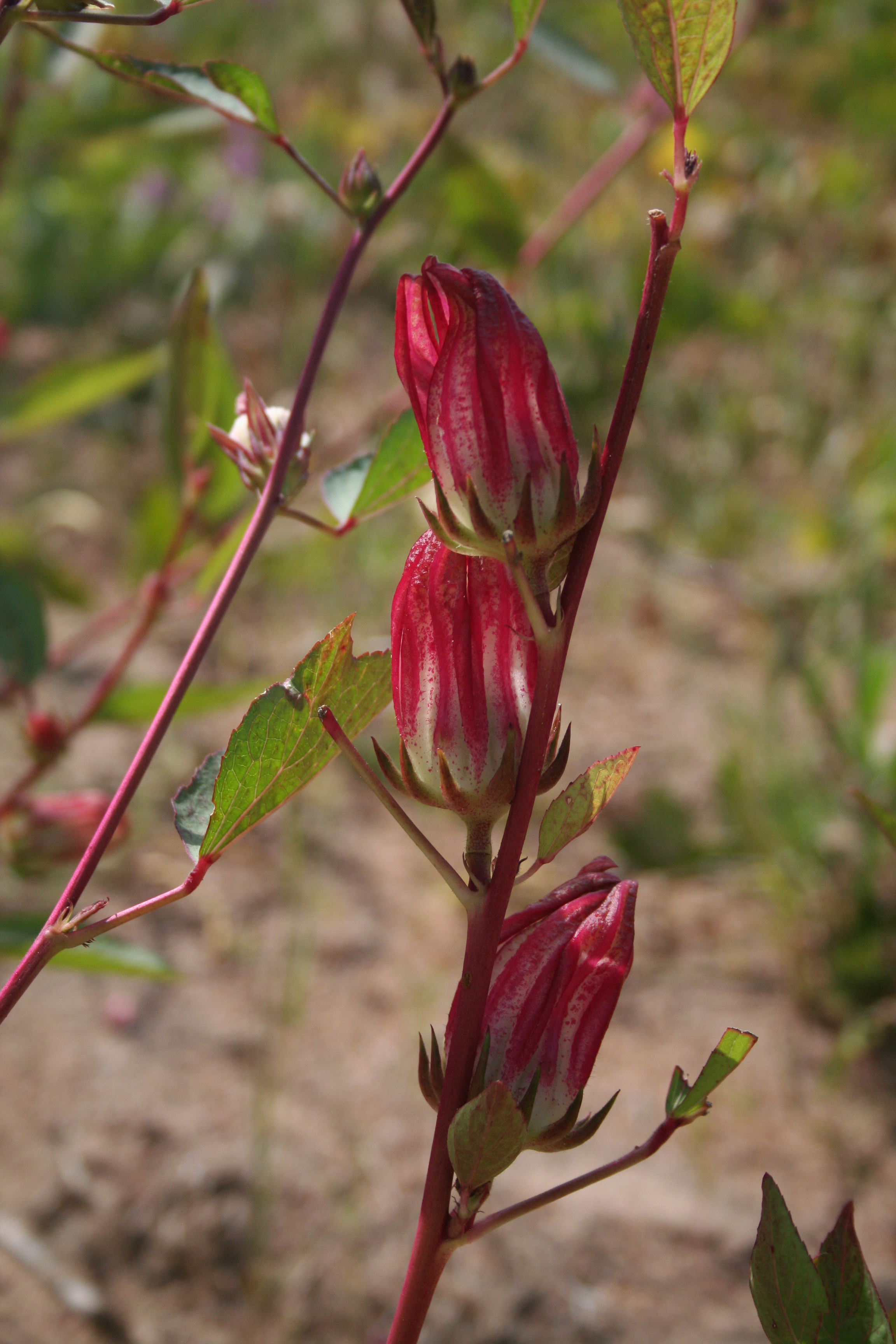
Bissap ist ein beliebtes Getränk aus den Kelchblättern von Hibiscus sabdariffa

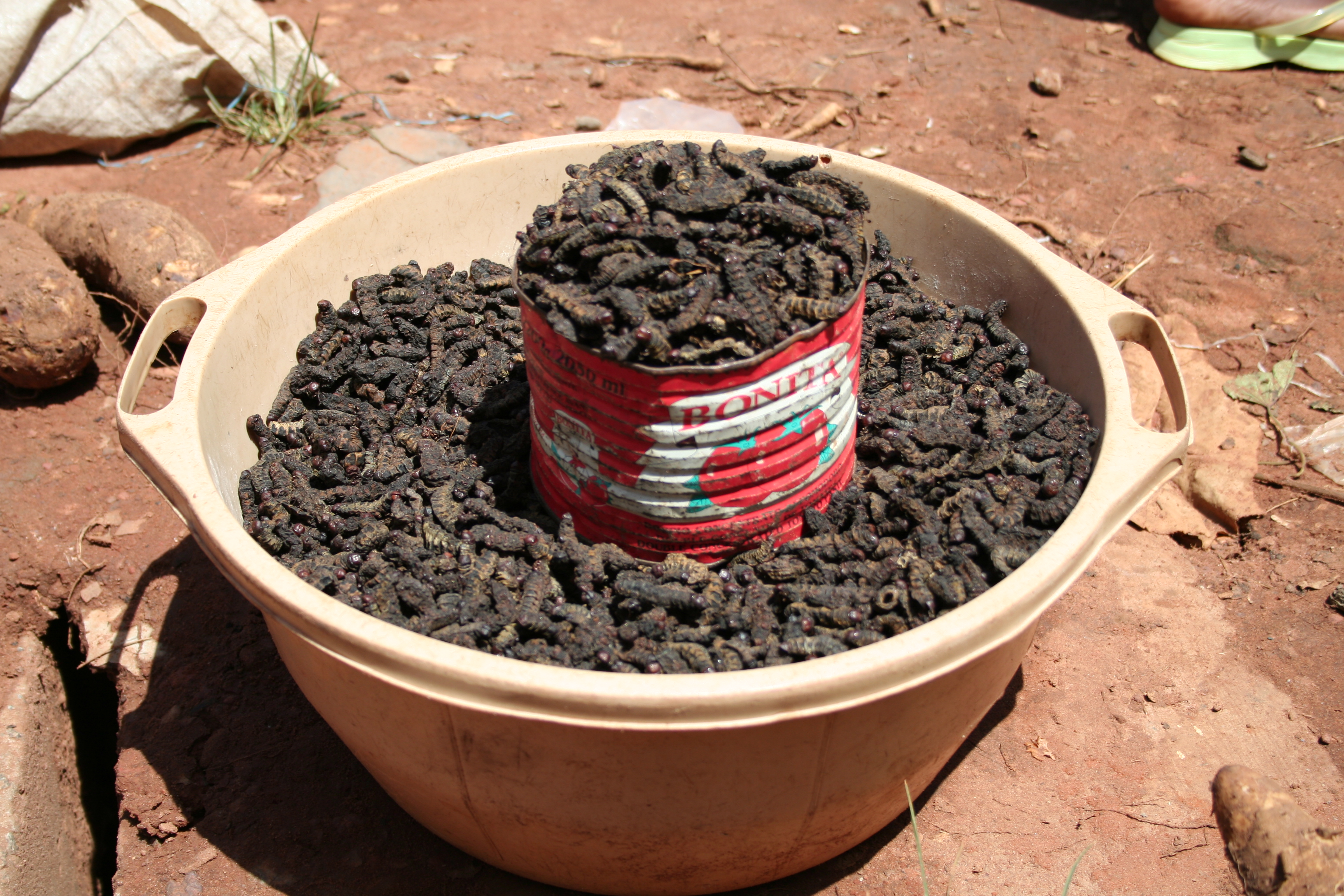
Getrocknete Raupen auf dem Markt von Orodara

Als Grundnahrungsmittel dienen vor allem Reis und tô, ein Brei, der aus Mais, Hirse oder Sorghum zubereitet wird. Dazu werden Soßen auf Basis von Tomaten, Gemüse, Hibiskusblättern, Okra, Affenbrotbaumblättern oder Erdnussbutter gegessen, mit oder ohne Beigabe von Fleisch. Als riz gras/riz au gras wird Reis zusammen mit Tomaten und Zwiebeln gekocht. Basis für Gerichte sind auch Couscous aus Reis, Foniohirse oder Maniok (attiéké genannt) sowie der aus den Küstenländern stammende Foufou (Maisbrei), der oft mit einer Soße aus den Früchten der Ölpalme (sauce graines) gegessen wird. Fleisch stammt zumeist von Rind, Hammel, Ziege, Huhn oder Perlhuhn, auch Wildfleisch von Savannentieren und Fisch werden gegessen. Brathähnchen sind sehr beliebt und als poulets télévisions („Fernsehhühner“) bekannt. Sie sind so benannt, da sie am Straßenrand in rechteckigen Glaskästen gebraten werden. Frittierte Kochbananen werden aloco genannt, außerdem gibt es frittierte Süßkartoffeln und Jamswurzeln, die jeweils mit einer scharfen Soße serviert werden können. Auch Raupen werden in Burkina Faso gegessen. Soumbala ist ein Gewürz, das zum Beispiel bei den Lyela für riz au soumbala verwendet wird.
Erfrischungsgetränke sind Ingwersaft, Tamarindensaft, das Hirsemehlwasser zom-koom oder bissap, ein Getränk aus getrockneten Rosellenblättern. Im Südwesten, vor allem in Bobo-Dioulasso, gibt es auch Horchata, ein Getränk aus Erdmandeln. Lokale alkoholische Getränke sind das Hirsebier Dolo, Palmwein und Palmschnaps, der wegen seiner Gefährlichkeit allerdings verboten wurde.
Einheimische Biermarken sind Brakina und So.B.Bra., Mineralwassermarken unter anderem Lafi und Jirma.

### Feiertage

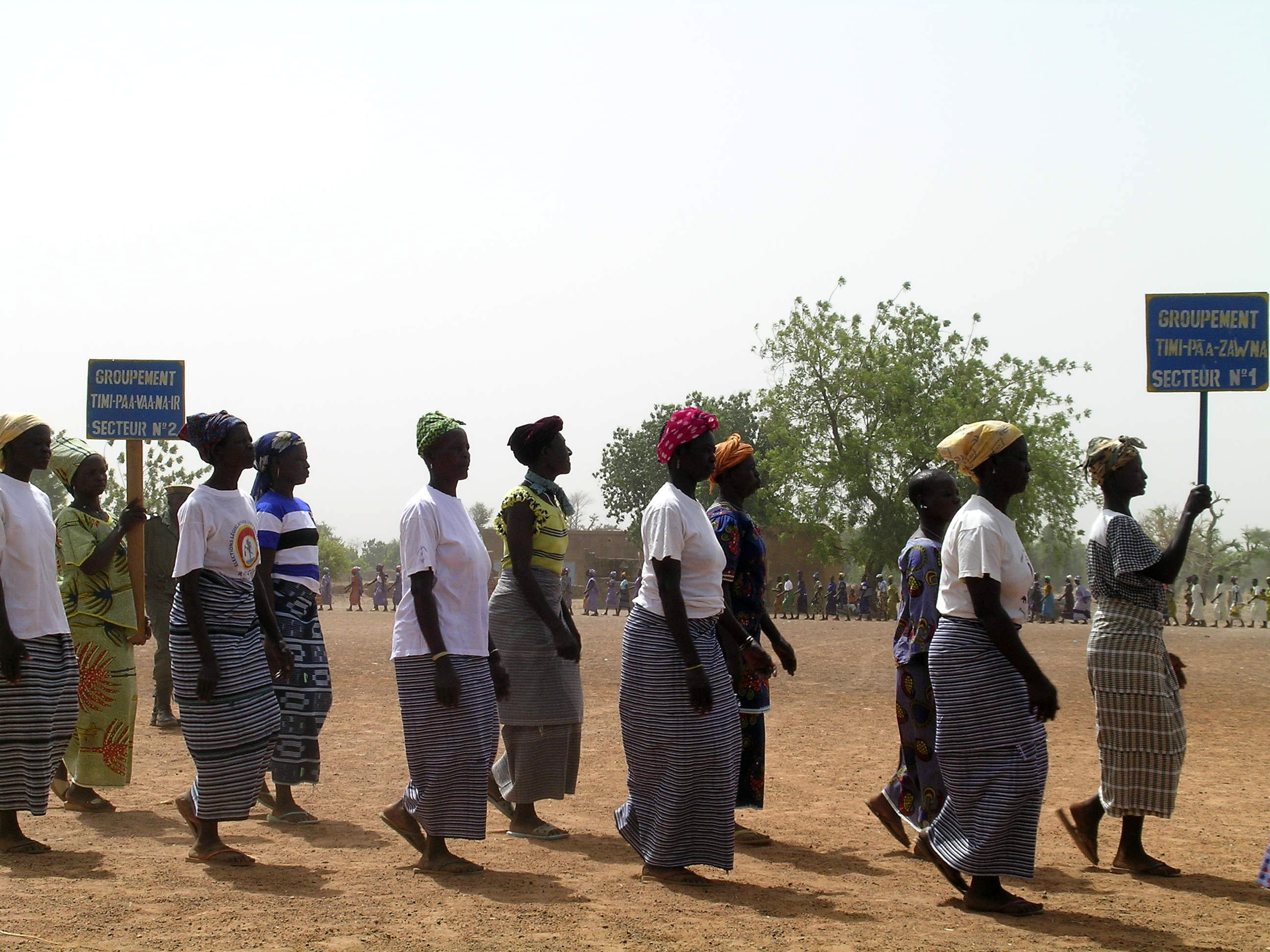
Frauen demonstrieren anlässlich des Internationalen Frauentages

Die 14 gesetzlichen Feiertage in Burkina Faso sind neben denen, die an nationale Ereignisse erinnern, zumeist religiöse Feste des Christentums oder des Islams. Im Jahr 2000 wurden die Feiertage, die an Thomas Sankaras Revolution (4. August) und Sturz (15. Oktober) erinnerten, vom Parlament aus dem Kalender gestrichen. Der 11. Dezember, der wie der 5. August die Unabhängigkeit des damaligen Obervolta würdigt, wurde eingeführt, um die Feierlichkeiten in der Trockenzeit nach der Erntesaison stattfinden lassen zu können. Die zentralen Feiern mit einer großen Parade zu diesem Anlass finden jedes Jahr im Wechsel in einer anderen Regionalhauptstadt statt. Vor einiger Zeit wurde der Pfingstmontag als Feiertag gestrichen. Fällt ein Feiertag auf einen Sonntag, wird der darauffolgende Montag arbeitsfrei.
| Datum        | Name                               | Anmerkungen                   |
| ------------ | ---------------------------------- | ----------------------------- |
| 1. Januar    | Jour de l'an                       | Neujahr                       |
| 3. Januar    | Commémoration du 3 janvier 1966    | Sturz Maurice Yaméogos 1966   |
| 8. März      | Journée internationale de la femme | Internationaler Frauentag     |
| 1. Mai       | Fête du Travail                    | Erster Mai                    |
| 5. August    | Proclamation de l'indépendance     | Unabhängigkeitserklärung 1960 |
| 15. August   | Assomption                         | Mariä Aufnahme in den Himmel  |
| 1. November  | Toussaint                          | Allerheiligen                 |
| 11. Dezember | Fête nationale                     | Nationalfeiertag              |
| 25. Dezember | Noël                               | Weihnachten                   |
| Variierend   | Pâques                             | Ostern                        |
| Variierend   | Ascension                          | Christi Himmelfahrt           |
| Variierend   | Mouloud (arab. maulid an-nabī)     | Geburtstag des Propheten      |
| Variierend   | Tabaski (arab.ʿīdu l-aḍḥā)         | Islamisches Opferfest         |
| Variierend   | Ramadan (arab. ’īd al-fiṭr)        | Fest des Fastenbrechens       |